# 俄羅斯入侵烏克蘭時間軸 (2024年11月)

俄羅斯入侵烏克蘭的動態地圖（參見可交互的俄烏戰爭詳細地圖）

本條目主要列出俄羅斯入侵烏克蘭在2024年11月的過程。

## 11月1日
烏克蘭地方政府表示，截至1日上午9時，俄羅斯在過去24小時內襲擊波爾塔瓦、切爾卡瑟、基輔、敖德薩、赫爾松、哈爾科夫、頓涅茨克、聶伯彼得羅夫斯克、盧甘斯克、扎波羅熱、切爾尼戈夫、尼古拉耶夫州等地，至少造成2名平民死亡，24名平民受傷。烏克蘭內政部表示，下午4時左右俄軍對哈爾科夫市一間警察局發射2枚S-400導彈，至少造成1名警察死亡，36名警察、9名平民和1名救援人員受傷。基輔市軍事管理局表示，俄軍無人機襲擊基輔市，導致一棟16層的住宅樓和一棟辦公樓起火，至少造成1名平民受傷。
烏克蘭武裝部隊總參謀部表示，自全面入侵以來，俄羅斯在烏克蘭損失696,410名士兵，過去一天俄軍有1,460人傷亡，累計損失9,162輛戰車、18,470輛裝甲戰鬥車輛、28,038輛車輛和油箱、20,039門火砲系統、1,244套多管火箭系統、994套防空系統、369架飛機、329架直升機、18,088架無人機、2,628枚巡弋飛彈、28艘船隻和1艘潛艦等。總參謀部表示，俄軍在10月份向烏克蘭發射2,023架無人機，打破之前9月創下的近7百架的記錄，其中1,185架被擊落，738架丟失。烏克蘭軍方盧甘斯克作戰戰術小組發言人表示，俄軍沒有在頓涅茨克州陷入困境的恰西夫亞爾和託列茨克鎮推進，目前接觸線已經穩定，並駁斥俄羅斯聲稱已經佔領有關城鎮的說法。
俄羅斯國防部表示，防空部隊過去一夜擊落83架烏克蘭無人機，其中在庫爾斯克州上空擊落36架無人機，布良斯克州20架，俄佔克里米亞12架，沃羅涅日8架，奧廖爾州4架，別爾哥羅德州3架。俄羅斯斯塔夫羅波爾邊疆區行政長官弗拉基米羅夫表示，1架烏克蘭無人機坠落在斯韋特洛格勒的一個石油倉庫，引發爆炸。
俄羅斯國防部表示，過去一周內烏軍在特別軍事行動中損失17,000名士兵，使用高精度武器和無人機發動對保障烏克蘭軍事工業綜合體企業運行的電力設施、烏軍用於轉送西方武器和裝備的軍用機場和鐵路交通基礎等設施發動44次集群打擊。
烏克蘭總統澤連斯基在社交平台上表示，就在10月31日北韓試射最新型火星19型洲際彈道導彈，達到創紀錄的時間和足夠的高度。然而隨著這種威脅的增長，世界只是在觀察和觀察，北韓與俄羅斯的合作使北韓軍事技術得到改進，隨著北韓軍隊在戰場上加入俄羅斯，將吏有機會學習現代戰爭的戰術。如果烏克蘭獲準對俄羅斯領土上的軍事目標使用西方提供遠端武器，便可以先發制人地瞄準北韓軍隊集結的每一個俄羅斯營地。指出第一批數千名北韓士兵已經靠近烏克蘭邊境，烏克蘭人將被迫抵禦他們。然而美國沒有提供關鍵的遠端能力，而只是在觀察，英國和德國等也只是在觀察。同時，澤連斯基亦呼籲中國對俄羅斯和北韓施加影響，敦促中國證明其結束戰爭的承諾。
俄羅斯外交部長拉夫羅夫在莫斯科會見北韓外務相崔善姬。崔善姬表示，北韓將堅定地支持俄羅斯，直到它在烏克蘭戰爭中取得勝利，兩國傳統且久遠的友好關係，歷經時間的考驗，如今正在上升到一個牢不可破的軍事同志關係的新高度，堅信在普京英明領導下，俄軍和俄羅斯人民將在捍衛國家主權權利和安全利益的神聖鬥爭中取得偉大勝利。拉夫羅夫讚揚兩國軍方和安全部門之間建立非常緊密的聯繫，並表示這使他們能夠共同解決重要的安全任務。另外，拉夫羅夫感謝土耳其政府促進烏克蘭危機的解決，特別提到2022年3月烏克蘭和俄羅斯在伊斯坦堡舉行的會談，但批評土耳其透過提供軍事裝備來支援烏克蘭參戰，對於鑑於土耳其領導人關於準備在烏克蘭和俄羅斯之間進行調解的說法，感到驚訝。
美國國防部表示，美國政府將向烏克蘭提供價值4.25億美元軍事安全軍事安全援助，包括國家先進地對空導彈系統彈藥、便攜式防空導彈、無人機系統裝備及彈藥、以及裝甲運兵車等。另外，國防部長奧斯汀表示，俄羅斯總統普京在與烏克蘭進行近1千天的全面戰爭後，沒有實現任何一個戰略目標。烏克蘭總統沒有逃跑，基輔沒有倒下，烏克蘭沒有滅亡。
波蘭總理圖斯克表示，作為東盾倡議的一部分，波蘭已經開始在與俄羅斯的邊境修建防線，以阻止侵略。波蘭外交部長西科爾斯基回應早前烏克蘭總統澤連斯基對波蘭戰機供應緩慢作出的批評時表示，考慮到軍事、金融、經濟、人道主義援助和對烏克蘭難民的援助，波蘭為烏克蘭所做的比任何其他國家都多。波蘭正在努力提供幫助，但波蘭也是一個前線國家，俄羅斯亦正在威脅波蘭，因此並非一切皆有可能。
愛沙尼亞國防軍情報中心負責人基維塞爾克上校表示，認為北韓士兵可能會遭受重大損失，甚至可能比俄軍損失更大，指出北韓士兵對烏克蘭的地形、氣候或地理條件不熟悉，也沒有相應的作戰訓練。
新聞通訊社「彭博社」根據與烏克蘭國防部協調跟蹤戰場變化的DeepState地圖服務資料報道，過去一星期俄羅斯在與烏克蘭的戰爭中佔領的領土比2024年任何時候都多，自8月6日以來，俄羅斯佔領1146平方公里土地，較今年前七個月增加約四分之一，過去一星期俄羅斯佔領約200平方公里土地。
澳洲傳媒「國防雜誌」報道，澳洲正在向烏克蘭提供增程型聯合直接攻擊彈藥，在GPS幫助下彈藥在接近目標時調整其航向，提高準確性，彈藥一旦投下，就會展開機翼，使其能夠滑行72公里，為武器增加三倍射程。

## 11月2日

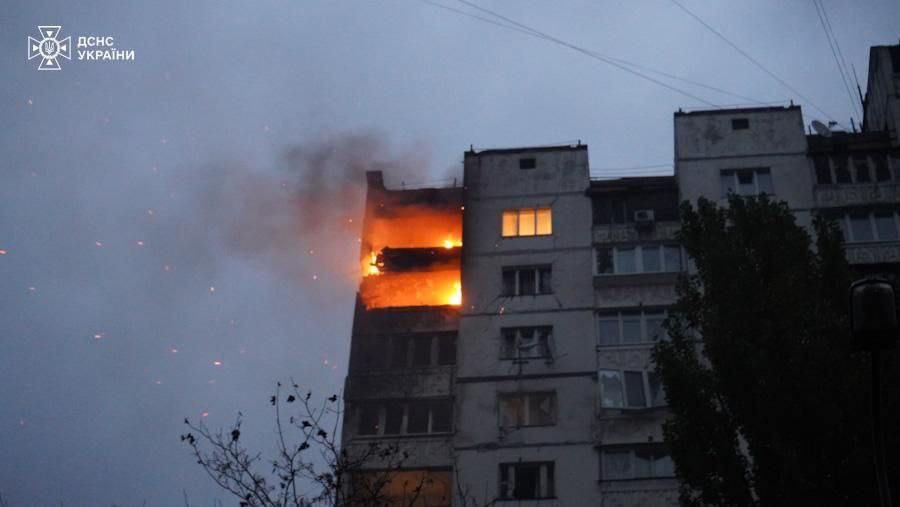
俄軍襲擊基輔後

烏克蘭地方政府表示，截至2日上午9時，俄羅斯在過去24小時內襲擊基輔、赫爾松、哈爾科夫、頓涅茨克、聶伯彼得羅夫斯克、盧甘斯克、扎波羅熱、切爾尼戈夫、尼古拉耶夫州等地，至少造成5名平民死亡，68名平民受傷。烏克蘭空軍表示，俄羅斯在午夜至凌晨期間，對烏克蘭發動無人機襲擊，俄軍從別爾哥羅德地區發射Kh-31P制導空中導彈、從庫斯克和奧廖爾發射71架無人機，防空系統在基洛沃拉德、基輔、敖德薩、蘇梅、波爾塔瓦等地區擊落39架無人機。另有21架無人機因電子戰措施，未能擊中目標，5架飛回俄羅斯。烏克蘭第聶伯羅彼得羅夫斯克州州長表示，俄軍襲擊第聶伯羅市，至少造成8名平民受傷，包括2名兒童。
烏克蘭武裝部隊總參謀部表示，自全面入侵以來，俄羅斯在烏克蘭損失697,680名士兵，過去一天俄軍有1,270人傷亡，累計損失9,170輛戰車、18,487輛裝甲戰鬥車輛、28,114輛車輛和油箱、20,076門火砲系統、1,244套多管火箭系統、994套防空系統、369架飛機、329架直升機、18,117架無人機、2,628枚巡弋飛彈、28艘船隻和1艘潛艦等。
俄羅斯國防部表示，在過去24小時防空部隊擊落4枚美製陸軍戰術導彈系統導彈、3枚法製鐵錘航空制導炸彈和50架無人機。
俄羅斯國防部表示，中部集團軍部隊已經佔領頓涅茨克地區庫拉赫夫卡村。烏克蘭軍隊在過去一晝夜內，在前線各地區內損失2,045名軍人。俄軍航空兵、無人機、導彈部隊和炮兵摧毀149個有生力量和烏軍裝備聚集區。
烏克蘭總統澤連斯基表示，俄軍於10月向烏克蘭發射2千多架見證者-136無人機，敦促西方盟友對俄羅斯無人機中使用的元件供應商實施更多制裁，又指控俄羅斯繼續透過利用規避制裁網路和空殼公司來規避制裁，並透過其盟友，包括中國、伊朗和北韓在逃避制裁方面得到幫助，大量的見證者-136無人機意味著超過17萬個部件本應被阻止到達俄羅斯，包括微晶片、微控制器、處理器和許多其他部件等。
烏克蘭武裝部隊總司令瑟爾斯基會面到訪的捷克武裝部隊總參謀長熱赫卡中將，雙方討論前線局勢。瑟爾斯基指出某些方向上持續的激烈戰鬥，令烏克蘭部隊出現不斷更新資源需求。目前烏克蘭武裝部隊正在抵御自全面侵略以來最強大的俄羅斯進攻之一。感謝捷克政府和人民對烏克蘭的支持，並希望繼續落實現有支援烏克蘭的倡議。
烏克蘭國防部情報總局表示，俄軍向北韓士兵派發60毫米迫擊炮、AK-12步槍、機槍、狙擊步槍、Feniks反坦克制導導彈和手持反坦克榴彈發射器以及一些夜視裝置、熱成像儀、準直器瞄準器和雙筒望遠鏡等，俄軍亦從濱海邊疆區向烏克蘭邊境部署7千多名北韓士兵。
俄羅斯車臣領導人卡德羅夫表示，收到2千多封來自烏克蘭人的信要求他撤銷直接殺死烏克蘭士兵作為報復的命令，他已經通知所有與烏克蘭作戰的指揮官撤銷不要俘虜的命令。
波蘭外交部長西科爾斯基表示，政府提出一項國防貸款提案，烏克蘭在波蘭工廠用貸款購買武器，並在戰後國家重建後償還。

## 11月3日

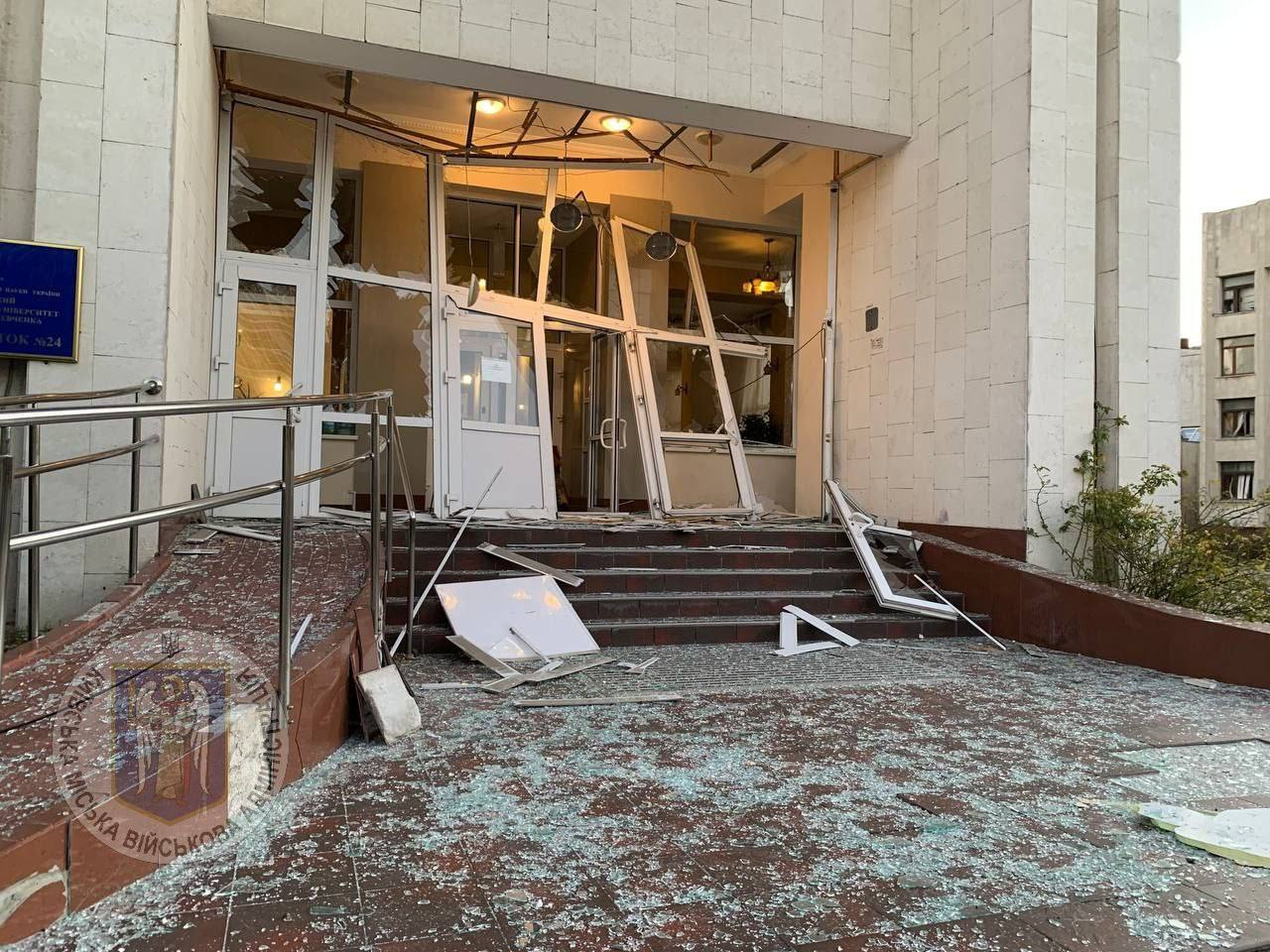
俄軍襲擊基輔市後

烏克蘭地方政府表示，截至3日上午9時，俄羅斯在過去24小時內襲擊基輔、蘇梅、日托米爾、尼古拉耶夫、第聶伯羅彼得羅夫斯克、哈爾科夫、波爾塔瓦、基洛沃拉德、切爾尼戈夫、切爾卡瑟、敖德薩和赫梅利尼茨基等地，至少造成3名平民死亡，24名平民受傷。烏克蘭空軍表示，俄羅斯在午夜至凌晨期間，對烏克蘭發動無人機襲擊，俄軍從庫爾斯克地區發射1枚Kh-59/69導引空中導彈、從布良斯克、庫爾斯克、濱海邊疆區-阿赫塔爾斯克發射96架見證者-136無人機和不明類型無人機，防空系統在基輔、蘇梅、赫梅利尼茨基、日托米爾、尼古拉耶夫、敖德薩、切爾卡瑟、切爾尼戈夫、基洛沃拉德、波爾塔瓦、第聶伯羅彼得羅夫斯克和哈爾科夫等地區擊落1枚Kh-59/69導引空中導彈和66架無人機。另有27架無人機因電子戰措施，未能擊中目標，1架飛往白俄羅斯。烏克蘭基輔市軍事管理局表示，俄軍連續第二晚對基輔市發動襲擊，防空部隊擊落全部無人機，沒有傷亡報告，市內部分設施受損，包括國立基輔塔拉斯謝甫琴科大學校園。赫爾松州州長表示，俄軍炮擊比洛澤爾卡，至少造成2名救援人員受傷。哈爾科夫州政府表示，俄軍襲擊哈爾科夫市舍甫琴基夫斯基區一個住宅區，包括超市在內的建築受損，至少造成15名平民受傷。
烏克蘭武裝部隊總參謀部表示，自全面入侵以來，俄羅斯在烏克蘭損失699,090名士兵，過去一天俄軍有1,410人傷亡，累計損失9,182輛戰車、18,523輛裝甲戰鬥車輛、28,160輛車輛和油箱、20,086門火砲系統、1,244套多管火箭系統、994套防空系統、369架飛機、329架直升機、18,187架無人機、2,629枚巡弋飛彈、28艘船隻和1艘潛艦等。
俄羅斯國防部表示，在過去24小時防空部隊擊落4枚美製陸軍戰術導彈系統導彈、1枚美製海馬斯多管火箭發射器和47架無人機。
俄羅斯國防部表示，中部集團軍部隊已經佔領頓涅茨克地區維什涅沃耶村。俄軍航空兵、無人機、導彈部隊和炮兵摧毀140個有生力量和烏軍裝備聚集區，包括擊中一列在鐵路貨運站裝有烏軍裝甲車輛的火車。自俄軍開展「特別軍事行動」以來，已摧毀烏軍647架戰機、283架直升機、35,216架無人機、585套防空導彈系統、19,031輛坦克及其它裝甲戰車、1,484門多管火箭系統戰車、17,245門野戰火炮和迫擊炮，以及27,956輛特種軍用車輛。
烏克蘭總統澤連斯基表示，俄羅斯在過去一週使用900多枚炸彈、近500架無人機和約30枚導彈襲擊烏克蘭。
烏克蘭國家安全和國防委員會反假訊息中心主任柯瓦連科表示，烏克蘭武器系統的位置被顯示在Google免費線上地圖上最近更新的影象中，在中心多次試圖聯絡Google解決，並引起公眾強烈反應後，Google代表聯絡烏克蘭有關方面，聲稱公司已經在努力解決有關問題。
烏克蘭國會人權監察員魯比涅茨表示，近日俄羅斯聲稱烏克蘭「不同意」帶走部分戰俘，表明身為監察員，希望收到來自俄羅斯人權事務專員提供的俄羅斯準備緊急遣返的所有烏克蘭戰俘名單，烏克蘭隨時準備好接受所有名單和所有公民，隨時準備交換戰俘，繼續遵守「日內瓦公約」和「國際人道法」。形容俄羅斯會減慢交換的進程，用作影響烏克蘭社會的手段。
烏克蘭國會國家安全委員會秘書柯斯登柯表示，在4月新版動員法頒佈後，動員率最初保持穩定，但到9月份有所下降，而且鑑於當前戰場狀況，認為有必要動員50萬公民。
匈牙利總理歐爾班表示，如果美國共和黨總統候選人、前總統特朗普勝出大選，歐洲不能繼續支援對烏克蘭的國防援助，歐洲無法獨自承擔俄羅斯對烏克蘭的戰爭的負擔。
美國駐烏克蘭大使布林克表示，美國國務院已資助在烏克蘭組建800個由烏克蘭國民警衛隊和國家邊境警衛局人員組成的移動防空小組，自2024年1月以來，有關小組已擊落超過200架俄羅斯無人機。
聯合國秘書長發言人杜雅里克表示，秘書長古特雷斯對北韓士兵被派往俄羅斯，並可能被部署到衝突地區的報道感到非常關切，形容將代表烏克蘭戰爭非常危險的升級，必須盡一切措施避免衝突的任何國際化。
斯洛伐克總統佩萊格里尼拒絕希望加入烏克蘭武裝部隊的斯洛伐克公民全部4個請求，強調未經受權到外國服兵役在斯洛伐克構成罪行。
英國傳媒「經濟學人」與國際民調公司「GlobeScan」聯合進行一項調查，詢問30個國家或地區約3萬人，了解對俄烏戰事的看法。平均54%的受訪者表示希望烏克蘭獲勝，只有20%的受訪者支援俄羅斯，在接受調查的30個國家或地區中，有25個國家或地區支援烏克蘭。即使在政府立場中立的或支持俄羅斯的國家或地區中，巴西、墨西哥、南非和香港的受訪者都支援烏克蘭，美國和南韓的受訪者最為支持烏克蘭勝利。受調查的國家中，埃及、印度、印尼、沙特阿拉伯和越南的受訪者支援俄羅斯，並且希望美國共和黨候選人、前總統特朗普在即將到來的美國總統選舉中獲勝。

## 11月4日
烏克蘭地方政府表示，截至4日上午9時，俄羅斯在過去24小時內襲擊敖德薩、蘇梅、尼古拉耶夫、聶伯彼得羅夫斯克、哈爾科夫、切爾尼戈夫和切爾卡瑟等地，至少造成28名平民受傷。
烏克蘭武裝部隊總參謀部表示，自全面入侵以來，俄羅斯在烏克蘭損失700,390名士兵，過去一天俄軍有1,300人傷亡，累計損失9,193輛戰車、18,538輛裝甲戰鬥車輛、28,237輛車輛和油箱、20,121門火砲系統、1,245套多管火箭系統、994套防空系統、369架飛機、329架直升機、18,280架無人機、2,629枚巡弋飛彈、28艘船隻和1艘潛艦等。
俄羅斯國防部表示，在過去24小時防空部隊擊落4枚美製海馬斯多管火箭發射器、1枚法製鐵錘制導航空炸彈和42架無人機。
俄羅斯國防部表示，烏克蘭軍隊在過去一晝夜內，在前線各地區內損失1,375名軍人。俄軍航空兵、無人機、導彈部隊和炮兵摧毀132個有生力量和烏軍裝備聚集區。自俄軍開展「特別軍事行動」以來，已摧毀烏軍647架戰機、283架直升機、35,258架無人機、585套防空導彈系統、19,038輛坦克及其它裝甲戰車、1,484門多管火箭系統戰車、17,295門野戰火炮和迫擊炮，以及27,972輛特種軍用車輛。
烏克蘭總統澤連斯基出席最高統帥部會議後表示，烏克蘭的國際合作夥伴已經開始交付更多軍事援助，包括火炮彈藥，亦聽取軍方匯報在庫爾斯克地區附近俄軍被摧毁的簡報，以及與國防部長烏梅羅夫討論增加軍隊無人機供應。俄軍向烏克蘭發射的無人機數量是去年秋天的10倍，必須對此作出全面回應。另外，澤連斯基引述情報部門報告表示，北韓已經向俄羅斯庫爾斯克地區部署1萬1千名士兵，目前仍未看到合作夥伴的反應增加。
烏克蘭總統澤連斯基與加拿大總理杜魯多通電話，討論前線局勢。杜魯多表示將向烏克蘭提供第一套美製國家先進地對空導彈系統。澤連斯基表示預計在今年年底接收有關系統。另外澤連斯基會見到訪的德國外交部長貝爾伯克，貝爾伯克表示將向烏克蘭提供2.17億美元人道主義援助，應對俄羅斯在冬季可能對能源設施發動的更多攻擊。另外貝爾伯克亦與烏克蘭外交部長西哈比會面，討論採取果斷行動，以應對北韓派遣軍隊協助俄羅斯。
俄羅斯總統普京在克里姆林宮會面到訪的北韓外務相崔善姬。崔善姬轉達朝鮮勞動黨總書記金正恩對普京的問候，同時普京亦委託崔善姬轉達對金正恩的祝願，沒有交代其他會面細節。
烏克蘭總理什梅米爾表示，烏克蘭已經與世界銀行簽署彈性、包容性和可持屬性企業專案協議，將向烏克蘭提供6億美元支援中小企業、綠色倡議和數字化，有助於加強烏克蘭的經濟。烏克蘭國防部長烏梅羅夫表示，烏克蘭與立陶宛簽署國防工業諒解備忘錄，兩國共同生產無人機、零件、彈藥和電子戰系統。
烏克蘭總統辦公室主任葉爾馬克表示，烏克蘭沒有與俄羅斯就對能源設施停火的問題進行直接談判，由卡塔爾共同組織關於實施烏克蘭和平方案安全方面的專題國際會議於8月在網上舉行，俄羅斯沒有參加。烏克蘭不會排除透過第三國根據專題會議達成協議的可能性，特別是卡塔爾或任何其他國家。
俄羅斯內政部發言人沃爾克表示，自2024年初以來，共有3,344名外國人根據普京在1月簽署的法令，允許在俄軍服役一年的外國人及其近親根據簡化程序，獲得俄羅斯公民身份。
烏克蘭國家安全和國防委員會反假訊息中心主任柯瓦連科表示，第一批被派到俄羅斯庫爾斯克地區協助俄軍戰鬥的北韓士兵遭到烏軍炮擊，沒有交代細節和傷亡情況。
俄羅斯緊急事務部公布關於戰時期間如何挖掘亂葬崗的更新手冊，有關手冊已分發給俄軍，包含關於如何挖掘可容納100具屍體的亂葬崗說明和插圖，允許火化死者的情況，以及如何儘量減少化學、生物或輻射汙染。
歐盟外交與安全政策高級代表博雷利到訪南韓，並會見國防部長金龍顯。兩人對北韓派兵援助俄羅斯表示深切憂慮和強烈譴責，同意與國際社會攜手合作阻止俄羅斯與北韓的安全合作，呼籲南韓亦向烏克蘭提供軍事援助。
波蘭副總理兼數位事務部長高科斯基接受傳媒訪問時表示，近期烏克蘭總統澤連斯基希望波蘭協助在烏克蘭上空擊落俄羅斯導彈的言論，是希望波蘭加入戰爭，希望波蘭與俄羅斯開戰，想將波蘭拖入與俄羅斯的戰爭中。
烏克蘭基輔國際社會學研究所公布調查顯示，近三分之二的受訪烏克蘭人表示準備長期忍受戰爭，另有15%受訪者表示，願意再承擔幾個月的戰爭負擔，4%的受訪者表示可以忍受六個月，大約6%的人表示準備堅持一年，12%的人無法回答。
自由歐洲電台引述一份外洩檔案報道，俄羅斯在2022年2月開始入侵後11天在白俄羅斯舉行的第三輪談判期間，向烏克蘭提交一份「關於解決烏克蘭局勢和烏克蘭中立協議」，協議規定烏克蘭須將軍隊士兵減少至五萬人，只可保留4艘軍艦、55架直升機和300輛坦克，烏克蘭不可以在其領土開發、生產或部署任何射程超過250公里的導彈及其他武器，俄羅斯保留在未來禁止烏克蘭因科學研究而可能開發任何其他型號武器的權利，烏克蘭需要承認頓涅茨克和盧甘斯克地區的獨立，並須承擔恢復自2014年以來被摧毁的頓巴斯地區基礎設施的費用，取消所有對俄羅斯的制裁和國際訴訟。另外烏克蘭需要賦予俄語國家語言的地位，並恢復親俄莫斯科宗主教聖統烏克蘭正教會的所有產權，以及廢除去共產主義化的法令。

## 11月5日
烏克蘭地方政府表示，截至5日上午9時，俄羅斯在過去24小時內襲擊敖德薩、蘇梅、尼古拉耶夫、聶伯彼得羅夫斯克、頓涅茨克、盧甘斯克、哈爾科夫和切爾尼戈夫等地，至少造成3名平民受傷。烏克蘭空軍表示，俄羅斯在午夜至凌晨期間，對烏克蘭發動無人機和導彈襲擊，俄軍從黑海地區發射2枚Kh-59/69導引空中導彈攻擊敖德薩地區，從布良斯克、庫爾斯克、奧廖爾發射79架見證者-136無人機和不明類型無人機，防空系統在敖德薩、基輔、蘇梅、波爾塔瓦、日托米爾、切爾卡瑟、切爾尼戈夫和赫梅利尼茨基等地區擊落2枚Kh-59/69導引空中導彈和48架無人機。另有30架無人機因電子戰措施，未能擊中目標，1架飛回俄羅斯。扎波羅熱州州長表示，俄軍對扎波羅熱市基礎設施發動導彈襲擊，至少造成6名平民死亡，23名平民受傷。哈爾科夫州州長表示，俄軍對哈爾科夫市住宅區發動無人機襲擊，至少造成2名平民受傷。
烏克蘭武裝部隊總參謀部表示，自全面入侵以來，俄羅斯在烏克蘭損失701,650名士兵，過去一天俄軍有1,260人傷亡，累計損失9,208輛戰車、18,581輛裝甲戰鬥車輛、28,278輛車輛和油箱、20,150門火砲系統、1,245套多管火箭系統、996套防空系統、369架飛機、329架直升機、18,309架無人機、2,631枚巡弋飛彈、28艘船隻和1艘潛艦等。烏克蘭國防部長烏梅羅夫表示，烏克蘭武裝部隊和北韓士兵已經在俄羅斯庫爾斯克地區發生第一次衝突，衝突規模很小，北韓士兵偽裝成俄羅斯布里亞特人團體，並與俄羅斯士兵混在一起，因此需要檢查所有身份，以確認其損失和確切人數。烏克蘭空軍表示，8月至10月期間俄羅斯向烏克蘭發射至少4千3百架見證者-136型無人機和以及仿製的無人機，與前幾個月相比，數字大幅上升，5月至7月期間俄羅斯只發射1,133架見證者-136型無人機，10月俄羅斯發射2千多架無人機，創單月最高紀錄。
俄羅斯國防部表示，在過去24小時防空部隊擊落1枚法製鐵錘制導航空炸彈和17架無人機。
俄羅斯國防部表示，烏克蘭軍隊在過去一晝夜內，在前線各地區內損失1,900名軍人。俄軍航空兵、無人機、導彈部隊和炮兵摧毀143個有生力量和烏軍裝備聚集區。自俄軍開展「特別軍事行動」以來，已摧毀烏軍647架戰機、283架直升機、35,275架無人機、585套防空導彈系統、19,052輛坦克及其它裝甲戰車、1,484門多管火箭系統戰車、17,355門野戰火炮和迫擊炮，以及27,992輛特種軍用車輛。俄軍輻射、化學和生物防護部隊主任基里洛夫中將表示，儘管基輔目前缺乏製造核彈藥的技術實力，但現有能力使基輔能夠製造出臟彈，烏克蘭安全局成員正在接受培訓，其中涉及使用臟彈的問題，包括模擬電離輻射源、製造爆炸裝置和在人群大規模聚集的地方引爆的情景。
俄羅斯總統普京在接受外國大使遞交國書的儀式上表示的一些西方國家採取的升級和拖延烏克蘭衝突的敵對方針，也就是從戰略上擊敗俄羅斯的敵對方針，從本質上說有關做法非常錯誤。只有那些不瞭解和不想瞭解俄羅斯歷史的人，不考慮俄羅斯人民團結、精神力量和凝聚力的人才有可能提出這些不切實際的想法。另外，普京任命曾在烏克蘭作戰的退伍軍人葉夫根尼·佩爾維紹夫為坦波夫州代理州長。
俄羅斯外長拉夫羅夫表示，我們的對手不要誤解，如果北約或其個別成員國對俄羅斯採取侵略行徑，俄羅斯將完全根據「聯合國憲章」規定的自衛權予以適當回應，並使用任何手段確保俄羅斯的安全，大西洋和英吉利海峽彼岸的國家都將坐立不安，北約的戰略將俄羅斯視為最重大、最直接的安全威脅，歐洲正在加速軍事化，演習期間，北約部隊演練對俄進攻行動，強調如果基輔使用西方遠程武器打擊俄羅斯縱深，將意味著不僅烏克蘭，北約成員國亦與俄羅斯公開交戰。
俄羅斯總統新聞秘書佩斯科夫表示，基輔政權在竭盡所能將南韓捲入烏克蘭衝突，基輔政權以及很多歐洲國家已擬並且正在開展大量工作，旨在繼續烏克蘭衝突的國際化進程並吸引越來越多的國家。而至於北韓士兵的話題，沒有任何補充。俄羅斯外交部副部長魯堅科在俄羅斯聯邦委員會國際事務委員會會議上表示，俄羅斯與北韓的「全面戰略夥伴關係條約」嚴格在國際法框架內實施，不具有對抗性質，不對其他國家構成威脅，也不破壞東北亞安全架構，與西方類似的協議不同，該條約未規定建立軍事聯盟，也不對第三國構成威脅。
烏克蘭總檢察長辦公室表示，俄軍在頓涅茨克州波克羅夫斯克附近槍殺6名被俘的烏軍士兵，行為違反「日內瓦公約」，符合犯下戰爭罪的條件。
烏克蘭武裝部隊總參謀部表示，用於擊退俄羅斯空襲的電子戰系統可能會中斷智慧手機時鐘的運作，在空襲警報期間軍方啟用電子戰系統，試圖將俄羅斯無人機轉向錯誤的方向，現代智慧手機會根據地理位置確定時區，因此當電子戰系統啟動欺騙GPS的功能時，可能會導致時鐘自動切換。建議禁用手機中的自動時間更新模式，並考慮到在宣佈空中警報期間，衛星導航系統的準確性可能會受到干擾。
烏克蘭軍團波蘭招募中心表示，過去一個月裡，收到500多份居住在海外的烏克蘭公民申請，表達希望加入烏克蘭軍團的意願。
七國集團外交部長與南韓、新西蘭和澳洲外長發表聯合聲明，對數千名北韓士兵已部署到俄羅斯，直接支援俄羅斯對烏克蘭的侵略戰爭，除了表明俄羅斯為彌補其損失而拼命努力外，亦標誌著衝突的危險擴大，對歐洲和印太地區的和平與安全造成嚴重後果，並將進一步違反國際法以及聯合國憲章。以最強烈的措辭譴責俄羅斯和北韓之間深化軍事合作，包括俄羅斯非法採購北韓彈道導彈，對俄羅斯可能向北韓轉讓核或彈道導彈相關技術表示擔憂。重申將繼續堅定不移地致力於支援烏克蘭捍衛其自由、主權、獨立和領土完整，正在與國際合作夥伴合作，對新發展作出協調一致的回應。
瑞典民防部長博林表示，瑞典將向烏克蘭提供價值980萬美元的新援助計劃，其中包括2艘旨在加強海上安全的船隻。
美國網際網路公司「Google」表示，顯示烏克蘭武器系統位置的Google地圖影象實際上已顯示超過一年，並且來自公開來源，並非故意釋出戰區的最新影象，非常認真地對待這些問題，並不斷與烏克蘭官員溝通。

## 11月6日
烏克蘭地方政府表示，截至6日上午9時，俄羅斯在過去24小時內襲擊赫爾松、蘇梅、尼古拉耶夫、聶伯彼得羅夫斯克、頓涅茨克、盧甘斯克、哈爾科夫和切爾尼戈夫等地，至少造成9名平民死亡、37名平民受傷。烏克蘭空軍表示，俄羅斯在午夜至凌晨期間，對烏克蘭發動無人機和導彈襲擊，俄軍從黑海地區發射1枚Kh-59/69導引空中導彈和1枚Kh-31P導引空中導彈攻擊敖德薩地區，從布良斯克、濱海邊疆區-阿赫塔爾斯克、奧廖爾和俄佔克里米亞發射63架見證者-136無人機和不明類型無人機，防空系統在敖德薩、尼古拉耶夫、基輔、蘇梅、基洛沃拉德、日托米爾、切爾卡瑟、切爾尼戈夫和扎波羅熱等地區擊落38架無人機。另有20架無人機因電子戰措施，未能擊中目標，1架飛回俄羅斯。
烏克蘭武裝部隊總參謀部表示，自全面入侵以來，俄羅斯在烏克蘭損失702,900名士兵，過去一天俄軍有1,250人傷亡，累計損失9,214輛戰車、18,592輛裝甲戰鬥車輛、28,333輛車輛和油箱、20,170門火砲系統、1,245套多管火箭系統、996套防空系統、369架飛機、329架直升機、18,366架無人機、2,631枚巡弋飛彈、28艘船隻和1艘潛艦等。總司令瑟爾斯基表示，烏克蘭在庫爾斯克發行動的近三個月中，已造成俄軍7,905名士兵死亡，12,220人受傷，717人被俘，在同一時期俄軍損失1,101件裝備，包括54輛坦克、276輛裝甲車、107門火炮和迫擊炮以及5套防空武器。
俄羅斯國防部表示，在過去24小時防空部隊擊落8枚法製鐵錘制導航空炸彈、4枚美製海瑪斯多管火箭炮炮彈和23架無人機。
俄羅斯達吉斯坦共和國首腦表示，防空部隊在卡斯皮斯克市上空擊落1架無人機，附近的馬哈奇卡拉機場無限期暫停運營。烏克蘭國家安全與國防委員會反虛假信息中心負責人科瓦連科表示，烏軍無人機襲擊卡斯皮斯克市附近的俄軍海軍基地。烏克蘭傳媒「基輔獨立報」引述烏克蘭國防部情報總局消息報道，對俄羅斯達吉斯坦共和國的卡斯皮斯克市發動無人機襲擊，目標是俄羅斯海軍基地，獵豹級護衛艦「韃靼斯坦號」和「達吉斯坦號」在襲擊中受損。
俄羅斯國防部表示，東部集團軍部隊已經佔領頓涅茨克地區馬克西莫夫卡居民點，南部集團軍部隊已經佔領頓涅茨克地區安東諾夫卡居民點。烏克蘭軍隊在過去一晝夜內，在前線各地區內損失1,830名軍人。俄軍航空兵、無人機、導彈部隊和炮兵摧毀146個有生力量和烏軍裝備聚集區，包括擊落1架烏克蘭米格-29戰機。自俄軍開展「特別軍事行動」以來，已摧毀烏軍648架戰機、283架直升機、35,299架無人機、585套防空導彈系統、19,064輛坦克及其它裝甲戰車、1,484門多管火箭系統戰車、17,368門野戰火炮和迫擊炮，以及28,010輛特種軍用車輛。
烏克蘭總統澤連斯基在美國共和黨總統候選人、前總統特朗普自行宣布當選後在社交平台上，祝賀特朗普在美國總統選舉中獲勝，並表示希望美國兩黨繼續對烏克蘭的大力支援，提及兩人曾在9月份舉行一次偉大會議，詳細討論烏克蘭和美國的戰略夥伴關係、勝利計劃以及結束俄羅斯對烏克蘭的侵略的方法，感謝特朗普總統對全球事務中，以力量為本的和平方法的承諾，實際上與烏克蘭和平的原則相近。另外，澤倫斯基總統在晚間演講中重申美國在全面戰爭中對烏克蘭的大力支援，並希望當選總統的特朗普繼續與烏克蘭保持牢固的關係，特別在國防、經濟和戰後的未來方面，有更強而有力的合作潛力，將使烏克蘭、美國和整個自由世界更加成功。
烏克蘭總統澤連斯基在社交平台上表示，已經與美國總統當選人特朗普通電話，祝賀他取得歷史性和決定性的勝利，同意保持密切的對話並加強合作，形容強大而堅定的美國對世界和公正和平至關重要。
烏克蘭總檢察長辦公室表示，已經確認有124名烏克蘭戰俘在全面戰爭期間被俄軍在戰場上處決，在最近幾個月烏克蘭戰俘被謀殺、酷刑和虐待的報告激增，大多數個案出現在戰況激烈的頓涅茨克地區，目前有關部門正對處決烏克蘭戰俘進行49項刑事調查。
澳洲國家情報辦公室主任希勒表示，中國大規模向俄羅斯提供軍民兩用商品、外交和經濟支援，使俄羅斯能夠繼續對烏克蘭的戰爭。
韩国总统府表示，将向乌克兰派出观察团，关注朝鲜的派兵情况。
德國總理朔爾茨表示，決定解雇執政聯盟中，屬自由民主黨的財政部長克里斯蒂安·林德納，原因是林德納自私自利，試圖輓救其正在失去民望的政黨，不顧國家利益，經常以不恰當的方式阻撓法律。其中，朔爾茨曾要求林德納放寬支出規則，以允許增加對烏克蘭的援助，但遭林德納拒絕。

## 11月7日
烏克蘭地方政府表示，截至7日上午9時，俄羅斯在過去24小時內襲擊基輔、敖德薩、赫爾松、蘇梅、尼古拉耶夫、第聶伯羅彼得羅夫斯克、頓涅茨克、盧甘斯克、哈爾科夫和切爾尼戈夫等地，至少造成2名平民死亡，13名平民受傷。烏克蘭基輔市軍事管理局表示，俄軍午夜至凌晨期間對基輔發動無人機襲擊，防空部隊擊落多架無人機，無人機碎片令多個建築物受損，基輔市5個地區發生火災。烏克蘭扎波羅熱州長表示，俄軍隊使用制導式空中炸彈5次襲擊扎波羅熱市，幾棟住宅樓和一家醫院遇襲，至少造成10名平民死亡，包括1名1歲兒童，41名平民受傷。
烏克蘭武裝部隊總參謀部表示，自全面入侵以來，俄羅斯在烏克蘭損失704,300名士兵，過去一天俄軍有1,400人傷亡，累計損失9,224輛戰車、18,612輛裝甲戰鬥車輛、28,411輛車輛和油箱、20,194門火砲系統、1,245套多管火箭系統、996套防空系統、369架飛機、329架直升機、18,408架無人機、2,631枚巡弋飛彈、28艘船隻和1艘潛艦等。
俄羅斯國防部表示，在過去24小時防空部隊擊落55架無人機。
俄羅斯國防部表示，中部集團軍部隊已經佔領頓涅茨克地區克列緬納亞·巴爾卡居民點。烏克蘭軍隊在過去一晝夜內，在前線各地區內損失1,790名軍人。俄軍航空兵、無人機、導彈部隊和炮兵摧毀119個有生力量和烏軍裝備聚集區。自俄軍開展「特別軍事行動」以來，已摧毀烏軍648架戰機、283架直升機、35,353架無人機、585套防空導彈系統、19,071輛坦克及其它裝甲戰車、1,484門多管火箭系統戰車、17,418門野戰火炮和迫擊炮，以及28,032輛特種軍用車輛。
愛沙尼亞外交部長薩克納表示，俄羅斯無人機擊中愛沙尼亞駐烏克蘭大使在基輔的住所，沒有人員傷亡，指出在俄羅斯停止侵略之前，烏克蘭沒有人是安全的，烏克蘭需要更多防空系統來保護其居民，絕不能習慣這樣的生活。
烏克蘭總統澤連斯基抵達匈牙利布達佩斯，出席歐洲政治共同體峰會，將討論歐洲的安全挑戰，以及所有合作夥伴的新機會。澤連斯基在峰會上表示，歐洲必須表現出團結，並採取以力量實現和平的方法，應對來自俄羅斯及其盟友的侵略。不應該幻想透過表現出軟弱來換取公正的和平，和平只是對強者的獎勵，指出自7月歐洲政治共同體英國峰會以來，有很多關於向普京屈服、撤退和做出一些讓步的討論，對烏克蘭來說是不能接受，對整個歐洲來說都是自殺的行為，反問為了實現和平，歐洲是否也應該向朝鮮勞動黨總書記金正恩尋求恩惠。再次呼籲歐洲合作伙伴支援烏克蘭結束戰爭的十點和平方案，強調核、能源和糧食安全以及釋放戰俘和被驅逐者是當中的關鍵步驟。烏克蘭感謝合作伙伴的所有支援，願意接受任何建設性的想法，為烏克蘭實現公正的和平，但烏克蘭必須決定什麼應該和不應該列入議程。澤連斯基在峰會後的記者會上表示，並不知道美國總統選舉當選人特朗普結束烏克蘭戰爭的具體計劃。另外目前有1萬1千名北韓士兵駐紮在烏克蘭邊境附近的俄羅斯領土上，特別是在庫爾斯克地區，其中一些部隊已經參加針對烏軍的戰鬥行動，並且已經有傷亡情況。
俄羅斯總統普京在索契舉行的瓦爾代論壇上，祝賀特朗普在美國總統選舉中勝出，表明準備與特朗普進行討論，認為特朗普尋求恢復與俄羅斯的關係以及幫助結束烏克蘭危機方面值得注意。
烏克蘭總理什梅米爾表示，對美國在總統當選人特朗普的領導下繼續支援烏克蘭，持謹慎樂觀態度，並期望新領導層採取明確而迅速的決定，理解美國的核心價值觀是保護民主，無論選舉結果如何都不會改變，相信可以繼續與美國合作。
俄羅斯外交部長拉夫羅夫表示，如果西方在烏克蘭問題上有具體想法，俄羅斯將準備好傾聽，但到目前為止，從布魯塞爾到其他歐洲國家，只聽到的僅僅是沒有其他「澤連斯基方案」替代方案的警告，而這個方案是進入死路的邀請。
烏克蘭國家安全與國防事務委員會反假訊息中心主任柯瓦連科表示，經過多次商討後，Google地圖不再顯示烏克蘭軍事地點的位置。
美國國務院發言人米勒表示，如果烏克蘭總統澤連斯基決定與俄羅斯開始談判，美國將支援他以努力確保公正和持久的和平，強調根據「聯合國憲章」，烏克蘭有權維護其邊界、領土完整和主權，美國沒有看到任何跡象普京計劃放棄繼續吞噬烏克蘭領土的要求。美國五角大樓副發言人辛格表示，會在美國總統選舉當選人特朗普明年1月20日宣誓就職之前，完成提供在拜登政府任內通過的剩餘60億美元軍事援助。
南韓總統尹錫悅表示，鑒於俄羅斯和北韓深化合作，南韓不排除向烏克蘭提供武器的可能性，目前仍然根據北韓的參與程度，分階段逐步調整支援策略，南韓可能會修改對向戰區提供直接軍事支援的禁令作為回應。
英國政府表示，對俄羅斯國防企業和僱傭兵組織實施至2023年5月以來對俄羅斯最大規模的制裁計劃，包括56間企業涉嫌支援俄羅斯僱傭兵組織「瓦格納集團」等以及為俄羅斯提供武器和軍民兩用商品的供應商，以及來自中國、中亞和土耳其的28個實體，涉嫌向俄羅斯軍工企業提供軍民兩用商品。
非牟利智庫「戰爭研究所」表示，6日烏軍可能對俄羅斯達吉斯坦的無人機襲擊，可能是瞄準伊朗向俄羅斯提供武器的路線，雖然烏克蘭襲擊的確切後果難以確定，但從社交平台流傳片段可見襲擊的影響重大。
遭德國總理朔爾茨在6日解除財政部長職務的執政聯盟自由民主黨主席克里斯蒂安·林德納表示，從未阻止增加對烏克蘭的援助，相反由於財政困難狀況，總理朔爾茨計劃向烏克蘭提供30億歐元時，林德納建議向烏克蘭提供最迫切需要的金牛座巡航導彈，以有效防禦俄羅斯的攻擊，遭到總理朔爾茨斷然拒絕，並且通知被解僱。
白俄羅斯總統盧卡申科表示，如果美國總統選舉當選人特朗普成功完全競選活動期間的承諾停止戰爭，包括烏克蘭衝突，白俄羅斯將提名他獲得諾貝爾和平獎。
美國「威達信集團」高級合夥人克里斯平·艾里森在基輔國際經濟論壇上表示，烏克蘭的兩個機場之一，利維夫哈利茨基國際機場或基輔鮑里斯波爾國際機場，將於2025年1月底恢復運營。在有利的情況下，5至6家航空公司可能會同意在1月份運營從烏克蘭出發的航班，如果飛機使用位於利沃夫的機場，將能夠確保更容易安排航空保險，但烏克蘭總統澤連斯基堅持要求先開放鮑里斯波爾國際機場，目前仍在商討，但預計空中巴士A320和波音737以及小型客機將需要至少7.5億美元的保險。烏克蘭總統辦公室將根據安全情況和防空效能，對航班做出最終決定。
世界銀行負責東歐國家事務的主任索姆表示，儘管烏克蘭在戰爭的第三年遭受毀滅性破壞，但所有國家機構的運作都沒有中斷，關鍵的國家服務都以滿負荷的能力提供給公民，令人矚目，將對烏克蘭提供7.5億美元支援計劃，旨在支援加入歐盟所需的體制改革。
英國傳媒「每日電訊報」引述3名美國總統當選人特朗普的幕僚消息報道，特朗普可能會向烏克蘭提供武器，以防止俄羅斯重新發動戰爭，但作為交換烏克蘭將同意在20年內不追求加入北約，烏克蘭目前的戰線將被凍結，在目前的戰線上設立1,200公里的緩衝區，並由英國和歐洲軍隊駐守緩衝區，試圖將緩衝區強加於目前烏克蘭的戰線上，計劃不包括部署美軍或由美國提供財政支援。

## 11月8日
烏克蘭地方政府表示，截至8日上午9時，俄羅斯在過去24小時內襲擊基輔、敖德薩、赫爾松、蘇梅、尼古拉耶夫、第聶伯羅彼得羅夫斯克、頓涅茨克、盧甘斯克、哈爾科夫和切爾尼戈夫等地，至少造成14名平民死亡，88名平民受傷。烏克蘭哈爾科夫市市長表示，俄軍凌晨使用1枚KAB制導的空中炸彈擊中薩爾蒂夫卡區一棟12層公寓樓，至少造成25名平民受傷。敖德薩州州長表示，午夜至凌晨期間，俄軍對敖德薩州南部發動大規模無人機襲擊，至少造成1名平民死亡，9名平民受傷。基輔州軍事管理局表示，午夜至凌晨期間，俄軍對基輔市和周邊地區發射多架無人機和導彈，至少造成4名平民受傷。蘇梅州軍事管理局表示，俄軍全日襲擊蘇梅州12個社群，合共57次襲擊，造成129起爆炸，至少造成8名平民受傷。
烏克蘭武裝部隊總參謀部表示，自全面入侵以來，俄羅斯在烏克蘭損失705,880名士兵，過去一天俄軍有1,580人傷亡，累計損失9,233輛戰車、18,661輛裝甲戰鬥車輛、28,495輛車輛和油箱、20,226門火砲系統、1,245套多管火箭系統、996套防空系統、369架飛機、329架直升機、18,526架無人機、2,631枚巡弋飛彈、28艘船隻和1艘潛艦等。總參謀部表示，俄軍在10月份於戰場上使用323次化學武器，累計已記錄4,613宗個案，包括使用K-51和RG-VO等彈藥，含有用於反暴行動的危險化學品，並被禁止作為戰爭武器，另外亦記錄含有大量未指定型別危險化合物的彈藥，指控俄羅斯公然使用化學武器，違反戰爭規則，無視「禁止化學武器公約」的規範和義務。
俄羅斯國防部表示，烏軍過去一周損失14,330名士兵，俄軍過去一周內使用高精度武器和攻擊無人機對烏克蘭軍工業企業、用於保障烏軍的能源設施和烏軍基礎設施進行38次集群打擊，擊落烏克蘭空軍1架米格-29戰機，防空部隊過去一周內擊落290架烏克蘭無人機、8枚美製MGM-140 陸軍戰術導彈和11枚美製海馬斯多管火箭系統和17枚法製鐵錘制導炸彈。自發動「特別軍事行動」以來，俄軍共摧毀烏克蘭648架戰機、283架直升機、35,409架無人機、585套防空導彈系統、19,141輛坦克和其他裝甲戰車、1,486輛多管火箭炮、17,488門火炮和迫擊炮、28,100輛特種軍車。
烏克蘭傳媒「基輔獨立報」引述烏克蘭國防部情報總局消息報道，烏克蘭無人機襲擊俄羅斯薩拉託夫市一家煉油廠，引發多次爆炸。
烏克蘭國防部表示，愛沙尼亞武器生產商「Frankenburg Technologies」將向烏克蘭提供防空導彈進行測試，旨在擊落無人機，並可以在2公里的高度擊落目標，成本亦更低。
烏克蘭國會人權監察員魯賓內茲表示，到白俄羅斯會見俄羅斯人權事務專員莫斯卡科瓦，討論與俄羅斯對烏克蘭的全面戰爭有關的人道主義問題，是自2022年3月以來兩國官員首次會面，國際紅十字會亦參與會議，魯賓內茲強調與俄羅斯監察員進行互動，以解決人道主義問題，協助烏克蘭人返回，並獲取在俄公民的資訊，各方亦遣返陣亡士兵遺體，烏克蘭收到563具屍體，而俄羅斯收到37具屍體。兩名監察員推出一項新舉措，即烏克蘭親屬可向在俄羅斯的烏克蘭戰俘交換信件，同時亦交換兩人訪問的戰俘名單。另外，在白俄羅斯的會談，1名91歲的烏克蘭婦女能夠與她被俘的兒子會面。
烏克蘭戰俘待遇協調總部表示，在烏克蘭國家安全局、內政部、國家緊急服務局和武裝部隊以及國際紅十字會的協助下，成功設法從盧甘斯克地區、頓涅茨克地區和扎波羅熱地區，尋回563名在與俄羅斯作戰中陣亡的烏克蘭士兵遺體。
俄羅斯第5獨立機動步槍旅指揮官帕維爾·克里門科少將的家人證實，克里門科在俄佔烏克蘭地區死亡，懷疑在駕駛電單車時遭遇襲擊而喪生。
俄羅斯軍事法院秘密審理兩名俄軍士兵涉嫌在2023年10月27日晚，闖入俄佔頓內涅克地區沃爾諾瓦哈的一戶民居後殺害9名平民，包括2名分別為5歲和9歲的兒童，2人被判處終身監禁。
烏克蘭內閣駐烏克蘭國會代表梅爾尼丘克表示，烏克蘭政府決定終止與伊朗的航空服務協議。
俄羅斯地區檢查官指控出生在蘇維埃烏克蘭時期利沃夫的俄羅斯兒童醫生布亞諾娃，涉嫌在一次私人會診中，向一名父親參與烏克蘭「特別軍事行動」後失蹤的俄羅斯兒童討論行動，期間將軍事行動的責任歸咎於俄羅斯，並向該名兒童表示其父親是烏軍的合法目標，遭到兒童母親舉報，俄羅斯當局尋求判處該名醫生監禁6年。
英國國防大臣賀理安表示，根據國防情報資料顯示，10月俄羅斯在烏克蘭的軍隊經歷是全面入侵傷亡最嚴重的一個月，共41,980名士兵傷亡，平均每天有1,354士兵傷亡，自全面入侵開始以來，俄軍可能遭受超過69萬6千名士兵傷亡。
匈牙利總理歐爾班表示，美國將退出烏克蘭戰爭，如果沒有美國的支援，歐洲將無法資助烏克蘭抵禦俄羅斯全面入侵，敦促歐盟改變其關於烏克蘭戰爭的戰略，並再次呼籲進行停火與和平談判。
新聞通訊社「彭博社」引述歐洲官員消息報道，歐洲多國官員7日在匈牙利布達佩斯舉行會議，討論美國總統當選人特朗普在上任後可能會停止對烏克蘭的援助，並擔憂特朗普試圖將財政負擔轉移到歐洲，而且認為真正的問題可能不是金錢本身，而是主要由美國供應的軍事資源。
美國新聞網站「Axios」引述知情人士消息報道，烏克蘭總統澤連斯基在6日美國總統選舉當選人特朗普通電話，雙方通話大約25分鐘，特朗普表示將支援烏克蘭，但沒有詳細說明。在競選過程中表態支持特朗普的全球首富馬斯克亦加入通話，表示將繼續透過Starlink衛星支援烏克蘭。其中一名消息人士向「Axios」透露，與特朗普的通話沒有讓澤連斯基感到絕望。
英國傳媒「衛報」引述烏克蘭官員消息報道，自英國工黨於7月上臺以來，英國和烏克蘭之間的關係轉趨冷淡，烏克蘭對英國首相施紀賢不願意提供額外的遠端暴風影導彈感到沮喪，1位高級官員表示，除非施紀賢承諾提供更多軍事支援，否則作為遊客到訪烏克蘭沒有意義，又指出施紀賢已經多次推遲訪問計劃，令烏克蘭更加失望。
美国官员周五告诉路透社，拜登总统的政府已决定允许美国国防承包商在乌克兰工作，以维护和修理五角大楼提供的武器，这是一项重大政策转变，旨在帮助乌克兰对抗俄罗斯。一位不愿透露姓名的美国官员表示，承包商人数不多，而且驻扎在远离前线的地方且不会参与战斗。

## 11月9日
烏克蘭敖德薩州檢察官辦公室表示，俄軍午夜至凌晨期間對敖德薩及其郊區發動大規模無人機襲擊，損壞多棟建築、倉庫和汽車，至少造成1名平民死亡，13名平民受傷，包括2名兒童。
烏克蘭武裝部隊總參謀部表示，自全面入侵以來，俄羅斯在烏克蘭損失707,540名士兵，過去一天俄軍有1,660人傷亡，累計損失9,238輛戰車、18,697輛裝甲戰鬥車輛、28,561輛車輛和油箱、20,249門火砲系統、1,245套多管火箭系統、996套防空系統、369架飛機、329架直升機、18,575架無人機、2,634枚巡弋飛彈、28艘船隻和1艘潛艦等。總司令瑟爾斯基表示，烏克蘭無人機在10月摧毀或損壞超過5萬2千個俄羅斯目標，包括129個火炮系統、221個無線電裝置和4千多名俄軍隊，凸顯無人機在戰場上的影響越來越大，表明無人機技術正在迅速發展，必須領先敵人一步。前線局勢具有挑戰性，並有升級的趨勢，俄軍利用其數量優勢，繼續進攻行動，主要集中在波克羅夫斯克和庫拉霍韋方向，並獲得許多關於北韓士兵準備與俄軍一起參加戰鬥行動的報告。
俄羅斯國防部表示，在過去24小時防空部隊擊落2枚美製海馬斯多管火箭彈和67架無人機。其中過去一夜擊落50架無人機，包括布良斯克州28架，庫爾斯克州12架，諾夫哥羅德州4架，斯摩稜斯克州和圖拉州上空各2架，奧廖爾州和特維爾州各1架。
俄羅斯國防部表示，俄軍航空兵、無人機、導彈部隊和炮兵摧毀147個有生力量和烏軍裝備聚集區。
烏克蘭傳媒「基輔獨立報」引述烏克蘭國家安全局消息報道，烏克蘭無人機襲擊俄羅斯圖拉州阿列克辛斯基化工廠，該工廠為俄軍生產火藥和彈藥，至少有13架無人機飛入工廠，引發多次爆炸。
烏克蘭總統澤連斯基表示，烏克蘭已經生產首批100枚導彈。
烏克蘭外交部長西比哈與歐盟外交與安全政策高級代表博雷利會面後表示，烏克蘭正與美國總統當選人特朗普的團隊準備兩位領導人之間的會面。另外，根據烏克蘭情報部門掌握的資訊，如果沒有適當的反應或預防措施，俄羅斯明年將能夠生產比歐盟所有國家總和多30%的炮彈，呼籲國際採取行動來限制俄羅斯的工業能力，包括影子艦隊幫助俄羅斯規避制裁，繼續交易能源資源和石油等。博雷利則在訪問基輔期間，向烏克蘭保證，美國在特朗普的領導下，對烏克蘭的支援程度難以確定，歐盟將給予堅定不移的支援，需要更快的交付速度，並減少自我強加的紅線。
烏克蘭國會人權監察員魯賓內茲回應網上流傳一段片段顯示俄軍處決一名烏克蘭士兵時表示，影片中一名明顯受傷，且手無寸鐵的烏克蘭士兵躺在地上，俄軍使用武器近距離處決，指出該名士兵在被處決前已被俘。已經就此事向國際紅十字會和聯合國發信。
俄羅斯外交部表示，俄羅斯將在國際平台上提出「基輔政權」支持非洲恐怖分子的議題，並支持非洲合作夥伴對烏克蘭此類行為發表看法。
波蘭總理圖斯克表示，現時流傳美國總統當選人特朗普的停火計劃，只是討論階段，向媒體披露的一些建議包括凍結當前前線，並部署英國和歐盟軍隊來執行緩衝區。強調沒有烏克蘭人的參與就無法對烏克蘭的未來做出決定，同時歐洲將不得不對其安全承擔更多責任。
美國傳媒「華爾街日報」引述一名美國政府高級官員消息報道，拜登政府將緊急向烏克蘭交付500多枚用於愛國者和國家先進地對空導彈系統的攔截導彈，計劃在2025年1月總統當選人特朗普就職前，加快向烏克蘭交付剩餘約70億美元的軍事援助，預計將在未來幾周內抵達，應該能滿足烏克蘭在2024年剩餘時間的防空需求。
美國總統當選人特朗普的資深幕僚藍薩受訪時表示，特朗普新政府對俄烏戰爭的優先要務是建立和平，而非協助烏克蘭奪回被俄羅斯占據的領土，如果烏克蘭想拿回克里米亞等失土需要靠自己。但有美國傳媒引述特朗普政府交接團隊發言人消息報道，藍薩只是競選合約聘雇人員，言論不代表特朗普及其團隊。

## 11月10日
烏克蘭空軍表示，俄羅斯在午夜至凌晨期間，對烏克蘭發動無人機和導彈襲擊，俄軍從布良斯克、濱海阿赫塔爾斯克和奧廖爾發射創單夜最高紀錄的145架見證者-136無人機和不明類型無人機，防空系統在敖德薩、基輔、日托米爾、哈爾科夫、波爾塔瓦、蘇梅、文尼察、赫梅利尼茨基、切爾尼戈夫、第聶伯羅彼得羅夫斯克、尼古拉耶夫、扎波羅熱、頓內茨克等地區擊落62架無人機。另有67架無人機因電子戰措施，未能擊中目標，10架飛回俄羅斯或飛往白俄羅斯。
烏克蘭武裝部隊總參謀部表示，自全面入侵以來，俄羅斯在烏克蘭損失708,890名士兵，過去一天俄軍有1,350人傷亡，累計損失9,249輛戰車、18,726輛裝甲戰鬥車輛、28,683輛車輛和油箱、20,280門火砲系統、1,245套多管火箭系統、996套防空系統、369架飛機、329架直升機、18,619架無人機、2,634枚巡弋飛彈、28艘船隻和1艘潛艦等。
俄羅斯國防部表示，在過去24小時防空部隊擊落1枚美製海馬斯多管火箭彈和3枚法製鐵錘航空制導炸彈，其中防空部隊上午擊落70架烏克蘭無人機，包括莫斯科州34架，布良斯克州14架，奧廖爾州和卡盧加州各7架，庫爾斯克州6架，圖拉州2架。
俄羅斯國防部表示，中部集團軍部隊已經佔領頓涅茨克地區沃爾琴卡村。 烏克蘭軍隊在過去一晝夜內，在前線各地區內損失1,700名軍人。俄軍航空兵、無人機、導彈部隊和炮兵摧毀127個有生力量和烏軍裝備聚集區。自俄羅斯開展「特別軍事行動」以來，俄軍已摧毀烏克蘭648架戰機、283架直升機、35,512架無人機、585套防空導彈系統、19,159輛坦克和其他裝甲戰車、1,487輛多管火箭系統、17,568門野戰火炮和迫擊炮以及28,135輛軍用特種車輛。
摩爾多瓦外交部長波普紹伊表示，2架用於誤導烏克蘭防空系統的俄羅斯「罌」無人機墜毀在科尚和裡什坎地區，危及摩爾多瓦人的生命，侵犯該國領空。
俄羅斯總統新聞秘書佩斯科夫表示，美國總統當選人特朗普關於和平而非對抗的言論，也不談要在戰略上打敗俄羅斯，使其有別於美國現任政府，但接下來會發生甚麼很難說。
英國國防參謀長拉達金表示，上個月俄羅斯軍隊每天傷亡人數平均為1500人，較英國國防大臣9日預測的數字更高，認為俄羅斯正在為小幅土地犧牲大量軍隊，俄羅斯正在進行的戰術表明俄試圖在猛烈的進攻中對烏克蘭施加壓力。
美國白宮國家安全顧問沙利文表示，總統拜登將呼籲國會在任期的最後70天內向烏克蘭提供更多援助，有機會向國會和即將上任的政府表明，美國不應該離開烏克蘭，離開烏克蘭意味著歐洲更加不穩定，拜登亦將敦促議員向烏克蘭提供持續資源，但拒絕提供細節。
美國傳媒「纽约时报」援引不具名的乌克兰和美国官员消息，俄罗斯已在庫爾斯克地區集结5万人，包括北韓士兵，以便在未来几天发动反攻，将乌克兰武装部队赶出库尔斯克地区。俄罗斯国防部没有对这一数据发表评论。
俄羅斯獨立媒體Mediazona與BBC新聞俄語根據公共來源，包括訃告、親屬、地區媒體和地方當局的報道，確認自2022年2月俄羅斯全面入侵烏克蘭以來，77,142名俄羅斯陣亡士兵的名字，近4千3百名軍官在烏克蘭的戰鬥中喪生，至少有14,204名從監獄招募的囚犯、15,741名志願者和9,465名動員士兵在戰爭中死亡，報道明確表示，實際數字可能更高。
美國傳媒「華盛頓郵報」引述知情人士消息報道，美國總統當選人特朗普7日與俄羅斯總統普京通電話，建議普京不要升級烏克蘭局勢，強調美國在歐洲有龐大的軍事存在，同時特朗普表示有興趣繼續對話，以儘快解決烏克蘭戰爭。報道提及特朗普與普京通電話前，烏克蘭方面已知悉有關通話。烏克蘭外交部發言人泰克伊回應有關報道時表示，關於烏克蘭事前知悉特朗普與普京電話的報道並不準確，而烏克蘭沒有支持或反對有關通話。俄羅斯克里姆林宮發言人佩斯科夫則表示，俄羅斯總統普京並未與美國總統當選人特朗普通話，有關訊息是謊言，與事實不符，並稱暫時未有普京與特朗普接觸的具體計劃。 

## 11月11日
烏克蘭尼古拉耶夫州州長表示，俄軍午夜至凌晨期間，使用無人機襲擊尼古拉耶夫市，至少造成5名平民死亡，1名平民受傷。扎波羅熱州州長表示，俄軍午夜至凌晨期間，先後3次使用FAB-500炸彈對扎波羅熱市發動襲擊，至少造成1名平民死亡，21名平民受傷。烏克蘭國家緊急服務局表示，第聶伯羅彼得羅夫斯克州克里維里赫一棟高層住宅樓俄羅斯導彈擊中，至少造成4名平民死亡，包括3名兒童，14名平民受傷，包括2名兒童。
烏克蘭空軍表示，俄軍能夠攜帶匕首高超音速導彈的圖-95MS戰略轟炸機和米格-31K戰機先後從俄羅斯本土基地起飛，空軍對全國範圍發出警報。烏克蘭電網表示，由於俄羅斯對關鍵能源基礎設施的襲擊威脅，在全國範圍內實施緊急停電，包括尼古拉耶夫、基輔、切爾卡瑟、蘇梅、日託米爾、基洛夫格勒和哈爾科夫等城市。
烏克蘭武裝部隊總參謀部表示，自全面入侵以來，俄羅斯在烏克蘭損失710,660名士兵，過去一天俄軍有1,770人傷亡，累計損失9,253輛戰車、18,766輛裝甲戰鬥車輛、28,802輛車輛和油箱、20,314門火砲系統、1,245套多管火箭系統、996套防空系統、369架飛機、329架直升機、18,676架無人機、2,636枚巡弋飛彈、28艘船隻和1艘潛艦等。根據總參謀部紀錄，俄羅斯在烏克蘭損失士兵人數創單日新高，超越5月13日的1,740人。烏克蘭國防部情報總局表示，一架Mi-24攻擊直升機在俄羅斯莫斯科州一個空軍基地被燒燬，沒有表明與事件有關。烏克蘭軍方南部司令部發言人表示，俄軍在扎波羅熱州部署訓練有素的突擊隊，對扎波羅熱州的襲擊隨時都可能開始，根據軍事情報部門資料顯示，俄羅斯正計劃使用裝甲車和大量無人機發動進攻。
乌克兰頓內茨克州州長菲拉什金表示，位於烏克蘭控制區內，顿涅茨克州庫拉霍韋以西的「特诺夫斯卡亚大坝」被摧毁。庫拉霍韋市軍事管理局負責人表示，由於不斷持續的襲擊，當局無法檢查大壩的受破壞規模。当地流出的视频、乌克兰地方官员和俄羅斯親軍方Telegram頻道都证实相關消息，並互相指责是对方施襲，但烏克蘭軍方和俄羅斯當局尚未就事件作出回應。大坝被毁对当地基础设施、农田和沃尔恰河下游以西的众多村庄构成威胁。水位上涨已导致水位上升约1.5米后，乌克兰当局已下令疏散当地居民。
俄羅斯國防部表示，在過去24小時防空部隊擊落4枚法製鐵錘航空制導炸彈和39架無人機。
俄羅斯國防部表示，西部集團軍部隊已經佔領哈爾科夫地區科列斯尼科夫卡村。烏克蘭軍隊在過去一晝夜內，在前線各地區內損失1,880名軍人。俄軍航空兵、無人機、導彈部隊和炮兵摧毀133個有生力量和烏軍裝備聚集區。
烏克蘭總統澤連斯基表示，俄羅斯已在庫爾斯克地區集結5萬名士兵，包括北韓士兵，烏軍正在阻止俄軍即將發動的反攻。另外，澤連斯基會面到訪的愛沙尼亞國防部長佩夫庫爾，佩夫庫爾表示，愛沙尼亞將向烏克蘭提供新援助計劃，包括裝備和小武器，重申愛沙尼亞透過將其國內生產總值的0.25%用於軍事支援來支援烏克蘭國防的承諾。
烏克蘭總檢察長辦公室表示，根據社交媒體上片段顯示，俄軍在俄羅斯庫爾斯克地區向2名手無寸鐵的被俘烏克蘭軍人開槍射殺，總檢察長辦公室已經對事件展開審前調查。
俄羅斯莫斯科巴斯曼法院在缺席審判下，下令逮捕海牙国际刑事法院突尼斯籍法官海克尔·本·马赫福德，被控非法拘留刑事案件。本·马夫胡德是2024年夏天对时任俄罗斯国防部长的安理会秘书谢尔盖·绍伊古和俄罗斯武装部队总参谋长瓦列里·格拉西莫夫发出逮捕令的国际刑事法院法官之一。
波蘭總理圖斯克表示，計劃在未來幾天與英國首相施紀賢、法國總統馬克龍和北約秘書長呂特舉行會談，討論在美國總統當選人特朗普於2025年就職後如何繼續幫助烏克蘭。
歐盟外交與安全政策高級代表博雷利表示，在2024年，歐盟已向烏克蘭交付98萬枚炮彈，是最初承諾的100萬枚中的一部分，儘管出現延遲，但得益於歐盟的雙邊協議和捷克主導的倡議，預計到年底歐盟供應彈藥將超過150萬枚。
英國傳媒「每日電訊報」引述英國政府消息人士報道，到訪法國的英國首相施紀賢預計將於11日在巴黎會面法國總統馬克龍，討論在美國總統當選人特朗普明年1月進入白宮之前，說服現任美國總統拜登允許烏克蘭使用西方提供的武器攻擊俄羅斯境內的軍事目標，作為鞏固其外交政策遺產的一步。

## 11月12日
烏克蘭武裝部隊總參謀部表示，自全面入侵以來，俄羅斯在烏克蘭損失712,610名士兵，過去一天俄軍有1,950人傷亡，累計損失9,276輛戰車、18,847輛裝甲戰鬥車輛、28,870輛車輛和油箱、20,352門火砲系統、1,249套多管火箭系統、996套防空系統、369架飛機、329架直升機、18,737架無人機、2,636枚巡弋飛彈、28艘船隻和1艘潛艦等。根據總參謀部紀錄，俄羅斯在烏克蘭損失士兵人數連續第2日創單日新高，超越11月11日的1,770人。烏克蘭軍方南部司令部發言人表示，俄軍正在向扎波羅熱州的前線部署訓練有素的攻擊小組，正準備加強對扎波羅熱州奧里希夫鎮的進攻，此行動將使俄軍能夠控制從扎波羅熱到烏克蘭東部的後勤路線。
俄羅斯國防部表示，在過去24小時防空部隊擊落6枚美製海馬斯多管火箭彈和71架無人機。俄羅斯別爾哥羅德州州長表示，一架烏克蘭無人機擊中舊奧斯科爾油庫一個油箱導致爆炸起火。
俄羅斯國防部表示，烏克蘭軍隊在過去一晝夜內，在前線各地區內損失1,985名軍人。俄軍航空兵、無人機、導彈部隊和炮兵摧毀142個有生力量和烏軍裝備聚集區。自特別軍事行動展開以來，俄軍已累計摧毀烏軍648架飛機，283架直升機，35,622架無人機，585套防空系統，19,176輛坦克及其他裝甲車輛，1,487門多管火箭炮，17,723門火炮和迫擊炮和28,182輛軍用車輛。
烏克蘭國防部表示，第一批烏克蘭公民作為烏克蘭駐波蘭軍團的一部分已經與烏克蘭武裝部隊簽署合同，志願者將前往波蘭武裝部隊軍事訓練場接受35天的基礎訓練，完成培訓後，可以選擇在歐洲的北約基地繼續接受專業培訓。烏克蘭戰略工業部長斯梅塔寧表示，烏克蘭在2025年的財政預算預留為13億美元用於武器生產。
烏克蘭國家電影局表示，敦促愛沙尼亞「塔林黑夜電影節」將俄羅斯電影「聾人」從主要節目中刪除，抗議該部電影對俄羅斯人和烏克蘭人之間關係的描述。電影描繪2名聽力障礙者，1人是烏克蘭女性難民，另1人是俄羅斯男子，在俄羅斯全面入侵烏克蘭時，在土耳其伊斯坦堡相遇的浪漫關係。
美國五角大樓發言人空軍少將萊德表示，北韓向俄羅斯派遣1萬名士兵，其中大部分部署在庫爾斯克州西部並參與戰鬥，俄軍對北韓士兵進行炮兵、無人機和基本步兵行動的前線行動訓練，包括壕溝清理。北韓士兵的有效性將很大程度上取決於融入俄軍的程度。另外美國交付武器方面，已向烏克蘭提供83%的承諾的極其重要的彈藥，包括155毫米口徑的炮彈、愛國者和NASAMS系統的配套導彈，提供67%承諾的其他防空裝備，比如毒刺導彈和霍克導彈，60%承諾的火力，包括小口徑炸彈和105毫米口徑彈藥。萊德指出，部分承諾的武器至今未能供應，因為需要維修。
摩爾多瓦外交部表示，已向新任命的俄羅斯駐摩爾多瓦大使奧列格·奧澤羅夫發出抗議照會，抗議俄羅斯干預最近的總統選舉，以及摩爾多瓦在其領土上擊落2架俄羅斯無人機的事件。

## 11月13日
烏克蘭地方政府表示，截至13日上午9時，俄羅斯在過去24小時內襲擊基輔、赫爾松、蘇梅、尼古拉耶夫、第聶伯羅彼得羅夫斯克、頓涅茨克、盧甘斯克、哈爾科夫和切爾尼戈夫等地，至少造成15名平民受傷。烏克蘭空軍表示，俄羅斯在午夜至凌晨期間，對烏克蘭發動無人機和導彈襲擊，俄軍從庫爾斯克州發射2枚S-300防空導彈，從里海上空的Tu-95MS戰略轟炸機發射2枚Kh-101巡弋導彈，從沃羅涅日州發射2枚伊斯坎德爾-M導彈/KN-23彈道導彈，從庫爾斯克、濱海阿赫塔爾斯克和奧廖爾發射90架見證者-136無人機和不明類型無人機，防空系統在基輔、日托米爾、哈爾科夫、波爾塔瓦、蘇梅、基洛夫格勒、切爾尼戈夫、扎波羅熱等地區擊落37架無人機、2枚Kh-101巡弋導彈和2枚伊斯坎德爾-M導彈。另有47架無人機因電子戰措施，未能擊中目標，2架飛回俄羅斯或飛往白俄羅斯。哈爾科夫州州長表示，1架俄羅斯無人機擊中哈爾科夫東北部薩爾蒂夫卡的一棟公寓樓，至少造成2名平民受傷。
烏克蘭武裝部隊總參謀部表示，自全面入侵以來，俄羅斯在烏克蘭損失714,380名士兵，過去一天俄軍有1,770人傷亡，累計損失9,300輛戰車、18,896輛裝甲戰鬥車輛、28,966輛車輛和油箱、20,408門火砲系統、1,249套多管火箭系統、996套防空系統、369架飛機、329架直升機、18,798架無人機、2,636枚巡弋飛彈、28艘船隻和1艘潛艦等。
俄羅斯國防部表示，在過去24小時防空部隊擊落3枚法製鐵錘航空制導炸彈、1枚美製海馬斯多管火箭彈和85架無人機。
俄佔克里米亞塞瓦斯托波爾官員表示，一輛汽車在俄佔塞瓦斯托波爾街道上爆炸，俄羅斯黑海艦隊一級上尉瓦列裡·特蘭科夫斯基傷勢過重死亡。烏克蘭傳媒「基輔獨立報」引述烏克蘭國家安全局消息報道，特蘭科夫斯基的汽車爆炸事件是國家安全局實施的行動，特蘭科夫斯基是第41導彈艇旅的參謀長，也是下令從黑海向烏克蘭的平民地區發射巡航導彈的戰犯，應對2022年7月對文尼察市的口徑巡弋導彈襲擊負責，該事件造成29名平民死亡，200多名平民受傷，更曾監督對敖德薩和其他城市的襲擊，造成許多平民死亡。
俄羅斯國防部表示，東部集團軍部隊已經佔領頓涅茨克地區羅夫諾波爾村。烏克蘭軍隊在過去一晝夜內，在前線各地區內損失2,025名軍人。俄軍航空兵、無人機、導彈部隊和炮兵摧毀139個有生力量和烏軍裝備聚集區。自特別軍事行動展開以來，俄軍已累計摧毀烏軍648架飛機，283架直升機，35,707架無人機，585套防空系統，19,188輛坦克及其他裝甲車輛，1,487門多管火箭炮，17,805門火炮和迫擊炮和28,216輛軍用車輛。
烏克蘭總統澤連斯基與德國總理肖爾茨通話後表示，烏克蘭將在今年年底前獲得第6套德國IRIS-T防空系統。烏克蘭總理什梅加爾表示，已經從美國獲得13.5億美元援助，將用於人道主義和社會專案。
烏克蘭外交部長西比哈在布魯塞爾會見美國國務卿布林肯，討論美國對烏克蘭的進一步安全援助，包括火炮、防空、裝甲車和其他必要的能力和彈藥，以及北韓軍隊參與俄羅斯戰爭和戰場局勢的升級，布林肯強調美國對烏克蘭的支援，烏克蘭正在保衛自己免受俄羅斯的侵略，並繼續走上歐洲-大西洋全面一體化的不可逆轉的道路，包括加入北約。另外布林肯在會見北約秘書長呂特時表示，拜登政府將在特朗普就職總統前的幾個月加強對烏克蘭的支援，並將努力在這段時間內加強聯盟，部署北韓軍隊在烏克蘭戰爭中幫助俄羅斯需要並將得到堅定的回應。
烏克蘭外交部發言人泰克伊表示，否認英國傳媒「泰晤士報」的報道，報道指出如果美國在總統選舉當選人特朗普的領導下停止軍事援助，烏克蘭可能會在幾個月內開發出一顆簡陋的核彈。泰克伊表明，烏克蘭致力於「核不擴散條約」，不會擁有、開發或獲得核武器，烏克蘭與國際原子能機構密切合作，對其監測完全透明，排除將核材料用於軍事目的。
美國總統選舉當選人特朗普獲邀到白宮與總統拜登在橢圓形辦公室舉行會議，期間討論到烏克蘭戰爭，沒有交代細節，但形容會議非常愉快，並進行富有成效的談話。另外，特朗普提名的候任國家安全顧問華爾茲表示，美國未來的政策取決於特朗普的決定，特朗普希望將俄羅斯和烏克蘭帶到談判桌上，以結束戰爭，而不是繼續戰爭。
韩国国家情报院表示，朝鲜军队在过去两周接受训练并逐步部署到战场后，正在俄罗斯参与敌对行动。
波兰总统安杰伊·杜达在与北约秘书长会晤后举行的新闻发布会上表示，如果北约国家保证波兰领空安全并将其飞机转移到该国，华沙将向乌克兰转让米格29战斗机。

## 11月14日
烏克蘭地方政府表示，截至14日上午9時，俄羅斯在過去24小時內襲擊基輔、波爾塔瓦、赫爾松、蘇梅、尼古拉耶夫、第聶伯羅彼得羅夫斯克、頓涅茨克、盧甘斯克、哈爾科夫和切爾尼戈夫等地，至少造成2名平民死亡，28名平民受傷。敖德薩州州長表示，俄軍使用無人機和導彈大規模空襲敖德薩市和周邊地區，至少造成1名平民死亡，10名平民受傷。
烏克蘭武裝部隊總參謀部表示，自全面入侵以來，俄羅斯在烏克蘭損失716,070名士兵，過去一天俄軍有1,690人傷亡，累計損失9,319輛戰車、18,947輛裝甲戰鬥車輛、29,090輛車輛和油箱、20,472門火砲系統、1,252套多管火箭系統、997套防空系統、369架飛機、329架直升機、18,852架無人機、2,640枚巡弋飛彈、28艘船隻和1艘潛艦等。總參謀部發言人發言人表示，烏軍成功擊退俄軍進攻哈爾科夫州庫皮揚斯克市的企圖，俄軍未能進入該市，該市仍然由烏克蘭武裝部隊控制。
俄羅斯國防部表示，在過去24小時防空部隊擊落6枚美製海馬斯多管火箭彈和78架無人機。
俄羅斯國防部表示，中部集團軍部隊已經佔領頓涅茨克地區沃茲涅森卡村。烏克蘭軍隊在過去一晝夜內，在前線各地區內損失2,025名軍人。俄軍航空兵、無人機、導彈部隊和炮兵摧毀142個有生力量和烏軍裝備聚集區。自特別軍事行動展開以來，俄軍已累計摧毀烏軍648架飛機，283架直升機，35,785架無人機，585套防空系統，19,208輛坦克及其他裝甲車輛，1,488門多管火箭炮，17,845門火炮和迫擊炮和28,261輛軍用車輛。
烏克蘭總統澤連斯基表示，烏克蘭正在制定10點加強內部計劃，將於下週提出，涵蓋前線、軍工綜合體、經濟和金融、區域發展和其他戰略部門，最新計劃將側重於內部解決方案，而不是早前提出「勝利計劃」的替代方案。
烏克蘭國會國防與情報委員會秘書柯斯登柯表示，國防部計劃在今年12月18日之前敲定一項法案，確定軍人退伍的程序和條件，由於缺乏監管框架，烏克蘭軍事人員即使在長期服役後也不能隨意退伍，目前退伍的原因可能包括受傷或需要照顧身心障礙家庭成員。自2022年2月下旬全面入侵的起，不少烏克蘭士兵就一直不間斷地服役。
烏克蘭頓涅茨克州檢察官辦公室表示，俄軍在10日於頓涅茨克州泰爾內前線村莊街道上開槍射殺一名手無寸鐵的婦女，烏克蘭當局已經啟動戰爭罪調查。
俄羅斯外交部表示，國際原子能機構專家只有在俄羅斯政府同意的情況下，才能進入俄佔扎波羅熱核電站，如果發現國際原子能機構監察員的工作不合適，可以將他們驅逐出俄佔扎波羅熱核電站。並且批評國際原子能機構總幹事格羅西早前表示，機構監察員將繼續留在扎波羅熱核電站，直至戰爭被凍結的一天，外交部批評有關說法超出國際原子能機構的權力範圍，亦絕對不清楚總幹事等高層根據什麼計劃提出凍結。
美國總統選舉當選人特朗普在海湖莊園出席活動時表示，其政府上任後將專注於俄烏戰爭，將在俄羅斯和烏克蘭上非常努力，戰爭必須停下來。
德國經濟部表示，已要求國營天然氣進口碼頭按照歐盟實施的制裁，停止交付俄羅斯液化天然氣。
英國傳媒「金融時報」引述市場數據報道，烏克蘭債券由10月中旬開始飆升，當時市場開始相信特朗普會總統選舉中勝出，特朗普在美國總統選舉中獲勝後，烏克蘭的主權債券價格繼續上漲，過去的一個月裡，以美元為主的債券上漲12%，投資者預計特朗普將推動停火，將啟動烏克蘭的復甦和償還債權人的能力。

## 11月15日
烏克蘭地方政府表示，截至15日上午9時，俄羅斯在過去24小時內襲擊敖德薩、基洛夫格勒、捷爾諾波爾、波爾塔瓦、赫爾松、蘇梅、尼古拉耶夫、第聶伯羅彼得羅夫斯克、頓涅茨克、盧甘斯克、哈爾科夫和切爾尼戈夫等地，至少造成1名平民死亡，19名平民受傷。
烏克蘭武裝部隊總參謀部表示，自全面入侵以來，俄羅斯在烏克蘭損失717,590名士兵，過去一天俄軍有1,520人傷亡，累計損失9,330輛戰車、18,968輛裝甲戰鬥車輛、29,167輛車輛和油箱、20,492門火砲系統、1,252套多管火箭系統、999套防空系統、369架飛機、329架直升機、18,886架無人機、2,641枚巡弋飛彈、28艘船隻和1艘潛艦等。
俄羅斯國防部表示，防空系統在過去一夜擊落51架烏克蘭無人機，其中克拉斯諾達爾邊疆區36架，俄佔克里米亞3架，別爾哥羅德州2架和亞速海10架。
俄羅斯國防部表示，中部集團軍部隊已經佔領頓涅茨克地區斯捷潘諾夫卡居民點，另外俄軍已經進入庫拉霍韋市中心。烏軍過去一周損失15,570名士兵，俄軍過去一周內使用高精度武器和攻擊無人機對烏克蘭軍工業企業、用於保障烏軍的能源設施和烏軍基礎設施進行42次集群打擊。
烏克蘭國家邊防局發言人表示，一個俄羅斯破壞組織在烏克蘭切爾尼戈夫州邊境灰色地帶附近豎起一面俄羅斯國旗，但俄軍沒有在該地區發動重大攻勢。俄羅斯軍事博主則公布片段，顯示俄軍在切爾尼戈夫州邊境定居點赫雷姆亞奇附近的蘇多斯季河橋上插上一面旗幟的，並俄軍已經進入赫雷姆亞奇和穆拉夫伊。烏克蘭國家邊防局則否認俄軍已經進入定居點，並表示俄軍沒有過橋。
烏克蘭總統澤連斯基接受傳媒訪問時表示，根據目前美國總統當選人特朗普的施政政策，認為戰爭將更快地結束，但表明公正的和平對烏克蘭十分重要，絕對不會接受強加給烏克蘭的和平。另外，澤連斯基表明烏克蘭必須盡一切可能透過外交手段在明年結束戰爭，表明自己不相信俄羅斯總統普京希望得到和平，而是會透過談判讓自全面入侵開始而來，孤立普京的西方國家重新融入自己。
俄羅斯克里姆林宮表示，兩人在電話交談中就烏克蘭局勢詳細且開誠布公地交換意見。普京提醒，當前的危機是北約多年來侵略政策的直接結果，俄方從未拒絕恢復被基輔政權中斷的談判，依舊對此持開放態度。但表明可能就烏克蘭問題達成的協議應以新的領土現實出發，並要消除衝突的根本原因。形容俄德兩國在各方面關係空前惡化是德國當局的不友好方針的結果，俄羅斯一直都明確地在履行自己在能源方面的協議義務和合同義務，雙方約定，在交談結束後兩國領導人的助理將繼續保持聯繫。德國政府表示，總理肖爾茨與俄羅斯總統普京通電話，是自2022年12月以來兩人首次直接通話。兩人通電話約1小時，肖爾茨譴責俄羅斯對烏克蘭的戰爭，呼籲普京結束戰爭，並從烏克蘭領土上撤出俄軍，並敦促俄羅斯與烏克蘭進行談判，以實現公正和持久的和平。肖爾茨在與普京通話前，先與烏克蘭總統澤連斯基通話，說明與普京通話的計劃。烏克蘭總統泽连斯基對此表示，朔尔茨与普京的电话打开了潘多拉魔盒，破坏了“孤立俄罗斯领导人的努力”。
俄羅斯外长拉夫罗夫抵达阿布扎比参加“萨巴尼亚斯”和平与安全国际论坛，会议期间以闭门形式讨论了乌克兰危机等议题。 
烏克蘭國家安全局表示，安全局發現並逮捕一名涉嫌為俄羅斯擔任間諜工作的烏克蘭特種作戰部隊一名指揮官，涉嫌一直向俄軍傳遞關鍵的軍事情報，包括烏克蘭特種部隊在俄佔扎波羅熱、俄佔赫爾松以及俄佔克里米亞進行破壞和偵察任務的敏感細節，目前俄軍正在利用有關情報瞄準駐紮在烏克蘭南部前線的烏軍。
烏克蘭財政部表示，自2022年2月俄羅斯全面入侵烏克蘭以來，烏克蘭以獲得1千億美元外國支援援助，以支援烏克蘭的國家預算，其中歐盟佔405億美元，在支援總額中，約有337億美元以無償贈款的形式提供。
烏克蘭內閣駐國會代表梅爾尼丘克表示，政府提交提案更改目前規定，向在俄羅斯完成戰鬥任務的烏克蘭士兵發放額外的經濟獎勵。
烏克蘭赫爾松州州長普羅庫金表示，在非政府組織「拯救烏克蘭」的行動下，4名年齡介乎1歲至17歲的烏克蘭男童，從俄佔烏克蘭地區返回烏克蘭。
美國傳媒「华尔街日报」引述烏克蘭無人機生產商消息報道，乌克兰正在增加生产带有Auterion微型处理器的抗电子战无人机。

## 11月16日

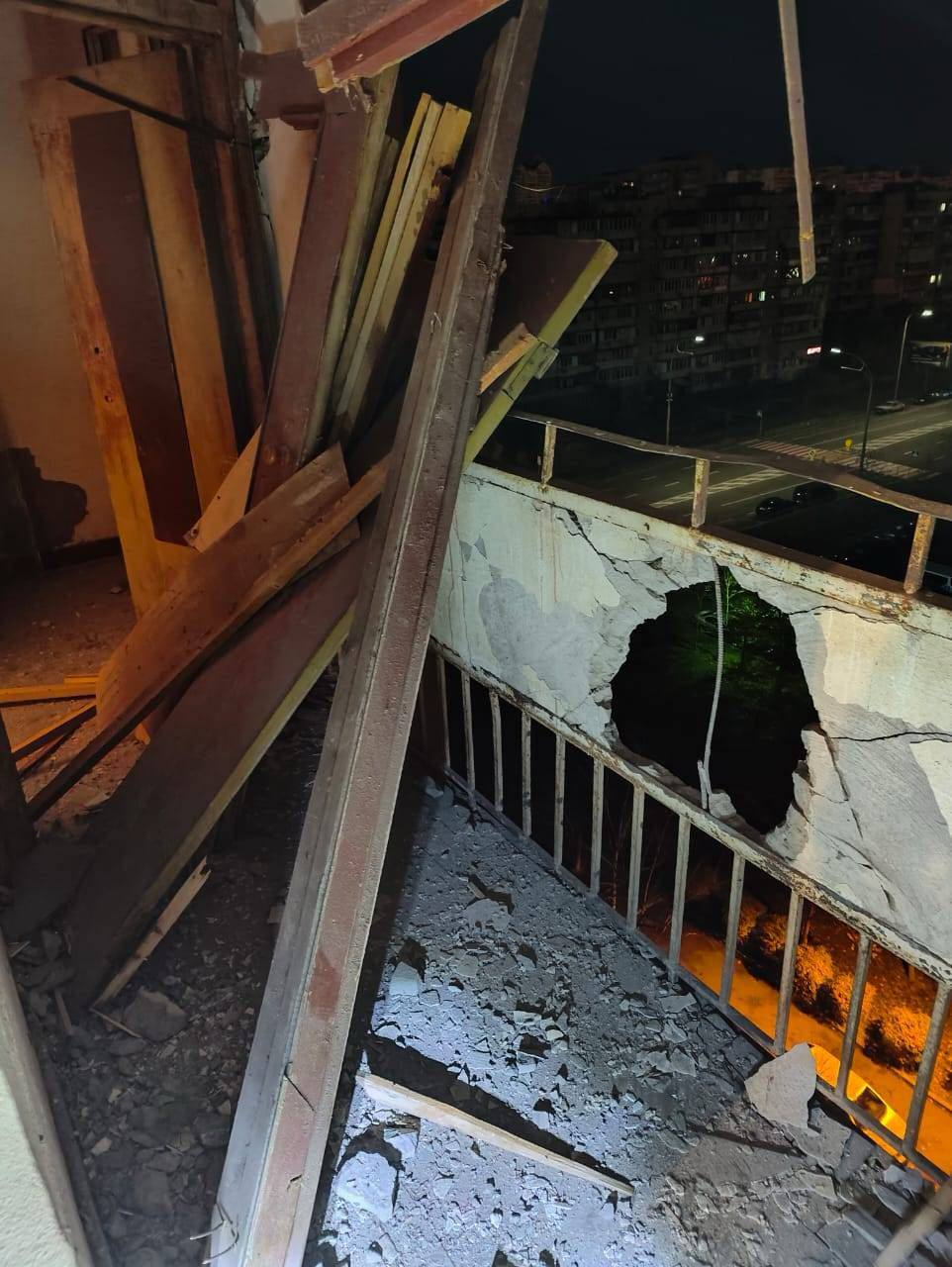
俄軍襲擊基輔市後

烏克蘭武裝部隊總參謀部表示，自全面入侵以來，俄羅斯在烏克蘭損失719,240名士兵，過去一天俄軍有1,650人傷亡，累計損失9,338輛戰車、18,994輛裝甲戰鬥車輛、29,236輛車輛和油箱、20,520門火砲系統、1,252套多管火箭系統、999套防空系統、369架飛機、329架直升機、18,914架無人機、2,641枚巡弋飛彈、28艘船隻和1艘潛艦等。烏克蘭內政部長表示，國民警衛隊第27佩切爾斯克旅無人機部隊前線地區摧毁價值1000萬美元的山毛櫸防空導彈系統。烏克蘭國家邊防局表示，使用無人機摧毁15日俄羅斯破壞組織在烏克蘭切爾尼戈夫州邊境灰色地帶附近豎起的俄羅斯國旗俄羅斯有關破壞和偵察組織在無人機摧毁旗幟前，已經離開該地區。
俄羅斯國防部表示，在過去24小時防空部隊擊落4枚美製海馬斯多管火箭彈和102架無人機。
俄羅斯國防部表示，中部集團軍部隊已經佔領頓涅茨克地區馬卡羅夫卡居民點和列寧斯科耶居民點。俄軍航空兵、無人機、導彈部隊和炮兵摧毀165個有生力量和烏軍裝備聚集區。武装部队袭击库尔斯克地区四个定居点的14个乌克兰旅以及敌方人员和军事装备。
烏克蘭總統澤連斯基會面到訪的日本外務大臣岩屋毅，岩屋毅譴責北韓派遣軍隊參與烏克蘭衝突，形容行為加劇烏克蘭局勢，對東亞安全亦帶來極其重大的影響，表明日本的立場始終未變將繼續與烏克蘭並肩站在一起。岩屋毅亦會見烏克蘭外長西比哈達成協議，同意日烏兩國舉行「雙邊高層安全政策對話」，包括強化在安全情報共享方面的合作。
烏克蘭克里米亞游擊組織「阿特什」表示，旗下成員破壞俄佔扎波羅熱地區一條關鍵鐵路，使其裝置失效，擾亂俄軍的軍事供應鏈。
七國集團領導人發表聯合聲明，重申將繼續堅定不移地支援烏克蘭並承諾要求俄羅斯透過制裁、出口管制和有效措施付出沉重代價，形容俄羅斯仍然是實現公正持久和和平的唯一障礙。
美國白宮表示，總統拜登在秘魯首都利馬出席亞太經合組織領導人非正式峰會期間，會見中共中央總書記兼中國國家主席習近平，譴責北韓向俄羅斯部署數千名士兵，形容是對烏克蘭非法戰爭的危險擴大，對歐洲和印太地區的和平安全造成嚴重後果。
美國國務院表示，副國務卿詹金斯與烏克蘭能源部長加盧申科在阿塞拜疆的聯合國氣候變化綱要公約第29次締約方會議上共同宣佈，美國將協助將烏克蘭的 燃煤發電廠過渡至小型模組化核反應堆，透過有關技術重建和現代化烏克蘭鋼鐵工業。
愛沙尼亞國防部表示，政府已批准喺烏克蘭提供新一批軍事援助，包括數量不詳的彈藥和軍事裝備。
新聞通訊社「美聯社」公布調查報道，俄羅斯正生產熱壓無人機，會產生高壓和熱波，能夠穿透後壁，可能會對平民造成嚴重損害，包括肺塌陷、眼球破裂和勞損相等。
英國傳媒「金融時報」引述烏克蘭情報評估報道，北韓向俄羅斯提供50套北韓製的自走榴彈炮和20套多管火箭發射系統，相關裝備已經被運往庫爾斯克地區，以協助俄羅斯重新控制被烏克蘭控制的領土。

## 11月17日

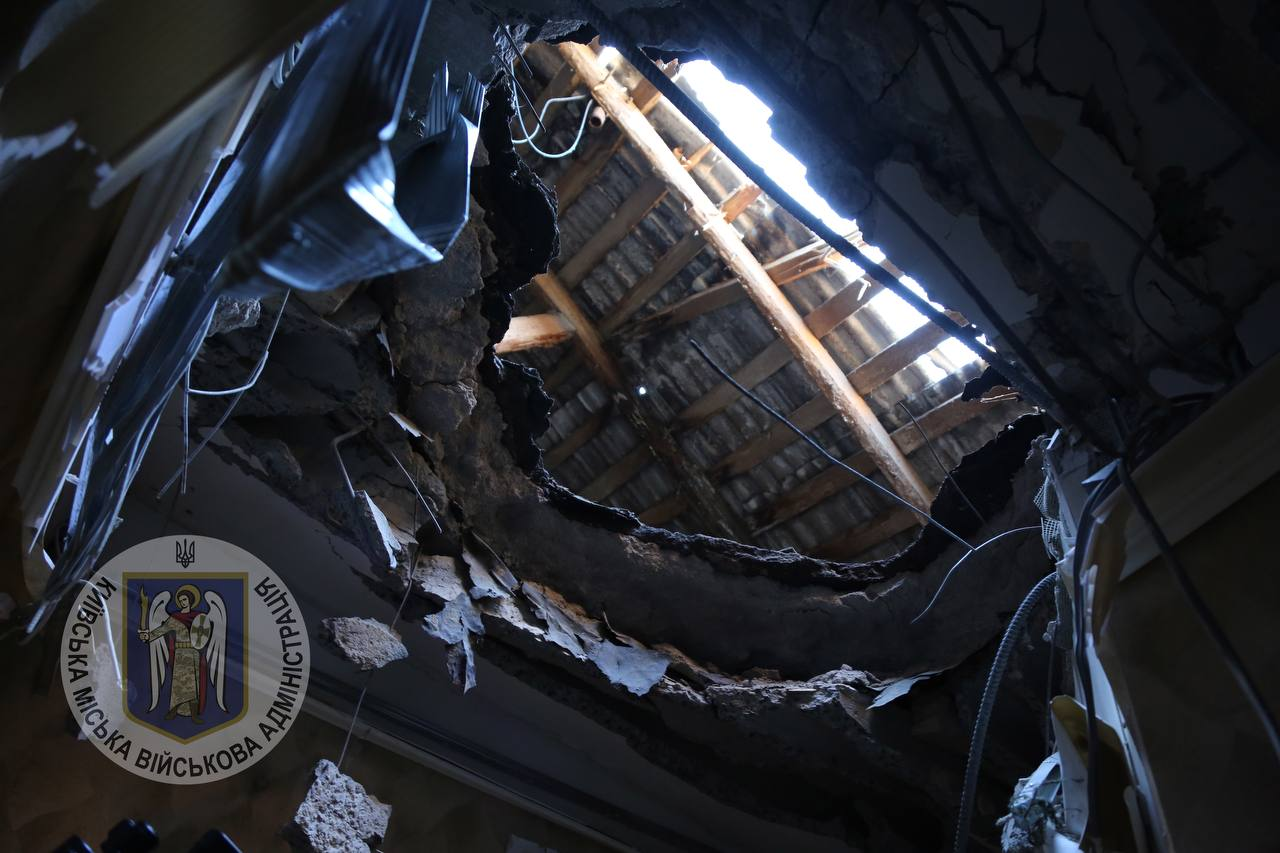
俄軍襲擊基輔市後

烏克蘭空軍表示，俄羅斯在午夜至凌晨期間，對烏克蘭能源設施發動大規模無人機和導彈襲擊，包括120枚導彈和90架無人機，出動7架Tu-160和16架Tu-95MS戰略轟炸機、2架Tu-22M3遠程轟炸機、5架Su-34、4架Su-27和10架MiG-31K戰機等，發射1枚鋯石高超音速巡航導彈、8枚匕首高超音速彈道導彈、101枚口徑巡弋導彈、1枚伊斯坎德爾-M彈道導彈、4枚Kh-22/Kh-31P巡航/反無線電導彈、5枚Kh-59/Kh-69導彈和90架無人機。截至中午12時，防空系統在基輔、切爾卡瑟、基洛夫格勒、切爾尼戈夫、蘇梅、哈爾科夫、波爾塔瓦、敖德薩、尼古拉耶夫、扎波羅熱、第聶伯羅彼得羅夫斯克、日托米爾、文尼察、赫梅利尼茨基、捷爾諾波爾、伊萬諾-弗蘭科夫斯克、羅夫諾、沃倫和利沃夫地區擊落102枚導彈和42架無人機，包括1枚鋯石高超音速巡航導彈、7枚匕首高超音速彈道導彈、85枚Kh-101口徑巡弋導彈、4枚Kh-22/Kh-31P巡航/反無線電導彈、5枚Kh-59/Kh-69導彈和42架無人機。烏克蘭總統澤連斯基表示，感謝參與抵禦襲擊的防空部隊，其中烏軍的F-16戰機擊落近10個空中目標。烏克蘭能源部長哈魯申科表示，俄羅斯對烏克蘭各地的發電和輸電設施發動大規模襲擊，傳輸系統運營商已緊急實施緊急關閉。烏克蘭基輔市長表示，由於無人機碎片的墜落 ，佩切爾斯克區一棟住宅樓起火，至少造成2名平民受傷。基輔州州長表示，墜落的碎片損壞整個地區的工業設施、21棟房屋和其他建築，至少造成1名平民受傷。尼古拉耶夫州州長表示，在俄羅斯大規模的無人機和導彈襲擊中，至少造成2名平民死亡受傷，7名平民受傷，包括2名兒童。第聶伯羅彼得羅夫斯克州州長表示，該州1名平民在襲擊中受傷。烏克蘭鐵路表示，俄羅斯襲擊第聶伯羅彼得羅夫斯克州一個鐵路倉庫，至少造成2名鐵路工人死亡，3人受傷。 此外鐵路公司表示，由於袭击导致電力中斷，來往切爾諾夫策、扎波羅熱、敖德薩、哈爾科夫和科韋利的铁路中断，備用柴油機車已開往相關區域恢復交通。
烏克蘭蘇梅州州長表示，晚上9時30分左右，1枚彈道導彈擊中蘇梅一棟住宅樓，至少造成12名平民死亡，包括2名兒童，89名平民受傷，包括11名兒童，翌日凌晨12時30分左右，第2枚導彈擊中能源基礎設施，使該市部分地區停電。
烏克蘭武裝部隊總參謀部表示，自全面入侵以來，俄羅斯在烏克蘭損失720,880名士兵，過去一天俄軍有1,640人傷亡，累計損失9,350輛戰車、19,021輛裝甲戰鬥車輛、29,321輛車輛和油箱、20,556門火砲系統、1,252套多管火箭系統、999套防空系統、369架飛機、329架直升機、18,974架無人機、2,641枚巡弋飛彈、28艘船隻和1艘潛艦等。
俄羅斯國防部表示，在過去24小時內，防空系統擊落4枚法製鐵錘制導空中炸彈、兩枚美製海馬斯多管火箭發射系統和108架無人機。
俄羅斯烏德穆爾特共和國首腦表示，距離烏克蘭邊境1300多公里的俄羅斯伊熱夫斯克市的一，工廠遭到無人機襲擊。烏克蘭國家安全與國防委員會反虛假資訊中心負責人科瓦連科表示，該工廠為俄軍生產防空系統、雷達和其他裝置。
俄羅斯國防部表示，烏克蘭軍隊在過去一晝夜內，在前線各地區內損失1,620名軍人。上午俄羅斯武裝部隊使用高精度打擊系統廣泛襲擊烏克蘭關鍵能源基礎設施，以摧毁烏克蘭軍事和工業綜合體以及生產軍事產品的企業的運營，行動中所有目標達成。過去24小時，俄軍航空兵、無人機、導彈部隊和炮兵摧毀144個有生力量和烏軍裝備聚集區，包括用於烏克蘭國防企業運營的天然氣生產和能源設施。自「特別軍事行動」開始以來，俄軍摧毀烏克蘭648架戰機、283架直升機、36,068輛無人機、586個防空系統、19,361輛坦克和其他裝甲戰車、1,489個多管火箭發射器、18,035門火炮和迫擊炮以及28,465輛軍用車輛。
摩爾多瓦外交部長波普科伊表示，俄羅斯對烏克蘭的大規模導彈和無人機襲擊時侵犯摩爾多瓦領空，有俄羅斯無人機在摩爾多瓦村莊上空低空飛行。波兰武装部队表示，在俄罗斯对邻国乌克兰发动大规模导弹袭击后，波兰凌晨派遣多架戰機升空，以确保其领空安全。
美國傳媒引述消息人士報道，美国总统拜登首次授权乌克兰使用美国提供的远程导弹打击俄罗斯境内的目标。烏克蘭總統澤連斯基表示，最近關於美國放寬對俄羅斯境內遠端打擊限制的報道，此類事情尚未公佈。
烏克蘭外交部長西比哈表示，俄羅斯近期對烏克蘭的大規模襲擊表明俄羅斯總統普京對綏靖企圖的真實反應，是普京對所有近期與他通電話的人的真實回應，形容烏克蘭需要的力量和平，而不是安撫。
俄羅斯前總統、聯邦安全會議副主席梅德韋傑夫表示，基輔正在試圖通過提供自然資源，來維持美國在烏克蘭衝突中的利益，尤其是頓巴斯地區的礦產儲量比烏克蘭境內的大幾倍。
多國官員回應俄羅斯對烏克蘭的大規模襲擊。荷蘭外交部長維爾德坎普表示，隨著大規模入侵烏克蘭近1千天，俄羅斯的行為表示不打算停止侵略，荷蘭將繼續以各種方式支援烏克蘭政治、軍事、財政和道德。挪威外交部長艾德表示，挪威譴責這場非法戰爭，並繼續與烏克蘭站在一起，提供武器和支援反對俄羅斯的侵略。摩爾多瓦總統桑杜譴責俄羅斯的襲擊，指出用冬天來迫使一個國家屈服是殘酷和不可接受，摩爾多瓦將繼續與烏克蘭站在一起。美國駐烏克蘭大使布林克表示，這次襲擊凸顯俄羅斯對烏克蘭的全面入侵威脅到整個歐洲的安全。英國外相林德偉表示，烏克蘭在戰爭中面對第3個冬天的到來前，俄羅斯對烏克蘭的能源基礎設施進行可悲的打擊，進一步表明普京希望削弱一個曾經認為會在幾天內被擊敗的國家的決心。 
國際原子能組織總幹事格羅西表示，由於針對烏克蘭能源基礎設施的大規模導彈襲擊，烏克蘭核電站減少發電量作為預防措施，對烏克蘭基礎設施的襲擊導致核安全和安保風險的增加。雖然赫梅利尼茨基、裡夫內和南烏克蘭核電站仍在運營並且沒有遭到直接攻擊，但多個對核電站至關重要的變電站受損。格羅西強調烏克蘭能源網路的脆弱性，並重申確保為核設施提供可靠的外部電力供應的重要性，是國際原子能組織的關鍵安全原則。
多國領導人回應德國總理朔爾茨與俄羅斯總統普京15日的通話。加拿大總理特魯多表示，支持德國總理翔爾茨與俄羅斯總統普京的通話，我們都理解結束烏克蘭的暴力和全球衝突的重要性，需要與許多在各方面持不同意見的對手進行接觸，圍繞這些問題進行對話是一件好事，但對普京的信任達到歷史最低點。波蘭總理圖斯克在社交媒體上表示，沒有任何電話可以阻止普京，17日上午的襲擊是戰爭中最大的一次，證明電話外交無法取代整個西方對烏克蘭的真正支持。德國總理朔爾茨則在記者會上為通話辯護，表示通話旨在打消普京對西方會撤回對烏克蘭支持的任何幻想，對話非常詳細，但讓人認識到普京對戰爭的看法幾乎沒有改變，不是好消息。又認為如果美國新政府出現，沒有歐洲領導人與俄羅斯接觸，亦是不好的情況。芬蘭外交部長瓦爾託南敦促西方領導人在德國總理朔爾茨致電普京後不要再給普京打電話，認為現在絕不能參與另一場爭奪克里姆林宮關注的競賽，敦促西方與烏克蘭就與俄羅斯對話進行協調。
已故俄羅斯反對派領袖納瓦爾尼遺孀尤莉雅、反對派政治犯亞辛和反對派政治家穆爾扎在德國柏林市中心舉行遊行，高呼對戰爭說不、對普京說不，反對莫斯科入侵烏克蘭等口號，呼籲俄羅斯從烏克蘭撤軍，釋放政治犯，並以戰爭罪審判普京。尤莉雅在集會中表示，普京不是俄羅斯，俄羅斯就是我們，我們反對戰爭，反對侵略， 我們支援自由、和平的俄羅斯。
挪威、瑞典和芬蘭政府開始向公民分發資訊小冊子，以便公民在發生戰爭或其他緊急情況時向得到建議，小冊子提供俄羅斯全面入侵烏克蘭期間的安全性勢惡化的基本資訊，以及做好自衛的準備。
候任美國政府效率部專員、富豪馬斯克在社交平台轉發烏克蘭總統澤連斯基的受訪片段，片段中澤連斯基表示，美國不能強迫烏克蘭在談判桌上坐以待斃，烏克蘭是一個獨立的國家。馬斯克嘲笑片段中澤連斯基的幽默感令人驚歎，並附上2021年英國廣播公司發表一篇文章的連結，將澤連斯基描繪成一個當選時沒有政治經驗的喜劇演員。

## 11月18日
烏克蘭地方政府表示，截至18日上午9時，俄羅斯在過去24小時內襲擊基輔、切爾卡瑟、波爾塔瓦、赫爾松、蘇梅、尼古拉耶夫、第聶伯羅彼得羅夫斯克、頓涅茨克、盧甘斯克、哈爾科夫和切爾尼戈夫等地，至少造成18名平民死亡，113名平民受傷。敖德薩州州長表示，俄軍在上午11時45分發射一架Orlan偵察無人機，隨後於上午11時57分發射伊斯坎德爾-M彈道導彈，攻擊敖德薩市，防空部隊擊落導彈，但殘骸導致住宅樓、大學和行政大樓等建築受損，至少造成10名平民死亡，包括7名警察、1名醫務人員和2名居民，55人受傷，包括14名警察和4名兒童。烏克蘭國家緊急情況服務局表示，晚上11時20分左右，無人機襲擊蘇梅州赫盧希夫鎮一所教育機構的宿舍樓，至少造成10名平民死亡，包括1名兒童，13名平民受傷，包括3名兒童。
烏克蘭武裝部隊總參謀部表示，自全面入侵以來，俄羅斯在烏克蘭損失722,440名士兵，過去一天俄軍有1,560人傷亡，累計損失9,365輛戰車、19,059輛裝甲戰鬥車輛、29,428輛車輛和油箱、20,586門火砲系統、1,252套多管火箭系統、999套防空系統、369架飛機、329架直升機、19,073架無人機、2,753枚巡弋飛彈、28艘船隻和1艘潛艦等。
俄羅斯國防部表示，在過去24小時防空部隊擊落4枚法製鐵錘航空制導炸彈、4枚美製海馬斯多管火箭彈和107架無人機。俄羅斯莫斯科市市長表示，防空部隊在莫斯科郊區擊落多架無人機。俄佔頓涅茨克官員表示，烏軍上午襲擊戈爾洛夫卡市，至少造成10人受傷。
俄羅斯國防部表示，中部集團軍部隊已經佔領頓涅茨克地區新阿列克謝耶夫卡。烏克蘭軍隊在過去一晝夜內，在前線各地區內損失1,900名軍人。俄軍航空兵、無人機、導彈部隊和炮兵摧毀135個有生力量和烏軍裝備聚集區。自特別軍事行動展開以來，俄軍已累計摧毀烏軍648架飛機，283架直升機，36,174架無人機，586套防空系統，19,369輛坦克及其他裝甲車輛，1,490門多管火箭炮，18,125門火炮和迫擊炮和28,492輛軍用車輛。
烏克蘭總統澤連斯基到訪距離前線6至7公里的頓涅茨克州波克羅夫斯克鎮，感謝烏軍士兵的抵抗，並聽取前線匯報。
烏克蘭國防部情報總局表示，俄軍最近增加對烏克蘭城市的大規模無人機襲擊數量，使用來自美國、中國、荷蘭和瑞士的元件，並在俄羅斯中部韃靼斯坦共和國耶拉布加工廠生產的非洲菊無人機，使烏克蘭的防空系統超載，這種無人機較伊朗製見證者無人機更便宜、致命性更低，可以攜帶類似於伊朗製無人機的有效戰鬥載荷，並執行偵察任務，特別是探測防空陣地並記錄其他攻擊無人機的命中。
俄羅斯聯邦安全局表示，安全局在卡盧加州抓獲一名俄羅斯公民，涉嫌為烏克蘭特工部門進行自制爆炸裝置的組裝，以便隨後用於在別爾哥羅德州、布良斯克州和圖拉州實施恐怖襲擊。
烏克蘭經濟部表示，由於建築、運輸和製造業的發展，烏克蘭國內生產總額在2024年前10個月同比增長4.2%，與政府預測一致，自俄羅斯入侵以來，烏克蘭經濟遭受重大打擊，2022年烏克蘭的國內生產總額下降29.1%，旨在重建受損和被毀的住宅恢復計劃促進建築業的發展，推動增長。
聯合國安理會舉行會議討論俄羅斯全面入侵烏克蘭將於18日踏入第1000天。联合国负责政治与建设和平事务的副秘书长迪卡洛代表古特雷斯秘书长向安理会作出情况通报，指出俄羅斯公然違反「聯合國憲章」和國際法後，烏克蘭現已成為世界上地雷埋設最密集的地區之一，其近四分之一的領土被地雷污染，面積是瑞士的四倍。目前，數百萬飽受創傷的民眾依賴於拯救生命的人道援助。近400萬人在境內流離失所，680多萬人逃離烏克蘭到別國避難。位於扎波羅熱的歐洲最大核電站和衝突地區附近仍有軍事活動，這種事件的後果將是災難性，足以讓所有人都不寒而慄。所有各方都必須負責任地採取行動，確保核安全和核安保得到落實。另外最近有報道表示，北韓向衝突地區部署數千名士兵，並參與戰鬥，令人震驚，等同於火上澆油，使這場爆炸性衝突進一步升級和國際化。烏克蘭外長西比加在安理會上表示，綏靖政策將對全球安全帶來沈重代價。強調俄羅斯的侵略不僅危害烏克蘭，還加劇全球性危機，特別是在與伊朗和朝鮮等國結盟後，形成一個破壞全球秩序的新軸心。指出朝鮮希望從俄羅斯獲取導彈和核技術，而伊朗則希望得到具體軍事支持，這將進一步惡化中東局勢。提到俄羅斯入侵烏克蘭不僅是對領土的侵佔，更是對自然資源的爭奪，烏克蘭的錳礦、鈾礦和鈦礦等資源正面臨威脅。西比加回顧2014年的綏靖主義教訓，指出軟弱反應只會助長俄羅斯的侵略行為。強調結束這場戰爭的最快方法是增加對烏克蘭的支持，迫使俄羅斯撤軍，提供必要的裝備並取消對武器使用的限制，以實現公正持久的和平。俄羅斯常駐聯合國代表涅邊賈表示，安理會輪值主席國英國在烏克蘭危機進入白熱化階段1000天之際召開此次會議，具有某種象徵意義，認為是敵對西方國家借機再次妖魔化俄羅斯的良好時機，並指出英國早在2022年之前就已將製造俄羅斯恐懼症確立為國家政策。提到本月15日是英國前首相約翰遜訪問基輔以來整整950天，期間約翰遜勸阻基輔政權領導人與俄羅斯簽署本可避免敵對行動的伊斯坦布爾和平協議。強調事實證明，英國推動基輔政權走向不可避免的失敗，促使其選擇繼續與俄羅斯對抗。
英國外交大臣林德偉在安理會上重申對烏克蘭的堅定支持，強調俄羅斯的侵略戰爭已持續千日，嚴重威脅烏克蘭主權和全球秩序。警告若俄羅斯得逞，「聯合國憲章」的原則將遭到破壞，國際法的權威性和全球邊界安全將受到影響。指出俄羅斯對烏克蘭能源基礎設施的導彈襲擊暴露其險惡用心，並提到其軍隊在戰爭中實施的暴行，呼籲國際社會加大對俄羅斯的制裁，並宣佈英國將對伊朗實施新一輪制裁，以回應其向俄羅斯提供彈道導彈的行為。同時英國承諾提供新的經濟和軍事援助，以確保烏克蘭在戰場上的優勢。強調俄羅斯的侵略是不可接受的，呼籲國際社會團結一致，捍衛自由和國際秩序。法國常駐聯合國代表德里維埃表示，俄羅斯自選擇入侵一個對其並不構成威脅的主權國家以來，戰爭已持續1000天。譴責俄羅斯的侵略行為違反「聯合國憲章」，並強調其對烏克蘭平民的襲擊加劇人道危機，威脅全球糧食安全。指出俄羅斯使用性暴力作為武器，並強迫轉移烏克蘭兒童，對此深感憤慨。此外，提到北韓士兵可能參與俄烏衝突，進一步升級局勢。強調烏克蘭的抗爭與全人類息息相關，若侵略行為得逞，將破壞國家主權平等的國際秩序。美國常駐聯合國代表格林菲爾德嚴厲譴責俄羅斯，稱其行為符合流氓國家的特徵。指出俄羅斯無法合理辯解其侵略行為，並利用謊言掩蓋事實，提到1001天前俄羅斯曾承諾不會對烏克蘭採取軍事行動，但實際上卻發動侵略，導致無數生命受損。強調俄羅斯不僅漠視烏克蘭人民的安全，對本國士兵的生命也毫不在意，並尋求北韓的士兵支持以填補損失。烏克蘭的抗爭是捍衛全球秩序和法治的努力，美國將堅定支持烏克蘭，並呼籲國會和社會各界團結一致，視支持烏克蘭為共同責任。預測戰爭結束後，烏克蘭將重新掌控其主權領土，並繼續朝著加入北約等機構的方向發展。中國常駐聯合國副代表耿爽表示，烏克蘭危機已持續1000天，衝突雙方仍然依賴武力，近期襲擊情勢擴大。各國人民對和平的期盼愈加強烈，國際社會促進和平的條件也在累積。強調軍事手段無法帶來持久和平，任何衝突的解決都必須通過談判。呼籲衝突各方展現政治意願，儘早展開和談，並呼籲國際社會提供支持，形成促進和平的合力。指出烏克蘭危機的持續與美國有很大關係，未來能否停火和實現政治解決在很大程度上取決於美方的態度，希望美方的行為能經得起歷史的檢驗。
歐盟外交與安全政策高級代表博雷利在布魯塞爾出席歐盟外交部長會議後表示，美國已授權烏克蘭使用其提供的武器攻擊距離烏克蘭邊境300公里內的俄羅斯領土深處軍事目標。美國國務院助理國務卿尼科爾斯接受巴西傳媒訪問時間接承認美國總統拜登已授權烏克蘭使用美國武器襲擊俄羅斯領土，有關授權令烏克蘭能使用有關武器有更多能力進行自衛，並希望使俄羅斯明白使用武力奪取烏克蘭領土不會成功，如果俄羅斯撤軍並尊重烏克蘭邊境，戰爭可能會立即結束。
德國外交部長貝爾伯克回應有報道傳出美國將放寬烏克蘭使用其提供的武器攻擊俄羅斯境內目標時表示，強調烏克蘭能夠從源頭消滅威脅的重要性，贊同允許烏克蘭對俄羅斯的特定目標使用遠端攻擊的報道。德國政府發言人布赫納表示，即使目前有報道傳出美國將放寬烏克蘭使用其提供的武器攻擊俄羅斯境內目標，德國總理索爾茲亦沒有任何計劃提供射程更遠的金牛座導彈。法國外交部長巴羅回應有報道傳出美國將放寬烏克蘭使用其提供的武器攻擊俄羅斯境內目標時表示，總統馬克龍在5月份已經表示，巴黎可以考慮批准使用其導彈襲擊俄羅斯境內目標，目前仍在研究中。斯洛伐克總理菲科回應有報道傳出美國將放寬烏克蘭使用其提供的武器攻擊俄羅斯境內目標時表示，美國允許烏克蘭使用MGM-140陸軍戰術飛彈導彈襲擊俄羅斯的決定，徹底破壞或推遲和平談判，是前所未有的緊張局勢升級。荷蘭外交部長維爾德坎普表示，回應有報道傳出美國將放寬烏克蘭使用其提供的武器攻擊俄羅斯境內目標時表示，這是支援烏克蘭國防的可喜步驟，只對這一決定被洩露給媒體感到遺憾，希望這對俄羅斯人來說是一個驚喜。
波蘭總統杜達回應15日德國總理肖爾茨與俄羅斯總統普京的通話時表示，俄羅斯正在殘酷地攻擊烏克蘭，經濟強勁的歐洲國家領導人之一則正在與侵略者舉行會談是一個錯誤，懷疑德國總理與普京的談話是否得到盟國的同意。指責德國總理肖爾茨的通話破壞美國總統當選人特朗普在烏克蘭和平談判中的潛在作用，以重建德國與俄羅斯的關係。波蘭外交部長西科爾斯基出席歐盟外交部長會議後表示，會議沒有就為烏克蘭釋放歐洲和平基金資金問題找到解決方案，批評匈牙利透過繼續阻止歐盟的援助來協助俄羅斯的侵略。
聯合國教科文組織譴責俄羅斯於14午夜至15日凌晨對敖德薩歷史中心的夜間襲擊，破壞被列入「世界遺產名錄」和「瀕危世界遺產名錄」的建築古蹟，教科文組織代表團已抵達當地，視察受損的文化遺產。
聯合國駐烏克蘭人權監測團發布關於烏克蘭局勢的定期報告中表示，10月烏克蘭至少有183名平⺠死亡、903人受傷，45%的死者年齡在60歲以上，受害者中有9名兒童死亡，49名兒童受傷。俄軍加強對烏克蘭全國各地使用遠端無人機攻擊，在過去一個月內，記錄1,900多次此類襲擊。由於襲擊或被攔截的彈藥碎片掉落，造成6名平民死亡，21人受傷。80%的平民傷亡發生在前線附近，特別是由於空中轟炸、炮擊、多管火箭系統和短程無人機的襲擊，赫爾松、哈爾科夫和頓涅茨克地區的受害者人數最多。94%的平民傷亡以及教育和96%醫療設施受損發生在烏克蘭政府控制的領土上。
禁止化學武器組織表示，技術秘書處在烏克蘭的請求下，派遣專家團隊前往烏克蘭，調查於2024年9月20日發生在第聶伯羅彼得羅夫斯克地區伊林卡村附近對峙的事件，團隊收集一手證人證詞、一枚手榴彈殼和兩個從壕溝中採集的土壤樣本，確認從壕溝中收集的手榴彈和土壤樣本含有CS催淚性毒氣。根據「日內瓦議定書」，CS催淚性毒氣被禁止在戰爭上使用，並已向烏克蘭提交有關報告。組織總幹事費爾阿里亞斯對調查結果表示嚴重關切，並指出包括俄羅斯和烏克蘭在內的國家，都已承諾絕不發展、生產、獲取、儲存、轉移或使用化學武器，「禁止化學武器公約」締約國已宣告任何使用化學武器的行為都是完全不可接受，並將違反國際法律規範和標準。
歐盟理事會表示，鑑於伊朗支援俄羅斯對烏克蘭的侵略戰爭，歐盟擴大制裁措施，禁止歐盟向伊朗出口、轉讓、供應或出售用於開發和生產導彈和無人機的部件，禁止與被列名的個人和實體擁有、運營或控制的港口和船閘進行任何交易，對1個個人和4個實體採取限制性措施。
全俄國家電視廣播公司向聯合國秘書長古特雷斯和聯合國教科文組織總幹事阿祖萊發信，批評組織起草的「2022年至2023年記者安全問題報告」對俄羅斯媒體工作者的安全問題只字未提，包括俄羅斯聲稱烏克蘭情報部門在2022年4月企圖暗殺RT電視台總編西蒙尼揚的事件。
中國外交部發言人林劍回到俄軍17日對烏克蘭境內能源基礎設施進行大規模襲擊時表示，中國在烏克蘭問題上的立場是一貫的明確的，有關各方應以負責任方式推動局勢降溫，為盡早實現停火，政治解決危機積累條件。
加入烏克蘭國民警衛隊的知名烏克蘭嘻哈搖滾樂團BoomBox主唱赫利夫紐克獲頒「馬格尼茨基人權獎」，但赫利夫紐克拒絕接受該獎項，主要原因是共同獲獎者俄羅斯反對派領袖納瓦爾尼遺孀尤莉雅早前表示，不確定西方國家向烏克蘭提供武器是否正確，因為有關武器正在殺死俄羅斯人。赫利夫紐克感表示，衷心感謝獎項創始人和平委，但自己作為兩個孩子的父親，生活在導彈襲擊之下，不能和有關共同獲獎者一同接受這個獎項。
新聞通訊社「彭博社」引述不具名消息來源報道，土耳其總統埃爾多安將在巴西舉行的二十國集團峰會中提出其烏克蘭和平計劃，包括烏克蘭放棄加入北約至少10年、凍結目前的戰線、向烏克蘭提供武器和在頓巴斯非軍事化緩衝區部署國際部隊。俄羅斯克里姆林宮發言人佩斯科夫駁斥有關說法，直指凍結軍事衝突線的選擇對俄羅斯方面來說是不可接受。
德國傳媒「圖片報」報道，德國政府將在未來幾周向烏克蘭交付新型人工智能無人機「迷你金牛座」，能夠抵抗GPS干擾能夠抵抗，即使無線連線中斷，亦能夠獨立飛行，射程是目前烏軍使用無人機的四倍，其彈頭威力足以摧毀俄羅斯坦克，價格較俄羅斯同類型無人機「柳葉刀」便宜。

## 11月19日
烏克蘭地方政府表示，截至19日上午9時，俄羅斯在過去24小時內襲擊敖德薩、赫爾松、蘇梅、尼古拉耶夫、第聶伯羅彼得羅夫斯克、頓涅茨克、盧甘斯克、哈爾科夫和切爾尼戈夫等地，至少造成25名平民死亡，79名平民受傷。烏克蘭哈爾科夫市官員表示，俄軍襲擊基輔區，至少造成9名平民受傷。
烏克蘭武裝部隊總參謀部表示，自全面入侵以來，俄羅斯在烏克蘭損失724,050名士兵，過去一天俄軍有1,610人傷亡，累計損失9,382輛戰車、19,092輛裝甲戰鬥車輛、29,548輛車輛和油箱、20,632門火砲系統、1,252套多管火箭系統、999套防空系統、369架飛機、329架直升機、19,111架無人機、2,754枚巡弋飛彈、28艘船隻和1艘潛艦等。
俄羅斯國防部表示，午夜至凌晨期間，防空系統在布良斯克州領土上空擊落12架無人機，凌晨3時25分，烏軍發射6枚美製陸軍戰術導彈系統襲擊布良斯克州一處設施，俄軍S-400防空導彈和鎧甲防空系統擊落5枚導彈、1枚來襲導彈被擊中，導彈殘骸落在布良斯克州一處軍事設施的技術區域內，引發火災，未造成人員傷亡和破壞。首次證實烏軍使用美製武器攻擊俄羅斯本土。烏克蘭武裝部隊總參謀部表示，烏軍過去一夜襲擊俄羅斯布良斯克州卡拉切夫鎮的俄羅斯後勤中心。多間傳媒引述不具名美國官員消息報道，烏軍共發射8枚美製陸軍戰術導彈攻擊俄羅斯彈藥庫，俄軍擊落其中2枚。
俄羅斯國防部表示，在過去24小時防空部隊擊落5枚陸軍戰術導彈、4枚法製鐵錘航空制導炸彈、1枚美製海馬斯多管火箭彈和85架無人機。
俄羅斯國防部表示，中部集團軍部隊已經佔領頓涅茨克地區新謝利多夫卡村。烏克蘭軍隊在過去一晝夜內，在前線各地區內損失1,710名軍人。俄軍航空兵、無人機、導彈部隊和炮兵摧毀146個有生力量和烏軍裝備聚集區。自特別軍事行動展開以來，俄軍已累計摧毀烏軍648架飛機，283架直升機，36,259架無人機，586套防空系統，19,386輛坦克及其他裝甲車輛，1,490門多管火箭炮，18,181門火炮和迫擊炮和28,525輛軍用車輛。
烏克蘭總統澤連斯基在戰爭踏入第1千天的時刻，到烏克蘭國會公布「10點內部韌性計劃」，分別在團結、選舉、國防、武器、人力、資金、文化、社區安全、稅務和能源等方面提出改善和發展安排等。當中提到無人機有助彌補軍隊缺乏火炮，目標在明年生產至少3萬架遠端無人機，並建立新技術中心，另外目標明年生產3000枚巡航導彈和無人機-導彈混合體，並尋找對抗俄羅斯的伊朗製無人機有效對策。
烏克蘭總統澤倫斯基應邀以視訊方式在歐洲議會臨時大會表談話，感謝歐洲議會在過去1千天的支持，呼籲國際盟友共同施壓俄羅斯，達成正義和平，1千天的戰爭是一個巨大的挑戰，烏克蘭應該讓明年成為和平的一年。在1千日的此刻，阻止讓俄羅斯總統普京政權得以續命的石油貿易至關重要，亦即必須有效防止「影子油輪」協助運送俄羅斯石油以規避國際社會制裁，呼籲國際社會不要害怕對俄羅斯採取更多制裁，普京的時間愈多，烏克蘭的情況就愈糟，期許明年達成和平。
烏克蘭總統澤連斯基會見到訪的丹麥首相弗雷澤里克森。兩人舉行會談，並一同視察由丹麥投資，在烏克蘭生產的無人機。在聯合記者會上弗雷澤里克森表示，丹麥將向烏克蘭國防工業的發展撥款1.375億美元。
俄羅斯總統普京批准俄羅斯核威懾政策的修訂版本，新修訂版本包括無核國家在擁核國支援下對俄羅斯及其盟友的侵略和大規模非核攻擊，例如使用無人機進行的攻擊時，俄羅斯將視為聯合打擊，允許軍方視乎情況使用核武回應。德國外交部長貝爾伯克表示，俄羅斯總統普京試圖透過擴大俄羅斯更新的核政策中使用核武器的條件，來恐嚇西方，強調德國將聽從烏克蘭等國一直的警告，不會讓自己受到恐嚇。美國五角大樓副發言人辛格表示，雖然俄羅斯已經更新其核政策，近期亦發圍繞使用核武器的言論，但認為這只是過去兩年類似言論的延續，現時沒有任何跡象，表明俄羅斯正準備在烏克蘭境內使用核武器。辛格強調，來自第三國軍隊參與俄羅斯的入侵標誌着明顯的戰爭升級，警告俄羅斯如果部署北韓部隊，美國將協助烏克蘭作出回應，並為烏克蘭提供其所需。
烏克蘭武裝部隊總司令瑟爾斯基表示，1000天以來，烏克蘭武裝部隊一直在前線與前線對抗，前線的敵人跨越1000多公里，在頓涅茨克州冰凍的戰壕和赫爾松州燃燒的草原上，在炮彈、冰雹和高射炮下，烏軍正在為生命權而戰，為了烏克蘭人和孩子，即使有一千個黑夜，也總是以黎明結束。
俄羅斯外交部長拉夫羅夫表示，俄羅斯將對美國允許烏克蘭使用美國武器襲擊俄羅斯領土作出相應回應。俄羅斯前總統、聯邦安全會議副主席梅德韋傑夫談及第三次世界大戰爆發時表示，使用北約導彈可以被定性為對俄羅斯的攻擊，此將賦予俄羅斯使用大規模殺傷性武器對基輔和北約主要設施進行報復的權利。
烏克蘭總理什梅加爾表示，烏克蘭國會已批准2025年國家預算，預計收入為482億美元，而支出計劃為868億美元，所有稅收都將用於國防和國家安全，預算在烏克蘭國防上花費530億美元，佔預計國內生產總值的26.3%。
俄羅斯聯邦安全局表示，拘留兩名俄佔克里米亞居民，涉嫌與13日在塞瓦斯托波爾發生的汽車爆炸事件有關，事件造成俄羅斯海軍軍官瓦列裡·特蘭科夫斯基死亡。
歐盟委員會主席馮德萊恩表示，2022年俄羅斯認為其全面入侵將在幾天內結束，1000天后，烏克蘭仍然在戰場上勇敢地抵抗，歐盟建築外牆亮起烏克蘭國旗，以紀念烏克蘭勇敢的捍衛者。
二十國集團峰會在巴西舉行。中共中央總書記兼中國國家主席習近平會上促請各國支持聯合國安理會，要按戰事不外溢及升級等原則解決俄烏戰事。美國總統拜登則重申，美國支持烏克蘭捍衛領土和主權完整，呼籲其他國家支持。法國總統馬克龍在巴西里約熱內盧出席二十國集團峰會時表示，美國總統拜登做出一個好決定，允許烏克蘭使用美國製造的武器襲擊俄羅斯境內，有關決定回應了北韓派遣士兵參與對烏克蘭的戰爭，形容決定是為了回應俄羅斯升級戰爭的行為。
波蘭外交部長西科爾斯基表示，如果美國在特朗普的領導下減少對烏克蘭的支援，歐盟主要國家將準備加強對烏克蘭的軍事和財政援助。
英國國防部表示，自2022年6月以來作為「Interflex」軍事行動的一部分，超過5萬名烏克蘭新兵在英國接受培訓，得到科索沃、羅馬尼亞、愛沙尼亞、加拿大、紐西蘭、挪威、丹麥、芬蘭、瑞典、立陶宛、荷蘭和澳大利亞的支援。英國政府表示，多個無人機聯盟國家已承諾提供額外資金，以支援烏克蘭提供打擊和偵察無人機，包括英國950萬美元，德國1,270萬美元，加拿大和盧森堡各提供380萬美元。
美國多間傳媒引述不具名美國官員消息報道，美國總統拜登已經批准向烏克蘭提供反步兵地雷，有望有助於減緩俄羅斯在烏克蘭東部的推進，但有關地雷被指會對平民造成大殺傷力，威脅平民，在「渥太華條約」中被禁止使用，美國和俄羅斯並非締約國，而烏克蘭則已加入並批准有關條約。
民意調查機構「蓋洛普」發布調查報告顯示，隨著烏克蘭對未來潛在和平談判的態度不斷變化，52%受訪烏克蘭人表示，希望看到烏克蘭儘快透過談判結束戰爭，當中52%願意在和平協議中作出領土讓步，38%的人反對讓步。38%受訪者表示，烏克蘭應該繼續戰鬥，直到贏得戰爭。烏克蘭東部前線地區包括扎波羅熱、赫爾松、第聶伯羅彼得羅夫斯克和哈爾科夫州的受訪者大多數支持烏克蘭儘快透過談判結束戰爭。70%的受訪者相信歐盟國家在潛在的和平談判中發揮重要作用，只有49%的受訪者相信美國在特朗普政府領導下能發揮重要作用，另有63%的受訪者贊成英國發揮重要作用。調查是在預計俄羅斯對能源設施發動攻擊的嚴冬前進行，並強調調查不包括居住在俄佔烏克蘭地區的人口。

## 11月20日
烏克蘭地方政府表示，截至20日上午9時，俄羅斯在過去24小時內襲擊赫爾松、蘇梅、尼古拉耶夫、第聶伯羅彼得羅夫斯克、頓涅茨克、盧甘斯克、哈爾科夫和切爾尼戈夫等地，至少造成2名平民死亡，30名平民受傷。烏克蘭空軍表示，俄羅斯在午夜至凌晨期間，對烏克蘭發動無人機和導彈襲擊，俄軍從別爾哥羅德州發射1枚S-300防空導彈和5枚Kh-59/69導彈，從庫爾斯克、濱海阿赫塔爾斯克和奧廖爾發射122架見證者-136無人機和不明類型無人機，防空系統在基輔、切爾卡瑟、赫梅利尼茨基、日托米爾、哈爾科夫、波爾塔瓦、蘇梅、基洛夫格勒、切爾尼戈夫、扎波羅熱等地區擊落56架無人機和2枚Kh-59/69導彈。另有58架無人機因電子戰措施，未能擊中目標，6架飛回俄羅斯或飛往白俄羅斯。赫爾松地區軍事管理局表示，俄軍使用無人機襲擊赫爾松州新德米特里夫卡一個人道主義援助分配點，沒有傷亡報告。頓涅茨克州地區警察表示，下午3時45分左右俄軍對頓涅茨克州克拉馬託斯克區發射配備集束彈藥的龍捲風多發火箭系統，至少造成1名兒童死亡，2名平民受傷，包括1名兒童。
烏克蘭武裝部隊總參謀部表示，自全面入侵以來，俄羅斯在烏克蘭損失725,740名士兵，過去一天俄軍有1,690人傷亡，累計損失9,390輛戰車、19,119輛裝甲戰鬥車輛、29,648輛車輛和油箱、20,681門火砲系統、1,252套多管火箭系統、1,001套防空系統、369架飛機、329架直升機、19,202架無人機、2,756枚巡弋飛彈、28艘船隻和1艘潛艦等。烏軍第46空中機動旅發言人表示，俄軍每日進行多達10次襲擊，試圖接近頓涅茨克州庫拉霍韋鎮，俄軍亦駐紮在庫拉霍韋北部高海拔地區，發射無人機攻擊烏克蘭陣地和後勤。
俄羅斯國防部表示，在過去24小時防空部隊擊落4枚法製鐵錘航空制導炸彈、1枚美製海馬斯多管火箭彈和141架無人機。
俄羅斯國防部表示，中部集團軍部隊已經佔領頓涅茨克地區伊林卡村。烏克蘭軍隊在過去一晝夜內，在前線各地區內損失1,610名軍人。俄軍航空兵、無人機、導彈部隊和炮兵摧毀139個有生力量和烏軍裝備聚集區。自特別軍事行動展開以來，俄軍已累計摧毀烏軍648架飛機，283架直升機，36,400架無人機，586套防空系統，19,397輛坦克及其他裝甲車輛，1,490門多管火箭炮，18,248門火炮和迫擊炮和28,541輛軍用車輛。
新聞通訊社「彭博社」援引不具名烏克蘭官員消息報道，烏克蘭向俄羅斯發射英製暴風影巡航導彈，是連續第2日使用西方提供的武器攻擊俄羅斯本土目標。俄羅斯親軍方Telegram頻道報道，烏克蘭在西方許可下首次使用英製暴風影巡航導彈襲擊俄羅斯庫爾斯克地區。英國傳媒「泰晤士報」援引訊息人士報道，烏克蘭使用英製暴風影巡航導彈襲擊俄羅斯領土的禁令可能已經解除。英國國防大臣賀理安表示，拒絕證實關於烏克蘭使用英國提供的暴風影巡航導彈襲擊俄羅斯境內目標的報道，但表示前一天會見烏克蘭國防部長烏梅羅夫，討論烏克蘭對俄羅斯最近升級的有力反應。俄羅斯國防部則在21日表示，在過去24小時擊落2枚英製暴風影巡航導彈。
美國駐烏克蘭大使館向烏克蘭境內所有地區的美國公民發布安全警報，指出大使館接獲烏克蘭全境可能發生重大空襲的具體資訊，出於謹慎考量，大使館將關閉，工作人員已被指示就地避難，呼籲當地美國公民做好準備，持續關注當地媒體消息，在空襲警報發布前確認掩體位置，一旦發布空襲警報立刻躲藏，並在發生緊急狀況時遵循當地官員與急救人員指示。哈薩克斯坦、亞塞拜然、加拿大、義大利、西班牙和希臘駐烏克蘭大使館亦表示因應襲擊風險增加，大使館將關閉。法國駐烏克蘭大使館則表示，大使館仍然開放，但敦促法國在烏公民保持謹慎。吉爾吉斯外交部則敦促，在烏克蘭的吉爾吉斯人盡快離開烏克蘭。愛爾蘭副總理馬丁表示，出於預防目的，已要求愛爾蘭駐烏大使館工作人員在家工作。
美國國防部長奧斯汀表示，拜登政府將允許烏克蘭使用美國提供的反步兵地雷，協助減緩俄羅斯在戰爭中的進展，是繼美國允許烏克蘭使用美製遠端導彈改擊俄羅斯領土目標一週內的第二次重大政策轉變。
烏克蘭總統澤連斯基接受美國霍士新聞訪問時表示，烏克蘭不會承認被佔領土屬於俄羅斯人，法律上亦無法承認，烏克蘭不會放棄克里米亞，亦不會花數以萬計的人，讓他們為了克里米亞的迴歸而死亡，克里米亞將透過外交手段解放。
俄羅斯總統新聞秘書佩斯科夫表示，在烏克蘭衝突中達成俄羅斯目標至關重要，俄羅斯總統普京已經表明，凍結衝突的方案不可行，又形容美國總統拜登領導的政府完全致力於繼續烏克蘭武裝衝突，並在剩餘的任期內為此竭盡全力。
烏克蘭總理什梅加爾表示，聯合國世界糧食計劃署將在2025年至2027年期間為烏克蘭撥款21億美元，用於人道主義援助、對平民的支援、排雷以及支援烏克蘭向國際市場供應農產品的出口潛力。
烏克蘭頓涅茨克地區檢察官辦公室表示，俄軍在10日頓涅茨克州波克羅夫斯克鎮新阿列克西伊夫卡俘虜2名烏克蘭士兵，並要求他們脫光衣服並槍殺他們，辦公室表示，仍在調查俄羅斯士兵是否殺害另外3名烏克蘭戰俘。烏克蘭國會人權監察員魯賓內茲表示，5名俄軍士兵涉嫌在俄羅斯庫爾斯克地區包圍並即時處決10名手無寸鐵烏克蘭戰俘，已向聯合國和紅十字國際委員會發信。
俄羅斯聯邦安全局表示，拘留1名德國公民涉嫌聽從1名烏克蘭公民指示，策劃對俄羅斯加里寧格勒地區的能源基礎設施進行恐怖襲擊。
烏克蘭國家安全局表示，與烏克蘭國家反腐敗局合作，在國防部長烏梅羅夫和高級軍事領導人的支援下，發現2名後勤指揮官在2022年和2023年簽署合同，以高價購買戰機備件，騙取66.2萬美元。另外安全局表示，烏克蘭一家法院缺席判處俄羅斯演員維拉狄默·馬西科夫宣傳戰爭和鼓勵侵犯烏克蘭領土完整罪成，監禁10年，並沒收其在敖德薩的公寓。馬西科夫曾在俄羅斯的各種親戰活動中表演，並公開支援總統普京和俄羅斯入侵烏克蘭。
俄羅斯聯邦對外情報局局長納雷什金表示，北約個別成員國參與保障烏軍使用遠程導彈打擊俄羅斯縱深的試圖必將受到懲罰。
烏克蘭國會通過多項法案，包括授予從俄羅斯俘虜中獲釋的平民推遲接受動員的權利，以及繼家人在戰爭中喪生或失蹤的軍事人員退伍的權利。軍人有權在同父異母的兄弟姐妹死亡或失蹤後退伍等。以及允許剝奪普及或宣傳俄羅斯對烏克蘭採取非法行為的個人所獲得的國家獎勵。
美国国务院发言人米勒表示，總統拜登已向國會提交意向，將采取行动免除美国对乌克兰约47亿美元的贷款債務。
美國國防部表示，政府將向烏克蘭提供新一批價值2.75億美元的軍事援助，包括高機動炮兵火箭系統的彈藥、155毫米和105毫米火炮彈藥、標槍和AT-4防裝甲系統和小型武器和彈藥等。
德國政府表示，已向烏克蘭提供新軍事援助，包括4門自走榴彈炮、3門獵豹式防空砲車、4萬1千發155毫米彈藥等。
匈牙利國防部長克里什托夫表示，在西方允許烏克蘭在俄羅斯領土內使用遠端武器後，匈牙利正在烏克蘭邊境附近部署防空系統，以應對風險增加，形容戰爭已進入最危險的階段。
烏克蘭國際文傳電訊社引述烏克蘭情報機構訊息報道，俄羅斯國防部制訂2045年實現新世界秩序的計劃，並可能會試圖向美國領導人介紹，計劃中俄羅斯希望將烏克蘭分成三份，烏克蘭東部地區，包括部分和全部被俄羅斯佔領的領土，將被俄羅斯吞併。西部地區將由包括波蘭、匈牙利和羅馬尼亞在內的鄰國可以擁有目前存在爭議領土。包括基輔市在內的其餘領土將成為由俄羅斯控制的傀儡國家。烏克蘭傳媒「基輔獨立報」則引述烏克蘭情報人士消息報道，當局知識有關計劃。
韩国国会情报委员会委员李成权聽取韓國国家情报院匯報後見記者時表示，约 10,900名朝鲜士兵已作为俄罗斯空降部队和海军陆战队的一部分部署到库尔斯克，其中一些士兵已参加乌克兰战争的战斗，朝鲜还向俄羅斯运送更多武器，包括自行榴弹炮和多管火箭发射器。
美國傳媒「华尔街日报」援引乌克兰和韩国官员的消息报道，朝鲜派遣陆军第三号人物，總參謀部副司令金英福上将和500名军官前往俄罗斯，監察朝鲜軍隊融入俄軍的情況，獲得戰鬥經驗，並為未來部署建立框架。韩国国防分析研究所研究员郑庆周表示，金永福负责指挥一支约20万人的特种部队，任务是在发生战争时在朝鲜半岛执行秘密任务。
白俄羅斯獨立媒體「Zerkalo.io」報道，在俄羅斯全面入侵烏克蘭後加入烏克蘭白俄羅斯人志願軍部隊「卡斯圖斯·卡利諾夫斯基團」的白俄羅斯公民瓦西爾·維拉梅奇克上星期從越南被引渡至白俄羅斯，將面臨加入恐怖組織的指控。

## 11月21日
烏克蘭空軍表示，俄軍上午5時至7時期間，俄軍從俄羅斯阿斯特拉罕地區發射1枚洲際彈道導彈、從坦波夫地區上空使用米格-31K戰機發射1枚匕首高超音速飛彈道導彈和從伏爾加格勒地區上空使用Tu-95MS戰略轟炸機發射7枚Kh-101巡航導彈襲擊第聶伯羅市，防空部隊擊落6枚Kh-101導彈。第聶伯羅彼得羅夫斯克州州長表示，第聶伯羅市一家工業企業、兩棟房屋和九個車庫受損，引發2起火災。第聶伯羅市市長表示，一個殘疾人康復中心在襲擊中受損。至少2名平民在襲擊中受傷。波蘭等北約盟國派遣戰機升空監察。烏克蘭傳媒「真理報」引述消息人士報道，相關導彈是RS-26「邊界」洲際彈道導彈。烏克蘭戰略通信中心表示，烏克蘭成為歷史第一個被洲際彈道導彈攻擊的國家，將盡一切努力確保俄羅斯因其罪行而被銘記在歷史中。俄羅斯外交部發言人扎哈羅娃在記者會上回應記者提問期間，接獲一名男子致電，指示她不要回應對烏克蘭的洲際彈道導彈襲擊。
俄羅斯總統普京在電視講話中表示，俄羅斯對烏克蘭軍事設施發動中程彈道導彈襲擊，期間測試中程彈道導彈效能，指出襲擊是回應烏克蘭最近使用西方武器對俄羅斯領土進行遠端打擊，不會改變俄羅斯「特別軍事行動」的結果。如果俄羅斯對烏克蘭使用高超音速武器，將警告平民。
烏克蘭總統澤連斯基在「尊嚴與自由日」表示，俄羅斯向第聶伯羅市發射洲際彈道導彈，表明俄羅斯總統普京正在將烏克蘭作為其訓練場，感謝所有烏克蘭人堅定和勇敢地保護烏克蘭免受邪惡之害。期後澤連斯基表示，仍在研究導彈型號，基本判斷導彈由俄羅斯研發，具有洲際彈道導彈的所有特徵，包括速度和高度。
美國國防部副發言人辛格表示，俄羅斯在向烏克蘭第聶伯羅市發射疑似洲際彈道導彈前短時間內，透過降低合風險渠道收到相關襲擊的通知。俄羅斯克里姆林宮發言人佩斯科夫表示，在發射前30分鐘曾發出相關警告。烏克蘭傳媒「基輔獨立報」報道，一名美國官員證實，俄羅斯在發射疑似洲際彈道導彈前，美國曾向烏克蘭發出警告。
烏克蘭第聶伯羅彼得羅夫斯克州州長表示，俄軍向克里維里赫發動襲擊，至少造成26名平民受傷，包括2名兒童。
烏克蘭武裝部隊總參謀部表示，自全面入侵以來，俄羅斯在烏克蘭損失727,250名士兵，過去一天俄軍有1,510人傷亡，累計損失9,398輛戰車、19,143輛裝甲戰鬥車輛、29,745輛車輛和油箱、20,731門火砲系統、1,253套多管火箭系統、1,003套防空系統、369架飛機、329架直升機、19,259架無人機、2,756枚巡弋飛彈、28艘船隻和1艘潛艦等。
俄羅斯國防部表示，在過去24小時防空部隊擊落2枚英製暴風影巡航導彈、6枚美製海馬斯多管火箭彈和67架無人機。
俄羅斯國防部表示，南部集團軍部隊已經佔領頓涅茨克地區達爾內耶村。烏克蘭軍隊在過去一晝夜內，在前線各地區內損失1,620名軍人。俄軍航空兵、無人機、導彈部隊和炮兵摧毀142個有生力量和烏軍裝備聚集區。自特別軍事行動展開以來，俄軍已累計摧毀烏軍648架飛機，283架直升機，36,467架無人機，586套防空系統，19,420輛坦克及其他裝甲車輛，1,490門多管火箭炮，18,318門火炮和迫擊炮和28,573輛軍用車輛。
烏克蘭負責地區重建的副總理兼基礎設施部長庫列巴表示，烏克蘭已95%準備恢復商業航班，但關鍵的剩餘因素是確保乘客的安全，目前仍然缺乏足夠的防空系統。
烏克蘭能源部表示，由於俄軍的炮擊，導致俄佔扎波羅熱核電站2條電力線的其中1條被切斷，核電站目前僅透過一條輸電線路與烏克蘭電力系統連接，如果最後一條線路被切斷，將再次發生全面停電，嚴重違反安全運轉條件，有發生事故的危險。
俄羅斯外交部發言人扎哈羅娃表示，考慮到威脅的性質和程度，位於倫濟科沃的波蘭反導基地長期以來早被列為潛在打擊的優先目標清單，向美國並部署陸基宙斯盾反導系統正導致戰略和核風險增加。
烏克蘭國會通過法案，使首次逃兵或無許可缺席士兵如果自願決定返回自己的部隊，其合同將繼續有效，並繼續服兵役。
俄罗斯国家杜马三读通过2025-2027年联邦预算。其中最大的支出项目将是国防，2025年将占所有支出的32.4%，约13.49万亿卢布。2026年，将达到12.7万亿卢布，2027年将达到13万亿卢布。
美国外国资产控制办公室网站上公布名单，將俄罗斯50多家银行、40家证券登记机构和15名官员列入制裁範圍，包括俄罗斯天然气工业银行、BKS银行、Dom.rf和Tsentrkredit以及俄羅斯央行第一副行长德米特里·图林和弗拉基米尔·奇斯秋欣等。美国财政部长耶伦表示，这些全面措施将使克里姆林宫更难以逃避美国制裁及为其军队提供资金和装备。
美國白宮新聞秘書尚皮耶表示，美國政府沒有看到任何俄羅斯準備在烏克蘭使用核武器的跡象，對俄羅斯宣佈將更新其核政策並不感到驚訝，認為這是不負責任的言論。歐盟外交與安全事務高級代表發言人斯塔諾表示，俄羅斯對烏克蘭使用洲際彈道導彈，將被視為俄羅斯對戰爭的明顯升級。北約發言人達克拉雅表示，俄羅斯使用所謂的新型彈道導彈不會改變衝突程序，也不會阻止北約盟友支援烏克蘭。
英國國防部副參謀長麥格文表示，如果俄羅斯入侵歐洲東部的北約國家，英國準備派遣士兵與俄羅斯作戰。
美國傳媒「華盛頓郵報」」引述不具名消息來源報道，1名北韓高級將軍在近期烏克蘭對俄羅斯庫爾斯克地區的導彈襲擊中受傷。
新聞通訊社「路透社」引述不具名消息人士報道，俄羅斯在17日發動的大規模導彈襲擊中擊中烏克蘭最大民營能源公司「DTEK」五座仍在運作的火力發電廠中的其中三座，並使一座發電廠停機，發電廠裝置嚴重損壞。
非政府組織「阿拉伯商會聯盟」表示，在與俄乌战争相關的地缘政治紧张局势升级，對供应担忧，导致油价上涨。

## 11月22日
烏克蘭蘇梅州軍事管理局表示，俄軍午夜至凌晨期間，使用無人機襲擊蘇梅市一個住宅區，至少造成2名平民死亡，12名平民受傷。蘇梅地區檢察官辦公室，俄軍在午夜至凌晨期間對蘇梅市發動的襲擊中，使用類似集束彈，帶有彈片彈藥的見證者-136無人機，不是為了破壞建築物，只是為了殺死更多人，辦公室正在對潛在導致人員死亡的戰爭罪進行審前調查。
烏克蘭武裝部隊總參謀部表示，自全面入侵以來，俄羅斯在烏克蘭損失728,300名士兵，過去一天俄軍有1,050人傷亡，累計損失9,399輛戰車、19,156輛裝甲戰鬥車輛、29,777輛車輛和油箱、20,736門火砲系統、1,254套多管火箭系統、1,004套防空系統、369架飛機、329架直升機、19,260架無人機、2,764枚巡弋飛彈、28艘船隻和1艘潛艦等。烏克蘭國防部情報總局表示，俄軍在21日從俄羅斯阿斯特拉罕州發射彈道導彈，直接擊中第聶伯羅市。飛行時間15分鐘，導彈裝配6枚彈頭，每1枚彈頭包含6枚子彈頭，飛行軌跡最後階段速度超過11馬赫，可能是使用最新研發的「雪松」導彈系統發射。
俄羅斯國防部表示，部隊已經佔領頓涅茨克地區新德米特羅夫卡居民點。過去一周，俄羅斯武裝部隊使用匕首高超音速彈道導彈以及無人攻擊機等高精度武器實施大規模打擊以及30次集群打擊，烏克蘭軍工企業重要設施、烏軍保障用能源設施、軍用機場基礎設施、無人攻擊機組裝和存儲倉庫以及武器庫、彈藥和燃料庫被命中。
烏克蘭傳媒「基輔獨立報」引述不具名烏克蘭國會議員消息報道，由於收到俄羅斯對基輔政府大樓進行定向襲擊的可信威脅，原定舉行的烏克蘭國會1小時問答環節被取消。
俄羅斯總統普京會見俄羅斯國防部高層及軍工綜合體代表時表示，祝賀成功在21日向烏克蘭試射「榛樹」高超音速導彈，將繼續測試導彈，包括在實戰中測試，雖然不是洲際導彈，但如果大規模使用，即使配以常規彈頭，破壞力可與戰略武器相比。強調，目前沒有國家擁有攔截榛樹導彈的技術，亦只有俄羅斯擁有這種武器。俄羅斯仍有榛樹導彈庫存，並已開始生產，未來會繼續進行測試，包括視乎俄羅斯受威脅的程度在實戰中測試榛樹導彈。
烏克蘭總統澤連斯基表示，已指示國防部長烏梅羅夫與合作伙伴合作，以獲取先進的防空系統，俄羅斯以對烏克蘭的襲擊，作為測試實驗導彈，構成國際犯罪，並批評俄羅斯不顧全球和平呼籲，升級侵略，承諾與國際媒體分享第聶伯羅導彈襲擊的細節，以便全球民眾瞭解全部情況。
烏克蘭國防部情報總局副局長斯基比茨基表示，俄羅斯參加對烏克蘭作戰的地面部隊有近58萬名士兵，包括在俄羅斯庫爾斯克地區擊退烏軍的部隊。另有一支由近3萬5千名國家近衛軍組成的隊伍也被部署到俄佔烏克蘭地區。烏克蘭國家電視廣播公司引述烏克蘭武裝部隊總參謀部匿名消息報道，從軍事上烏軍將繼續留在庫爾斯克地區，俄軍目前部置近6萬名俄軍在庫爾斯克地區，認為俄軍正計劃進入蘇梅州邊境，並建立緩衝區，類似烏克蘭在庫爾斯克的行動。
烏克蘭頓涅茨克地區檢察官辦公室表示，俄軍於10月初在頓涅茨克州的武赫萊達爾附近森林地帶殺死1名被俘的烏克蘭武裝部隊士兵，並用槍指著其餘4名被俘的烏克蘭武裝部隊士兵，威脅他們往前走，繼而開槍打死他們。
俄羅斯聯邦人權事務專員莫斯卡爾科娃表示，8月庫爾斯克州遭受襲擊後被烏克蘭武裝部隊帶走的46名居民已從烏克蘭返回俄羅斯，包括12名兒童，感謝俄羅斯總統辦公廳、俄羅斯國防部、俄羅斯外交部、特勤部門和白俄羅斯國家主管機關的協作以及紅十字國際委員會的密切聯繫。
烏克蘭國防部表示，瑞典已同意資助烏克蘭遠端無人機的生產。
烏克蘭財政部表示，烏克蘭和世界銀行簽署一項價值48億美元的貸款協議，烏克蘭將其用於優先預算支出，包括支付養老金、境內流離失所者援助以及教師、急救人員和緊急服務人員的薪金。
波蘭總理圖斯克表示，烏克蘭戰爭已進入決定性階段，俄羅斯日前向烏克蘭發射中程彈道導彈已經可以表明全球衝突的真正威脅。
加拿大國防部長布萊爾表示，在加拿大政府援助下購買的國家先進地對空導彈系統已抵達烏克蘭。
南韓國家安保室室長申源湜表示，俄羅斯向北韓提供經濟和軍事技術，以換取部隊，其中北韓已經獲得相關裝置和防空導彈，以加強平壤薄弱的防空系統。
非政府組織「Deep State」的公開來源情報互動式線上地圖顯示，俄軍正在向頓涅茨克州5個定居點附近推進，包括大新錫爾卡、羅茲多利內、馬克西米夫卡、普斯廷卡和托雷茨克。

## 11月23日
烏克蘭武裝部隊總參謀部表示，自全面入侵以來，俄羅斯在烏克蘭損失729,720名士兵，過去一天俄軍有1,420人傷亡，累計損失9,419輛戰車、19,192輛裝甲戰鬥車輛、29,850輛車輛和油箱、20,760門火砲系統、1,254套多管火箭系統、1,004套防空系統、369架飛機、329架直升機、19,365架無人機、2,764枚巡弋飛彈、28艘船隻和1艘潛艦等。
俄羅斯國防部表示，在過去24小時防空部隊擊落3枚法製鐵錘航空制導炸彈、8枚美製海馬斯多管火箭彈和59架無人機。
俄羅斯國防部表示，俄軍航空兵、無人機、導彈部隊和炮兵摧毀149個有生力量和烏軍裝備聚集區。
烏克蘭總統澤連斯基在基輔舉行的國際糧食安全會議上表示，自2023年7月以來，俄羅斯已經損壞321個港口基礎設施以及20艘外國商船，烏克蘭的糧食出口為全球100個國家的4億人提供糧食，埃及、利比亞、奈及利亞和非洲其他國家的食品價格直接取決於烏克蘭的農民和農業公司能否正常運營。另外，澤連斯基在記者會上批評月內在巴西舉行的20國集團峰會對烏克蘭的支援有限，指出大多數巴西人民支援烏克蘭，並為此感謝他們，但巴西總統盧拉在戰爭問題上表現出軟弱的立場，又指出20國集團峰會的聯合聲明，避免對俄羅斯在烏克蘭行為的直接譴責，只使用模稜兩可的語言，提到戰爭造成的人類痛苦，而沒有直接說出俄羅斯的名字。
烏克蘭國防部長烏梅羅夫表示，立陶宛將資助烏克蘭遠端無人機的生產，烏克蘭和立陶宛之間的長期協議包括一項1000萬歐元的初步協議，特別關注烏克蘭的導彈-無人機。
烏克蘭哈爾科夫州州長西涅古博夫表示，自5月以來，已有近22,000名居民從哈爾科夫州撤離，正在努力從前線附近的定居點疏散更多居民，包括庫皮揚斯克和沃夫昌斯克附近地區。
法國外交部長巴羅表示，西方盟友不應該在向烏克蘭提供軍事支援方面設定紅線，烏克蘭可以使用法國提供的遠端導彈，在自衛的邏輯上打擊俄羅斯境內的目標，法國願意邀請烏克蘭加入北約。
歐盟議會議長梅索拉表示，贊成德國向烏克蘭提供遠端金牛座導彈，並表明這是歐盟議會立場，相關提議得到廣泛支持。
新聞通訊社「路透社」援引烏克蘭總參謀部訊息人士報道，烏克蘭最多曾控制庫爾斯克地區約1,376平方公里，在俄軍正在加強反擊，目前控制著大約800平方公里，只要軍事策略上合適，將繼續控制相關領土。
美國傳媒「有線電視新聞網」引述烏克蘭官員和公共記錄報道，俄羅斯加大對烏克蘭使用北韓製彈道導彈襲擊的力度，2024年的襲擊中約有三分之一涉及北韓製武器，如60枚北韓KN-23導彈，自春季以來，俄羅斯越來越多地使用彈道導彈和攻擊無人機來打擊烏克蘭，而較少使用巡航導彈。

## 11月24日
烏克蘭空軍表示，俄羅斯在午夜至凌晨期間，對烏克蘭發動無人機和導彈襲擊，俄軍從布良斯克和奧廖爾發射73架見證者-136無人機和不明類型無人機，防空系統在基輔、切爾卡瑟、日托米爾、哈爾科夫、波爾塔瓦、蘇梅、基洛夫格勒、切爾尼戈夫、扎波羅熱等地區擊落50架無人機。另有19架無人機因電子戰措施，未能擊中目標。
烏克蘭武裝部隊總參謀部表示，自全面入侵以來，俄羅斯在烏克蘭損失730,740名士兵，過去一天俄軍有1,020人傷亡，累計損失9,423輛戰車、19,209輛裝甲戰鬥車輛、29,864輛車輛和油箱、20,765門火砲系統、1,254套多管火箭系統、1,004套防空系統、369架飛機、329架直升機、19,366架無人機、2,764枚巡弋飛彈、28艘船隻和1艘潛艦等。烏克蘭軍方南部司令部發言人表示，俄軍正準備突破南部防線，向頓涅茨克州大新錫爾卡、扎波羅熱州奧里希夫和胡利亞伊波萊方向推進。
烏克蘭總統澤連斯基表示，在過去一週，俄羅斯發射800多枚KAB制導空中炸彈、近460架攻擊無人機和20多枚導彈，重申烏克蘭不是武器的試驗場。烏克蘭是一個主權、獨立的國家，然而俄羅斯堅持試圖摧毀烏克蘭人民，傳播恐懼和恐慌。另外，澤連斯基反駁普京早前表示，目前世界上沒有方法擊落21日對第聶伯羅市發射和測試的中程高超音速彈道導彈的說法，指出專家目前正在分析導彈殘骸，並與盟友合作制定適當的應對措施，世界亦有能夠應對此類威脅的防空系統。
烏克蘭武裝部隊總參謀長巴爾吉列維奇表示，俄羅斯擁有從蘇聯繼承下來的最大空中炸彈庫存，烏克蘭正在積極開發自己的制導空中炸彈，並將取得成功。
烏克蘭頓涅茨克地區檢察官辦公室表示，21日下午6時左右，俄羅斯士兵進入託雷茨克住宅區一棟公寓，故意使用自動武器向3名平民開火，造成2死1傷。辦公室表示，已經對該事件展開調查。
烏克蘭國會議員特卡琴科表示，約有15萬名境內流離失所者已經返回俄佔烏克蘭地區，包括約7萬人返回南部俄佔馬裡烏波爾市，部分原因是由於國家支援不足，促使人們返回俄羅斯佔領區的，相關人士需要更多的資源和政府援助才能融入新社群。特卡琴科在25日表示，收回相關言論，由於各種原因，個別國內流離失所者被迫前往被佔領土，但這絕不會多於數百甚至數萬，早前的言論只是其假設，而不是基於真實資料。
俄羅斯國營通訊社「塔斯社」引述俄羅斯軍方消息報道，1名22歲曾經加入英軍的烏克蘭國際軍團成員，在庫爾斯克地區被俘虜。
立陶宛國防部表示，立陶宛向烏克蘭提供新一批軍事援助計劃，包括發電機、M113裝甲運兵車備件、武器和彈藥。
俄羅斯獨立媒體Mediazona與BBC新聞俄語根據公共來源，包括訃告、親屬、地區媒體和地方當局的報道，確認自2022年2月俄羅斯全面入侵烏克蘭以來，79,819名俄羅斯陣亡士兵的名字，近4,364名軍官在烏克蘭的戰鬥中喪生，至少有14,500名從監獄招募的囚犯、17,000名志願者和9,700名動員士兵在戰爭中死亡，報道明確表示，實際數字可能更高。
英國傳媒「金融時報」報道，俄羅斯在胡塞武裝組織的協助下，已經從也門招募數百名僱傭兵，以高薪和俄羅斯公民身份作為承諾，徵召加入俄軍並參加對烏克蘭的戰爭。

## 11月25日
烏克蘭地方政府表示，截至25日上午9時，俄羅斯在過去24小時內襲擊赫爾松、基輔、赫梅利尼茨基、基洛夫格勒、日托米爾、蘇梅、敖德薩、尼古拉耶夫、波爾塔瓦、第聶伯羅彼得羅夫斯克、頓涅茨克、盧甘斯克、哈爾科夫和切爾尼戈夫等地，至少造成5名平民受傷。烏克蘭敖德蕯州州長表示，凌晨俄軍對敖德薩中部人口稠密住宅區發動導彈襲擊，至少造成11名平民受傷。哈爾科夫市長表示，上午俄軍使用S-400導彈對哈爾科夫中部人口稠密住宅區發動襲擊，至少造成23名平民受傷。尼古拉耶夫州州長表示，1架俄羅斯無人機襲擊索隆查基村正在分發人道主義援助的地方，至少造成5名工作人員和平民受傷。
烏克蘭武裝部隊總參謀部表示，自全面入侵以來，俄羅斯在烏克蘭損失732,350名士兵，過去一天俄軍有1,610人傷亡，累計損失9,429輛戰車、19,236輛裝甲戰鬥車輛、29,948輛車輛和油箱、20,787門火砲系統、1,254套多管火箭系統、1,004套防空系統、369架飛機、329架直升機、19,480架無人機、2,764枚巡弋飛彈、28艘船隻和1艘潛艦等。烏克蘭第3突擊旅表示，已經從哈爾科夫州科潘基村清除俄軍，並且抓獲幾名戰俘。
俄羅斯國防部表示，在過去24小時防空部隊擊落8枚彈道導彈、6枚美製JDAM航空制導炸彈和45架無人機。
俄羅斯國防部表示，烏克蘭軍隊在過去一晝夜內，在前線各地區內損失1,320名軍人。
非政府組織「白俄羅斯哈瓊監測小組」表示，過去一夜創紀錄的38架俄羅斯無人機進入白俄羅斯領土，其中至少有一架無人機被白俄羅斯空軍擊落。
烏克蘭傳媒「基輔獨立報」引述烏克蘭國防部情報總局消息報道，情報總局無人機擊中俄羅斯西部城市卡盧加一個石油倉庫，導致一系列爆炸和火災。
烏克蘭總統澤連斯基聽取烏克蘭武裝部隊總司令瑟爾斯基匯報後表示，烏克蘭正在追蹤來自扎波羅熱州南部俄軍的威脅，目前頓涅茨克州庫拉霍韋鎮附近的局勢最為困難，軍隊正在加強陣地。在持續近四個月的行動中，烏克蘭士兵繼續在庫爾斯克地區作戰，任務是儘可能地摧毀俄羅斯在邊境地區的力量。
烏克蘭國防部長烏梅羅夫表示，烏克蘭國際無人機聯盟計劃在2024年底前籌集超過18億美元來支援烏克蘭，將使烏克蘭能夠加強其在戰場上的技術優勢，並更有效地消滅敵人。
烏克蘭最大民營能源公司「DTEK」表示，歐盟和美國將提供1.12億美元援助，用於修復在俄羅斯襲擊中受損的設施，併為冬季運作準備。
美國國家安全委員會發言人柯比表示，美國確實改變指導方針，烏克蘭可以使用美國提供的遠端MGM-140陸軍戰術導彈襲擊俄羅斯境內目標，烏克蘭士兵可在有緊急需要的基礎時使用武器保衛自己，範圍在庫爾斯克州及其周圍。美國五角大樓副發言人辛格表示，美國沒有任何跡象表明北韓軍隊進入俄佔烏克蘭地區。
聯合國烏克蘭人權監測團表示，在俄羅斯對烏克蘭的全面戰爭中，共有376起性暴力案件被記錄在案，數字包括262名男子，和104名婦女以及10名女童和2名男童，其中大多數人在俄佔地區或俄羅斯被關押時遭受酷刑，監測團表示，與戰爭有關的性暴力違反國際人權、人道主義法和刑法，防止暴力並將肇事者繩之以法是基於國家人權義務的共同責任。
北約議會大會通過決議，來自北約成員國議員的代表支援並敦促成員國加緊政治和實際努力，幫助烏克蘭儘快收到邀請，成為北約的第33個成員。
英國外交部表示，制裁俄羅斯「影子船隊」的30艘油輪，涉嫌在去年運載價值數十億美元的石油和石油產品，是克里姆林宮在烏克蘭非法戰爭的重要資金來源。
德國國防部專責烏克蘭事務負責人弗洛伊丁少將表示，德國將在年底前向烏克蘭提供另外兩套IRIS-T防空系統，包括中程SLM和短程SLS型號。
俄羅斯獨立傳媒「Agentstvo」援引對DeepState分析報道，俄軍在烏克蘭的推進繼續加快，創下每週和每月的新紀錄，在過去一週內俄軍佔領234.79平方公里，是2024年的最高數字，自11月初以來，俄軍已經佔領600平方公里，超過整個10月，創造自2022年初以來的新紀錄。
法國傳媒「世界報」援引不具名訊息報道，在特朗普於美國大選勝利後，重新引發歐洲盟友關於向烏克蘭派遣軍事人員或私人國防承包商的討論。話題是在11月11日英國首相施紀賢訪問法國期間提出，因為英國和法國不排除在烏克蘭聯盟中帶頭的可能性。 英國外交大臣林德偉表示，英國不會向烏克蘭戰場派遣部隊，且目前仍維持這項長期以來的立場，同時強調英國的立場明確，即隨時做好準備，並持續向烏克蘭提供軍事支援，特別是在人員訓練方面。
美國傳媒「哥倫比亞廣播公司」公布民意調查顯示，美國公民在是否繼續向烏克蘭提供軍事支援問題上仍然存在分歧，49%的受訪者表示應該繼續提供軍事支援，但51%反對。
新聞通訊社「路透社」引述詹姆斯．馬丁非擴散研究中心研究和衛星圖像報道，北韓正在擴大一個關鍵武器生產綜合體，正在組裝俄羅斯用於攻擊烏克蘭的KN-23短程彈道導彈。
新聞通訊社「路透社」引述知情人士消息報道，幾星期前英國係烏克蘭交付未公布內容的援助，包括數十枚暴風影巡航導彈，是施紀賢上任後首次重大武器轉讓，並且在允許攻擊俄羅斯境內目標前交付。

## 11月26日
烏克蘭地方政府表示，截至26日上午9時，俄羅斯在過去24小時內襲擊赫爾松、基輔、捷爾諾波爾、蘇梅、敖德薩、尼古拉耶夫、波爾塔瓦、第聶伯羅彼得羅夫斯克、頓涅茨克、盧甘斯克、哈爾科夫和切爾尼戈夫等地，至少造成2名平民死亡，45名平民受傷。烏克蘭空軍表示，俄羅斯在午夜至凌晨期間，對烏克蘭發動創紀錄數量的無人機和導彈襲擊，俄軍從沃羅涅日和庫爾斯克地區發射4枚伊斯坎德爾-M彈道導彈，從濱海阿赫塔爾斯克、庫爾斯克、布良斯克和奧廖爾發射188架見證者-136無人機和不明型號無人機，防空系統在基輔、切爾卡瑟、日托米爾、赫梅利尼茨基、文尼察、捷爾諾波爾、羅夫諾、哈爾科夫、波爾塔瓦、蘇梅、基洛夫格勒、切爾尼戈夫、扎波羅熱等地區擊落76架無人機。另有95架無人機因電子戰措施，未能擊中目標，5架無人機飛往白俄羅斯。烏克蘭蘇梅州軍事管理局表示，俄軍發射1枚導彈襲擊擊中蘇梅市一棟住宅樓和幼兒園，至少造成2名平民死亡，全日俄羅斯對蘇梅州發動21次襲擊中，進行120次炮擊。
烏克蘭武裝部隊總參謀部表示，自全面入侵以來，俄羅斯在烏克蘭損失733,830名士兵，過去一天俄軍有1,480人傷亡，累計損失9,435輛戰車、19,256輛裝甲戰鬥車輛、30,042輛車輛和油箱、20,806門火砲系統、1,254套多管火箭系統、1,004套防空系統、369架飛機、329架直升機、19,552架無人機、2,765枚巡弋飛彈、28艘船隻和1艘潛艦等。烏克蘭軍方霍爾蒂恰作戰戰術小組發言人表示，烏軍已擊退哈爾科夫州庫皮揚斯克郊區的俄軍，並保持對地區局勢的控制。
俄羅斯國防部表示，在過去24小時防空部隊擊落6枚法製鐵錘航空制導炸彈、1枚美製海馬斯多管火箭彈和71架無人機。
俄羅斯國防部表示，23日烏克蘭使用5枚美製遠端MGM-140陸軍戰術導彈攻擊庫爾斯克西北約37公里的洛塔雷夫卡，其中3枚被防空部隊擊落，2枚導彈擊中一套S-400防空系統和一個機場，損壞雷達並造成人員傷亡。俄羅斯外交部表示，烏克蘭25日向庫爾斯克州哈利諾鎮的庫爾斯克東方空軍基地發射8枚美製遠端MGM-140陸軍戰術導彈，其中7枚被防空系統擊落，其中1枚導彈擊中目標，至少造成2名士兵受傷並損壞基礎設施。
俄羅斯國防部表示，烏克蘭軍隊在過去一晝夜內，在前線各地區內損失1,675名軍人。俄軍航空兵、無人機、導彈部隊和炮兵摧毀135個有生力量和烏軍裝備聚集區。自特別軍事行動展開以來，俄軍已累計摧毀烏軍649架飛機，283架直升機，36,719架無人機，586套防空系統，19,508輛坦克及其他裝甲車輛，1,492門多管火箭炮，18,562門火炮和迫擊炮和28,739輛軍用車輛。
烏克蘭國防部表示，一個部門委員會正在調查向前線軍隊供應有缺陷的120毫米迫擊炮彈的情況。社交媒體的投訴和影片顯示迫擊炮彈發射後沒有爆炸或未能擊中目標。國防部表示，已經撤回有關批次的彈藥，並將向軍隊提供進口彈殼。
俄羅斯外交部表示，因應仇視俄羅斯政策、傳播有關俄羅斯的虛假資訊和對烏克蘭武裝部隊的軍事支援，以回應英國對進一步對俄羅斯進行系統式對抗的態度，禁止30名英國國民進入俄羅斯領土，包括副首相韋雅蘭和財政大臣李韻晴等政府官員。
俄羅斯聯邦調查委員會證實，在俄羅斯庫爾斯克地區為烏克蘭而戰的英國國民安德森被逮捕和拘留，涉嫌犯下「恐怖主義」和「僱傭軍」罪行，俄羅斯此前曾聲稱被俘僱傭軍無權作為戰俘受到保護。
烏克蘭總檢察長辦公室表示，俄軍11月初在頓涅茨克州波克羅夫斯克地區俘虜5名手無寸鐵的烏克蘭士兵，強迫他們放下武器躺在地上後，使用自動武器從後射殺他們，辦公室已啟動戰爭罪調查。
烏克蘭國會執政人民公僕黨議員亞歷山大·梅列日科向挪威諾貝爾委員會發信，提名美國總統當選人特朗普競逐2025年諾貝爾和平獎，信中表示相信特朗普為世界和平作出巨大貢獻，將來可以作出更多貢獻，調解以色列與包括阿拉伯聯合大公國、巴林和蘇丹在內的穆斯林國家之間的協議，在第一個任期內向烏克蘭提供標槍反坦克導彈的決定，展示全球領導力，在提供武器以抵抗俄羅斯殘酷和非法的侵略戰爭方面，為當今支援烏克蘭的國際聯盟奠定基礎。
北約-烏克蘭理事會舉行會面，討論俄羅斯上星期對第聶伯羅試射中程高超音速彈道導彈後烏克蘭的安全局勢，烏克蘭高級軍事官員透過視像方式向理事會簡介情況，北約盟國重申對烏克蘭的支援，試射襲擊被視為俄羅斯恐嚇烏克蘭平民，並且是恐嚇支援烏克蘭的人的又一次企圖。
挪威首相史托爾表示，挪威將會在2025年增加對烏克蘭的支援到27億美元。
英國傳媒「經濟學人」公布調查估計，有6至10萬名烏克蘭士兵在全面戰爭中喪生，另有40萬人受傷，無法繼續戰鬥，俄羅斯和烏克蘭全面戰爭中失去的人口比例，相比於韓戰和越戰期間美國加起來的更大，幾乎20個烏克蘭適齡男性中就有1個因戰爭而喪生或受傷。
美國傳媒「華盛頓郵報」引述美國政府官員消息報道，總統拜登基於烏克蘭在戰場上面臨越來越大的壓力，扭轉向烏克蘭提供先進武器的關鍵政策，包括遠端導彈和殺傷人員地雷，烏克蘭可能會在幾個月內被推入談判，並可能被迫割讓領土以結束戰爭。
美國傳媒「Politico」引述美國國會人士消息報道，總統拜登向國會提出議案，向烏克蘭再提供240億美元援助，其中約160億美元將用於提供武器，剩餘的80億美元將用於烏克蘭安全援助倡議。
自由歐洲電台／自由電台公布調查報告顯示，俄羅斯使用烏克蘭在1999年作為對俄羅斯天然氣債務償還，轉讓的至少6架Tu-160型轟炸機來攻擊烏克蘭各地的城市和基礎設施，調查報告還確定駕駛飛機和對烏克蘭發動導彈襲擊的飛行員。

## 11月27日
烏克蘭地方政府表示，截至27日上午9時，俄羅斯在過去24小時內襲擊赫爾松、基輔、 基洛夫格勒、蘇梅、日托米爾、尼古拉耶夫、波爾塔瓦、第聶伯羅彼得羅夫斯克、頓涅茨克、盧甘斯克、哈爾科夫和切爾尼戈夫等地，至少造成2名平民死亡，17名平民受傷。烏克蘭空軍表示，俄羅斯在午夜至凌晨期間，對烏克蘭發動無人機和導彈襲擊，俄軍從濱海阿赫塔爾斯克、庫爾斯克、布良斯克和奧廖爾發射89架見證者-136無人機和不明型號無人機，防空系統在基輔、切爾卡瑟、日托米爾、哈爾科夫、波爾塔瓦、蘇梅、赫梅利尼茨基、切爾尼戈夫等地區擊落36架無人機。另有48架無人機因電子戰措施，未能擊中目標，5架無人機飛往白俄羅斯、俄羅斯和俄佔地區。
烏克蘭武裝部隊總參謀部表示，自全面入侵以來，俄羅斯在烏克蘭損失735,410名士兵，過去一天俄軍有1,580人傷亡，累計損失9,449輛戰車、19,304輛裝甲戰鬥車輛、30,126輛車輛和油箱、20,830門火砲系統、1,255套多管火箭系統、1,005套防空系統、369架飛機、329架直升機、19,616架無人機、2,765枚巡弋飛彈、28艘船隻和1艘潛艦等。烏克蘭國民警衛隊指揮官表示，烏克蘭士兵擊退俄羅斯在扎波羅熱地區的進攻企圖。
俄羅斯國防部表示，在過去24小時防空部隊擊落54架無人機。俄佔塞瓦斯托波爾官員表示，烏克蘭無人機和導彈襲擊該市，防空系統擊落2枚導彈和5架無人機。
俄羅斯國防部表示，中部集團軍部隊已經佔領頓涅茨克地區新伊利因卡村。俄軍航空兵、無人機、導彈部隊和炮兵摧毀144個有生力量和烏軍裝備聚集區。自特別軍事行動展開以來，俄軍已累計摧毀烏軍649架飛機，283架直升機，36,773架無人機，586套防空系統，19,515輛坦克及其他裝甲車輛，1,492門多管火箭炮，18,631門火炮和迫擊炮和28,762輛軍用車輛。
烏克蘭總統澤連斯基與北約秘書長魯特討論近期局勢。澤連斯基表示，北約7月在華盛頓舉行峰會的關鍵承諾，包括防空系統和其他軍事支援，尚未得到充分履行，極大影響烏克蘭人民的積極性和士氣，強調需要及時提供承諾的支援。對俄羅斯使用新型彈道導彈表示擔憂，敦促北約合作伙伴提供現成的特定防空系統。
烏克蘭總理什梅加爾表示，烏克蘭透過和平專案從世界銀行獲得48億美元的社會支出貸款。
烏克蘭國防部部長烏梅羅夫到訪南韓，並會見南韓總統尹錫悅，討論俄羅斯和北韓之間深化的軍事關係，同意繼續分享有關北韓向俄羅斯派遣部隊以及俄羅斯和北韓之間的武器和技術轉讓資訊，同時加強與合作夥伴的關係。烏梅羅夫形容北韓軍隊正在積極支援俄羅斯對烏克蘭能源基礎設施的攻擊。
烏克蘭國防部副部長克里門科夫表示，烏克蘭自行研發和生產的「Oncilla-Shturm」裝甲運兵車已獲批准用於軍事用途，創造滿足戰場現代需求的裝備方面取得的進展。
美國總統當選人特朗普表示，提名退役中將基思‧凱洛格出任俄烏問題特使。凱洛格曾向特朗普提出結束烏克蘭戰爭的計劃，包括將戰線凍結在當前的位置，停止向烏克蘭提供武器，並迫使烏克蘭和俄羅斯雙方回到談判桌。
丹麥、愛沙尼亞、芬蘭、拉脫維亞、挪威、波蘭和瑞典的政府首腦，在瑞典哈普松德舉行峰會並發表聯合聲明，保證在未來幾個月增加對烏克蘭的支持，將投資向烏克蘭提供更多彈藥，強調對烏克蘭的支持不會動搖，將共同努力，支持烏克蘭對抗俄羅斯侵略的所有行動，並確保對俄羅斯戰爭罪行的全面國際問責。
斯洛伐克總理菲科表示，接受俄羅斯總統普京邀請，2025年5月參加在莫斯科舉行的紀念衛國戰爭勝利80週年慶祝活動，菲科表示蘇聯紅軍和前蘇聯國家在擊敗法西斯主義和第二次世界大戰勝利方面發揮不可替代的作用。
新聞通訊社「美聯社」引述拜登政府不具名官員消息報道，拜登政府正在敦促烏克蘭將徵兵年齡從25歲降低到18歲，以增加部隊人數，目前烏克蘭沒有動員足夠的士兵來彌補戰場上的損失或與俄羅斯不斷增長的軍隊相匹配。
新聞通訊社「路透社」引述5名美國情報官員消息報道，美國決定允許烏克蘭使用美製武器攻擊俄羅斯境內目標的政策，沒有增加俄羅斯使用核武的風險。
美國傳媒「華爾街日報」引述美國國會消息人士報道，拜登政府可能無法在總統當選人特朗普宣誓就職前，向烏克蘭提供剩餘獲批的數十億美元援助，國防部以達到每月武器運輸限額上限，在向烏克蘭運送武器方面面臨後勤挑戰，若需用盡剩餘資金，美國每日須向烏克蘭提供1.1億美元武器，但這樣的安排不可能，目前計劃是每月從武器庫存中烏克蘭運送價值5億億至7.5億美元的武器，主要由大炮和彈藥組成。

## 11月28日

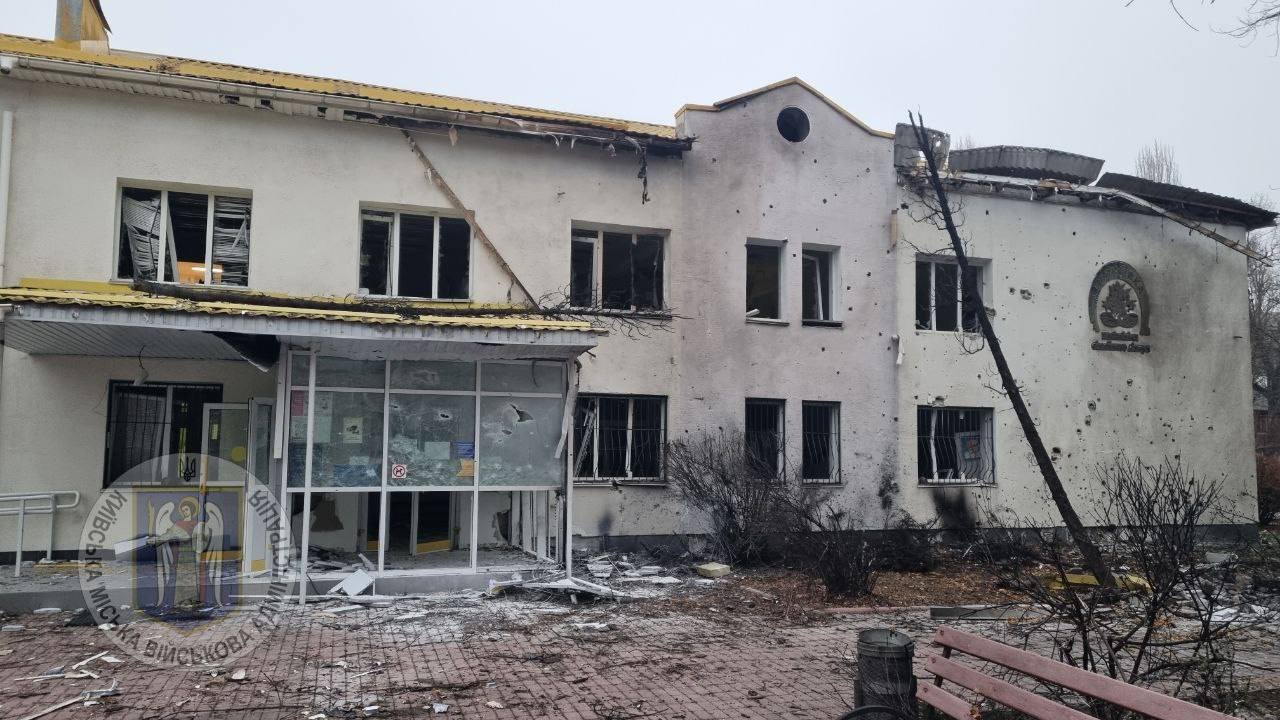
俄軍襲擊基輔後

烏克蘭地方政府表示，截至28日上午9時，俄羅斯在過去24小時內襲擊赫爾松、基輔、文尼察、蘇梅、尼古拉耶夫、第聶伯羅彼得羅夫斯克、頓涅茨克、盧甘斯克、哈爾科夫和切爾尼戈夫等地，至少造成5名平民死亡，25名平民受傷。烏克蘭空軍表示，俄羅斯在午夜至凌晨期間，對烏克蘭能源設施發動無人機和導彈襲擊，俄軍從別爾哥羅德地區發射3枚S-300防空導彈，從伏爾加格勒地區上空發射57枚Kh-101巡航導彈，從黑海發射28枚口徑巡弋導彈和3枚Kh-59/69導彈，從濱海阿赫塔爾斯克、羅斯托夫、布良斯克和奧廖爾發射97架見證者-136無人機和不明型號無人機，防空系統擊落35架無人機，76枚Kh-101或口徑巡航導彈和3枚Kh-59/69導彈。另有62架無人機因電子戰措施，未能擊中目標。
烏克蘭武裝部隊總參謀部表示，自全面入侵以來，俄羅斯在烏克蘭損失736,630名士兵，過去一天俄軍有1,220人傷亡，累計損失9,450輛戰車、19,306輛裝甲戰鬥車輛、30,186輛車輛和油箱、20,852門火砲系統、1,256套多管火箭系統、1,005套防空系統、369架飛機、329架直升機、19,661架無人機、2,765枚巡弋飛彈、28艘船隻和1艘潛艦等。烏克蘭國防部情報總局表示，烏克蘭摧毀俄佔克里米亞科託夫斯克村附近1個價值約500萬美元的48Y6-K1 Podlet雷達站。
俄羅斯國防部表示，在過去24小時防空部隊擊落1枚海王星導彈和49架無人機。俄羅斯克拉斯諾達爾邊疆區官員表示，烏克蘭無人機襲擊克拉斯諾達爾邊疆區2個定居點，至少造成1名平民受傷。
俄羅斯國防部表示，烏克蘭軍隊在過去一晝夜內，在前線各地區內損失1,505名軍人。俄軍航空兵、無人機、導彈部隊和炮兵摧毀146個有生力量和烏軍裝備聚集區。自特別軍事行動展開以來，俄軍已累計摧毀烏軍649架飛機，283架直升機，36,882架無人機，586套防空系統，19,520輛坦克及其他裝甲車輛，1,492門多管火箭炮，18,647門火炮和迫擊炮和28,783輛軍用車輛。
俄羅斯總統普京到訪哈薩克斯坦，參與集體安全組織安全理事會會議。會議上表示，暴風影導彈和德國金牛座導彈包含約450-480公斤TNT，射程500-650公里，俄羅斯類似的武器是Kh-101導彈，其戰鬥威力相當，但在射程上大幅超過歐洲生產的武器，俄羅斯類似於MGM-140陸軍戰術導彈3個版本的武器是俄羅斯‘伊斯坎德爾導彈系統及其各種改進型，大部分在TNT當量方面相似，而伊斯坎德爾的射程更遠。並提醒俄羅斯擁有口徑導彈系統、匕首導彈系統和鋯石導彈系統，過去的兩天內正使用相關武器回應烏克蘭使用MGM-140陸軍戰術導彈對俄羅斯領土的持續襲擊，總共使用100枚不同級別的導彈和466架攻擊無人機，27日午夜至28日凌晨使用90枚同類導彈和100架無人機實施全面打擊，17個目標被擊中，包含軍事設施、國防工業設施及其支持保障系統。俄羅斯不會允許烏克蘭獲得核武器，烏克蘭獲取核武器將違反在不擴散大規模毀滅性武器方面承擔的所有義務，一旦基輔獲得核武器，俄羅斯就將動用手中一切可用的打擊手段。另外，普京表示，不排除會使用早前試射的中程高超音速彈道導彈打擊軍事設施和決策中心，其中包括位於基輔的決策中心。
乌克兰总统泽连斯基簽署國會早前通過的战时增税措施，对公民的战时个人收入税率从1.5%提高到5%，并对数以万计的私人企业征收战时税，相關收入將用於2025年的國防開支。
烏克蘭總檢察長辦公室表示，22日俄軍在頓涅茨克州波克羅夫斯克地區的一次襲擊中俘虜4名烏克蘭士兵，在迫使士兵投降後，俄軍使用自動武器射殺他們，俄軍已在當地累計處決9名烏克蘭戰俘。
烏克蘭戰略工業部部長斯梅塔尼寧表示，在5萬4千枚疑似有缺陷的120毫米迫擊炮彈中，約有2萬4千枚將被收回，佔2024年國防產量的不到1%，相關炮彈由烏克蘭企業生產，當局將展開調查。
烏克蘭外交部發言人提希伊表示，與獲美國總統當選人特朗普提名出任俄烏問題特使的退役中將基思‧凱洛格保持著良好的對話，歡迎他獲提名這項重要任務。另外，相對於近期報道徵兵年齡下降至18歲，認為當務之急是軍援加快到位，妥善武裝現有的部隊。
國際原子能組織總幹事格羅西表示，作為應對俄羅斯對烏克蘭大規模工作的預防措施，烏克蘭多個核電站在午夜至凌晨期間減少電力生產。
俄羅斯獨立監測組織「OVD-Info」表示，曾任烏德穆爾特地區律師協會主席的俄羅斯著名律師德米特里·塔蘭托夫於2022年6月被捕，已經入獄兩年多，因煽動仇恨和傳播關於俄軍的虛假資訊而被定罪，並因批評對烏克蘭的特別軍事行動，被判處監禁7年。
荷蘭國防部長布雷克曼斯表示，荷蘭已向烏克蘭交付3台愛國者防空系統發射器。
非政府組織「白俄羅斯調查中心」表示，俄軍於2022年春天在白俄羅斯距離烏克蘭邊境不遠的納魯利亞開設一間酷刑室，烏克蘭戰俘和從烏克蘭綁架的平民被關押在當地。

## 11月29日
烏克蘭地方政府表示，截至29日上午9時，俄羅斯在過去24小時內襲擊赫爾松、敖德薩、基輔、蘇梅、尼古拉耶夫、第聶伯羅彼得羅夫斯克、頓涅茨克、盧甘斯克、哈爾科夫和切爾尼戈夫等地，至少造成1名平民死亡，22名平民受傷。烏克蘭空軍表示，俄羅斯在午夜至凌晨期間，對烏克蘭發動無人機襲擊，俄軍從濱海阿赫塔爾斯克、羅斯托夫、庫爾斯克和奧廖爾發射132架見證者-136無人機和不明型號無人機，防空系統在基輔、切爾尼戈夫、切爾卡瑟、蘇梅、波爾塔瓦、日托米爾、第聶伯羅彼得羅夫斯克、敖德薩和扎波羅熱擊落88架無人機。另有41架無人機因電子戰措施，未能擊中目標。
烏克蘭武裝部隊總參謀部表示，自全面入侵以來，俄羅斯在烏克蘭損失738,660名士兵，過去一天俄軍有2,030人傷亡，累計損失9,458輛戰車、19,339輛裝甲戰鬥車輛、30,272輛車輛和油箱、20,886門火砲系統、1,256套多管火箭系統、1,006套防空系統、369架飛機、329架直升機、19,750架無人機、2,851枚巡弋飛彈、28艘船隻和1艘潛艦等。根據總參謀部資料，俄軍單日有2,030人傷亡，創下全面全侵以來新高，並首次超過2千人。總參謀部表示，烏軍襲擊俄羅斯羅斯托夫州一個石油倉庫，並摧毀俄佔扎波羅熱地區一個Buk-M3雷達站。烏克蘭武裝部隊總司令瑟爾斯基在訪問頓涅茨克前線地區後表示，已下令向駐紮在頓涅茨克州波克羅夫斯克和庫拉霍韋鎮附近的烏軍提供額外儲備、彈藥、武器和軍事裝備。
俄羅斯國防部表示，過去一周防空系統擊落1枚海王星遠程導彈、10枚美製陸軍戰術導彈、15枚法製鐵錘和美製JDAM航空制導炸彈、2枚美製海瑪斯多管火箭炮炮彈和353架無人機。自俄軍開展「特別軍事行動」以來，已摧毀烏軍649架戰機、283架直升機、36,913架無人機、586套防空系統、19,562輛坦克及其它裝甲戰車、1,497門多管火箭系統、18,708門火炮和迫擊炮，以及28,868輛特種軍用車輛。俄羅斯武裝部隊使用高精度武器及無人機實施1次大規模打擊以及32次集群打擊，烏克蘭軍工企業重要設施、烏軍保障用能源設施、軍用機場基礎設施、無人攻擊機組裝和存儲倉庫以及武器庫、彈藥和燃料庫被命中，並摧毀包括烏軍2部攜帶有霹靂-2號原型彈道導彈的發射裝置、1部海王星反艦導彈發射裝置。
烏克蘭總統澤連斯基接受英國傳媒「天空新聞」採訪時表示，如果烏克蘭政府控制的烏克蘭領土可以「置於北約保護傘下」，即使俄羅斯不立即歸還被奪取的烏克蘭土地，亦願意達成停火協議，從而允許稍後「以外交方式」就歸還其餘領土與俄羅斯進行談判。在接受採訪時被問及，西方國家如何幫助解決烏克蘭人力短缺的問題時表示，只要提供足夠的援助，在烏克蘭目前請求支援的10個旅中，只有2.5個有足夠援助，如果西方不提供足夠的援助，烏克蘭將永遠沒有足夠的資源，即使動員更多的人也沒有用。另外，澤連斯基表示，任命米凱洛·德拉帕蒂少將接替亞歷山大·帕夫留克出任烏克蘭地面部隊指揮官，澤連斯基讚揚德拉帕蒂成功地組織哈爾基夫地區的防禦，並擾亂俄羅斯的進攻。
俄羅斯國防部長別洛烏索夫到訪北韓平壤，會見北韓國防官員，討論深化俄羅斯和北韓之間的軍事合作。並且會見北韓領導人金正恩，金正恩批評美國和西方國家，唆使烏克蘭使用遠程武器攻擊俄羅斯，等同直接軍事干預，俄羅斯採取回應行動屬於正當防衛，又指出北韓政府和軍民將一如既往，支持俄羅斯抵禦帝國主義霸權行徑，維護國家主權和領土完整。
烏克蘭總理什梅加爾表示，南韓向烏克蘭提供首批1億美元，作為協議援助貸款的一部分，相關資金將透過支援預算支出用於烏克蘭的社會部門。
烏克蘭國防部情報總局局長布達洛夫駁斥個別烏克蘭傳媒的報道，指出烏克蘭總統辦公室希望用更忠於當局的人取代其位置，形容相關即將被解僱的新傳言是俄羅斯宣傳傳播的謠言和虛假資訊，認為自己總統澤連斯基及其團隊有著正常的工作關係。烏克蘭國防部情報總局表示，北韓已經向俄羅斯提供100多枚短程彈道導彈和500萬枚炮彈，並轉移100多件各種裝置，包括170毫米M-1989自走火炮系統和240毫米M-1991多管火箭發射器以及供應大口徑火炮彈藥和Kn-23/24短程彈道導彈。
烏克蘭戰俘待遇協調總部表示，在烏克蘭國家安全局、內政部、國家緊急服務局和武裝部隊以及國際紅十字會的協助下，成功設法從俄羅斯、盧甘斯克地區、頓涅茨克地區和扎波羅熱地區，尋回502名在與俄羅斯作戰中陣亡的烏克蘭士兵遺體。
烏克蘭總統辦公室主任葉爾馬克表示，8名6至16歲的烏克蘭兒童從俄佔赫爾松、扎波羅熱、盧甘斯克和頓涅茨克以及克里米亞地區返回烏克蘭，其中7名兒童經卡塔爾的調解下返回　另1人則經人道主義走廊。其中1名返回烏克蘭的女童患有神經系統疾病，在從俄佔克里米亞無法獲得醫療服務。
烏克蘭國家安全局表示，烏克蘭一間法院判處1名烏克蘭公民監禁15年，該名人士透過社交媒體與俄羅斯國防情報機構聯絡，主動提出擔任線人，並按指示收集有關烏克蘭軍事基礎設施的情報，特別是重型武器維修基地的位置，協助俄羅斯軍事行動並試圖逃往俄羅斯。
烏克蘭傳媒「Hromadske」表示，2名記者在跟隨烏克蘭士兵拍攝與哈爾科夫動物救援志願者在庫皮揚斯克區左岸廢棄農場進行動物疏散時，遭到俄軍無人機襲擊。
烏克蘭詩人、散文作家和編劇，加入烏軍部隊的邁羅斯拉夫·赫拉西莫維奇家人表示，赫拉西莫維奇於25日在頓涅茨克州阿夫迪夫卡前線陣亡，終年56歲。烏克蘭筆會表示，自2022年全面入侵以來，已有100多名烏克蘭藝術家死亡。
北馬其頓內政部表示，警方逮捕一名涉嫌加入俄軍在烏克蘭作戰的公民，面臨參與外國軍隊的指控。
俄羅斯獨立媒體Mediazona與BBC新聞俄語根據公共來源，包括訃告、親屬、地區媒體和地方當局的報道，確認自2022年2月俄羅斯全面入侵烏克蘭以來，80,973名俄羅斯陣亡士兵的名字，至少有14,738名從監獄招募的囚犯、17,514名志願者和9,861名動員士兵在戰爭中死亡，報道明確表示，實際數字可能更高。
俄羅斯獨立民意調查組織Levada中心一項民意調查顯示，39%受訪俄羅斯人認為，在俄羅斯對烏克蘭戰爭期間使用核武器是合理的，反對使用核武器的受訪俄羅斯人比例從6月份的52%下降到11月份的45%，在整個戰爭期間進行的民意調查發現，絕大多數俄羅斯人始終支援普京，並認為俄羅斯在繼續對烏克蘭的行動是走上正確道路。
新聞通訊社「路透社」引述烏克蘭外交部長西比哈發送給北約成員國外長的不公開信件報道，敦促各國支援邀請烏克蘭加入聯盟的決定，並作為12月3日至4日北約外長會議成果之一，形容邀請將成為合作夥伴對俄羅斯不斷升級戰爭的充分回應。

## 11月30日
烏克蘭地方政府表示，截至30日上午9時，俄羅斯在過去24小時內襲擊赫爾松、蘇梅、尼古拉耶夫、第聶伯羅彼得羅夫斯克、頓涅茨克、盧甘斯克、哈爾科夫和切爾尼戈夫等地，至少造成2名平民死亡，6名平民受傷。第聶伯羅彼得羅夫斯克州州長表示，俄軍襲擊聶伯區察里昌卡，至少造成4名平民死亡，24名平民受傷。
烏克蘭武裝部隊總參謀部表示，自全面入侵以來，俄羅斯在烏克蘭損失740,400名士兵，過去一天俄軍有1,740人傷亡，累計損失9,463輛戰車、19,355輛裝甲戰鬥車輛、30,431輛車輛和油箱、20,909門火砲系統、1,253套多管火箭系統、1,019套防空系統、369架飛機、329架直升機、19,792架無人機、2,851枚巡弋飛彈、28艘船隻和1艘潛艦等。烏克蘭國防部情報總局表示，烏軍摧毀俄佔克里米亞3個俄軍高雷達站，包括2個價值5百萬美元的48Y6-K1 Podlet系統和1個價值約3千萬美元的Kasta-2E2雷達。
俄羅斯國防部表示，在過去24小時防空部隊擊落1枚海王星導彈、1枚美製海馬斯多管火箭炮和45架無人機。
俄羅斯國防部表示，俄軍航空兵、無人機、導彈部隊和炮兵摧毀132個有生力量和烏軍裝備聚集區。
烏克蘭總理什梅加爾表示，自2022年俄羅斯全面入侵烏克蘭以來，烏克蘭的20個民用機場中至少有15個遭受破壞，目前仍然就恢復民用航班進行風險評估，並確定防空部隊對部分開放領空的需求，安全問題和軍事局勢仍然是決定關鍵。另外指出，在過去三個月，俄羅斯針對烏克蘭的港口基礎設施發動近60次襲擊，損壞或摧毀近300個設施和22艘民用船隻。
烏克蘭國家安全局表示，缺席指控俄軍西部集團軍司令葉夫根尼·尼基福洛夫，涉嫌在2023年8月19日下令對塔拉斯·捨甫琴科切爾尼戈夫地區學術音樂和戲劇劇院發射1枚伊斯坎德爾-M彈導導彈，至少7名平民死亡，包括1名6歲兒童，200多人受傷，犯下戰爭罪和蓄謀謀殺。
烏克蘭國防部副部長梅爾尼克表示，烏克蘭國防部與衛生部合作，提出一項軍事醫療委員會改革草案，預計將於2025年11月實施，改革後服兵役人士不再需要到入伍辦公室轉診進行體檢，可以自行選擇一家醫院來處理，資料會傳輸到電子醫療保健系統中，資料將匿名交由醫療委員會審查，有望防止資料操縱和腐敗風險。
烏克蘭扎波羅熱州州長費多羅夫表示，扎波羅熱市和附近定居點的防禦工事建設即將完成，與以前的版本相比，防禦工事設計有顯著改進，擅長擊退無人機攻擊。
歐洲核子研究組織表示，正式根據組織2022年的決定，因應俄羅斯全面入侵烏克蘭，在合作協議2024年11月30日到期後，終止與俄羅斯和白俄羅斯研究機構的合作，約350名俄羅斯科學家將被離開歐洲核子研究中心。